# Patate douce
Pour les articles homonymes, voir Patate.
Ipomoea batatas
Espèce
Statut de conservation UICN

 DD  : Données insuffisantes
Ipomea batatas,  ou patate douce  est une espèce de plantes dicotylédones de la famille des Convolvulaceae, tribu des Ipomoeeae, vraisemblablement originaire d'Amérique tropicale. C'est une plante herbacée vivace dont la culture est très répandue dans toutes les régions tropicales et subtropicales, où on la cultive principalement pour ses tubercules (racines tubérisées) comestibles, riches en amidon.
Le terme « patate » désigne aussi par métonymie les tubercules produits par cette plante. La patate est un cultigène hexaploïde, inconnu à l'état sauvage, ou dit autrement, « la patate douce cultivée de nos jours est un organisme naturellement transgénique sélectionné par l'agriculture vivrière traditionnelle il y a plusieurs millénaires »,,. 
Avec une production annuelle de 113 Mt (2017), récoltées sur plus de 9 millions d'hectares, la patate douce est la septième production agricole au niveau mondial, après le blé, le riz, le maïs, la pomme de terre, l'orge et le manioc. La Chine est de loin le premier pays producteur avec 72 Mt (64 %). La patate douce est consommée principalement dans les pays en développement, où elle est parfois un aliment de base, par exemple en Papouasie-Nouvelle-Guinée, dans les îles Salomon et dans certains pays d'Afrique de l'Est (Burundi, Ouganda, Rwanda),. La patate douce est aussi utilisée en alimentation animale, notamment pour l'élevage des porcs. En Chine, c'est le principal débouché (60 à 70 %) de la production de patates douces, la consommation des tubercules frais (environ 10 %) s'étant effondrée avec l'urbanisation de la population et l'élévation du niveau de vie, tandis qu'une part croissante des tubercules est transformée en farine et en fécule.

## Origine et diffusion

### Recherches archéologiques et linguistiques
L'origine de la patate douce a été longtemps controversée. Bien que cette plante soit inconnue à l'état sauvage, il est maintenant admis qu'elle est originaire des Amériques. Elle se serait diversifiée à partir de deux zones, un centre principal entre la péninsule du Yucatán et le bassin de l'Orénoque au Venezuela où elle aurait été domestiquée vers 4500 av. J.-C., puis elle s'est répandue dès 2500 avant J.-C. dans la cordillère des Andes et dans les Antilles. La plus grande diversité génétique, d'après l'étude des marqueurs moléculaires, se trouve en Amérique centrale, soutenant l'hypothèse que cette région est le principal centre de diversité et très probablement le centre d'origine de la patate douce.

Voies de dispersion de la patate douce.

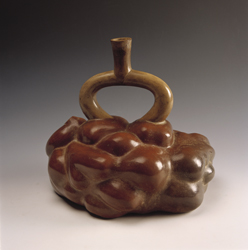
Poterie de la culture Mochica (vers 500) ornée de représentations de la patate douce (Musée Larco, Lima).

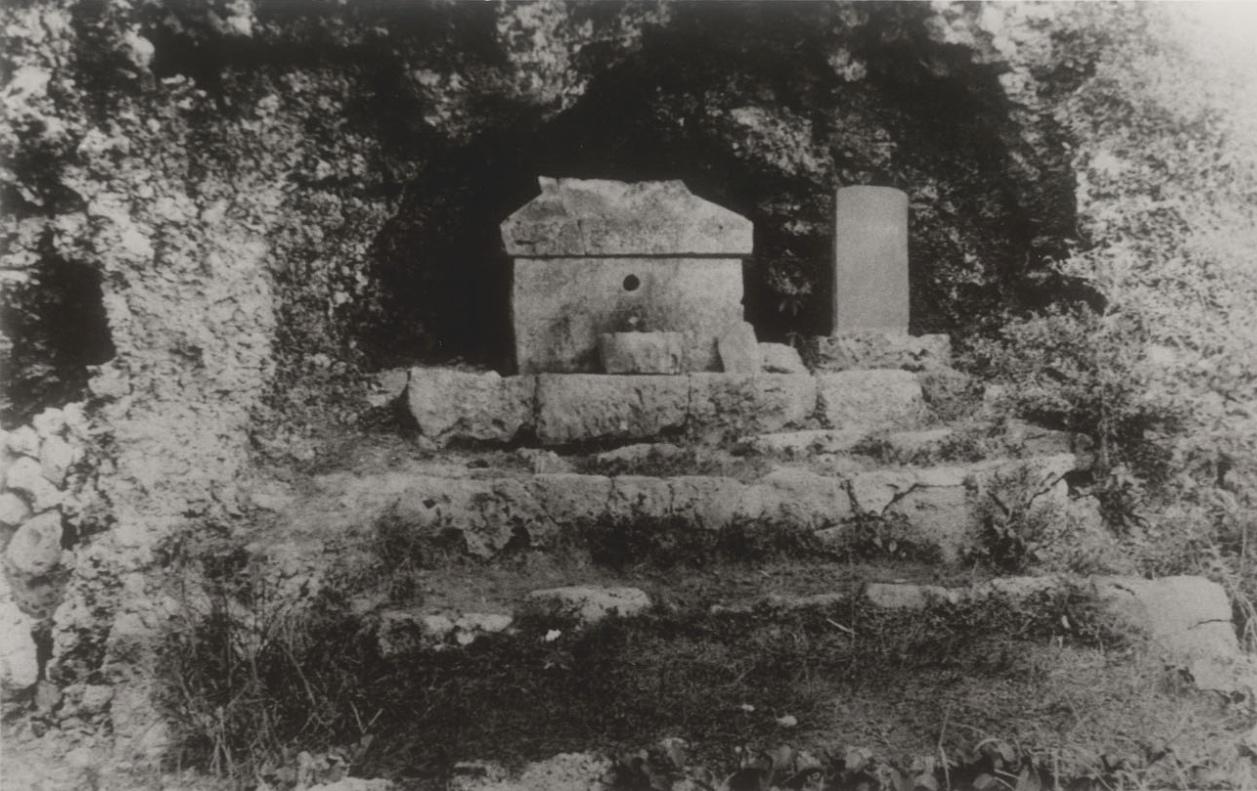
Tombe de Noguni Sokan, à Kadena. Noguni Sokan introduit la patate douce dans les îles Ryūkyū en 1605 en provenance de Chine.

Les plus anciens restes archéologiques de tubercules de patate douce ont été trouvés au Pérou dans le canyon Chilca (voir sites du Chilca (Pueblo 1) (es) et du Cerro Paloma (es)). Ils sont datés, grâce au carbone 14, de 8 000 à 6 000 ans avant J.-C., mais il n'est pas certain qu'ils proviennent de plantes domestiquées. Les premiers restes de tubercules indiscutablement cultivés proviennent de la vallée de Casma, également au Pérou, et datent de l'époque précéramique, soit environ 2 000 ans avant J.-C.,.
Selon des analyses génétiques, la patate douce serait arrivée en Polynésie centrale vers 1100, puis en Nouvelle-Zélande et à Hawaï. Elle était déjà présente quand les explorateurs européens y sont arrivés, notamment James Cook qui rencontra lors de ses voyages des sociétés cultivant déjà la patate douce dans l'île de Pâques, à Hawaï et dans l'île du Nord en Nouvelle-Zélande.
Des considérations linguistiques, confirmées par des données génétiques, montrent que la patate douce s'est diffusée dans le monde selon trois voies,.
1. La voie « kumara », d'après le terme désignant la patate douce en quechua et dans les langues polynésiennes et maories, est un transfert de la patate douce entre le nord de l'Amérique du Sud et l'est de la Polynésie (îles Marquises) datant de l'époque précolombienne probablement entre 1000 et 1100 après J.-C.[11]. Ce transfert a pu être effectué par des voyageurs péruviens ou plus probablement polynésiens. De la Polynésie, la plante a ensuite été répandue dans les îles du Pacifique jusqu'à Hawaï, l'île de Pâques et la Nouvelle-Zélande.
2. La voie « batata », d'un terme emprunté par les Espagnols au taïno, a commencé au retour du premier voyage de Christophe Colomb en 1493 qui a introduit la patate douce en Europe occidentale. Elle est par la suite cultivée en Europe, essentiellement dans le sud de l'Europe[14] ; dans le reste de l'Europe et notamment en France son succès est intermittent, le légume étant apprécié par des personnalités influentes comme Louis XV ou Joséphine de Beauharnais sans pour autant s'implanter solidement sur le territoire[14]. Par la suite, les explorateurs portugais ont transporté ces tubercules cultivés dans l'Europe méditerranéenne vers l'Afrique, l'Inde et les Antilles.
3. La voie « kamote » (nom de la patate douce en tagalog[15], de camotli, terme emprunté à la langue nahuatl des Aztèques) consiste en un transfert direct au XVIe siècle de patates douces mexicaines vers les Philippines par les galions de commerce espagnols entre Acapulco et Manille. Des Philippines, où elle a pris un essor considérable, la patate douce a ensuite été introduite en Chine dès 1594, puis au Japon en 1605[10],[14].

### Histoire de la découverte par les Européens
Les témoignages des premiers explorateurs européens de l'Amérique indiquent que la patate douce était consommée partout dans l'Amérique tropicale et subtropicale sur une aire plus étendue que son aire d'origine.
Lorsque Christophe Colomb débarque en 1492 en Amérique sur l'île d'Hispaniola (aujourd'hui Saint-Domingue), il signale que les habitants, « très doux et très craintifs », cultivent des racines tubéreuses qu'ils nomment mames (d'après Las Casas). Les explorateurs espagnols la rapportent en Espagne.
En 1516, l'historien italien au service de l'Espagne Pierre Martyr d'Anghiera les décrit sous le nom de batatas :

« Les indigènes (de Darién) les nomment batatas. Quand je les ai vues, je les ai prises pour des navets milanais ou de gros champignons. Quelle que soit la façon dont on les mange, rôties ou bouillies, ces batatas quand elles sont amollies par la cuisson, ne le cèdent à aucune friandise et à vrai dire à aucun aliment. »

— IIe Decada, De Orbe Novo, 1516.

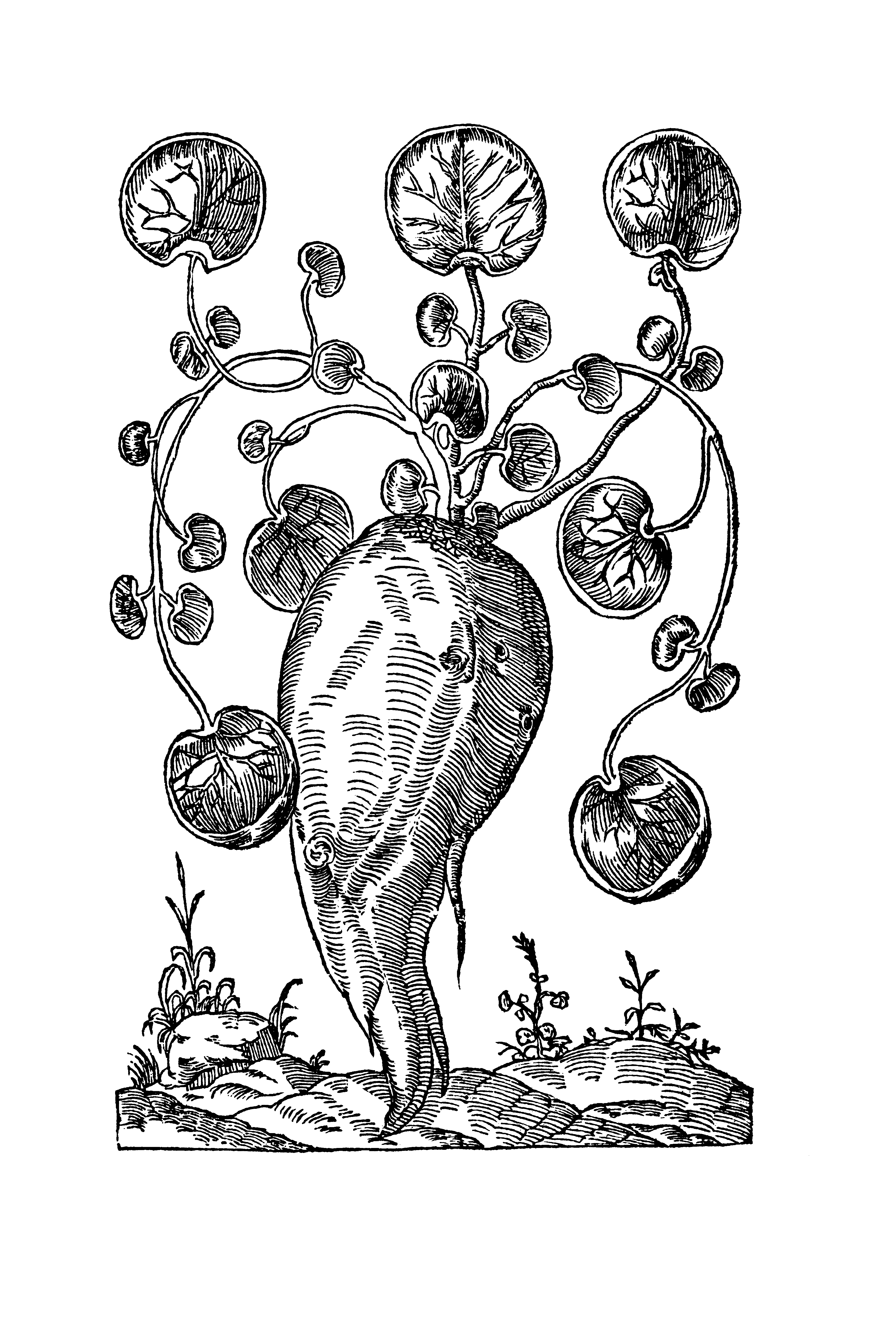
Ipomoea batatas nommée hétich (d'après jéty en tupi) selon André Thevet, 1557.

En 1524, Giovanni de Verrazzano, accostant la Dauphine à Casco Bay près de Portland dans le Maine, découvre « des fruits qui sont des sortes de racines que la terre produit d'elle-même ».
En 1557, l'écrivain géographe André Thevet, qui a séjourné en 1555-1557 dans la baie de Rio de Janeiro, fournit un témoignage essentiel sur le peuple Tupinamba dans son ouvrage Les Singularitez de la France antarctique. Il consacre un long passage sur la patate douce qu'il nomme hétich (d'après jéty en langue tupi). Alors qu'il interroge les indigènes sur leur croyance en un Dieu, il obtient un récit mythologique :

« Si on leur tient propos de Dieu, comme quelquefois j’ai fait, ils écoutent attentivement avec une admiration et demanderont si ce n’est point ce prophète qui leur a enseigné à planter leurs grosses racines qu’ils nomment hétich [jéti en tupi]. Et ils tiennent de leurs pères qu’avant la connaissance de ces racines, ils ne vivaient que d’herbes comme des bêtes, et de racines sauvages. Il se trouva, comme ils disent, en leur pays un grand Caraïbe, c’est-à-dire prophète, lequel s’adressant à une jeune fille, lui donna certaines grosses racines, nommées hétich, étant semblables aux naveaux limousins, lui enseignant qu’elle les mit en morceaux puis les planta en terre ; ce qu’elle fit et depuis ont ainsi de père en fils toujours continué. Ce qui leur a bien succédé, tellement qu’à présent ils en ont en si grande abondance qu’ils ne mangent guère autre chose ; et leur est cela commun ainsi que le pain à nous. »

— Les Singularitez de la France antarctique, chap 28.
Le prophète leur a enseigné le mode de multiplication végétative de la patate douce en coupant en morceaux les tubercules, en les plaçant sur la terre avec le côté avec la peau au-dessus, chaque morceau produisant un jeune plant.
La patate douce est une culture essentielle des peuples américains tropicaux qui s'est vite diffusée hors de son aire initiale. L'usage quasi général de propagation par voie végétative a fait que de nombreux cultivars ne fleurissent plus.
Dès le XVIe siècle, les Portugais l'importent en Europe pour tenter de la cultiver. Ils commencent par les Açores où elle est encore produite de nos jours. Ils l'introduisent aussi très tôt sur l'île de Sao Tomé (dans le golfe de Guinée). Depuis cette île, la patate douce pénètre sur le continent africain et se diffuse rapidement.
La patate douce est signalée à Formose en 1594, en Inde méridionale en 1605 puis au Japon en 1608, probablement introduite par les Portugais. Les Espagnols l'introduisent aux Philippines.
Les historiens et les linguistes soupçonnent depuis longtemps que la patate douce américaine ait pu gagner certaines îles du Pacifique depuis l'Amérique, avant l'arrivée des Européens.
Cette hypothèse a été bien corroborée par les études génétiques menées par Caroline Roullier qui s'appuient sur l'analyse des herbiers européens du XVIIIe siècle. L'introduction des patates douces par les Portugais par l'ouest et par les Espagnols par l'est ont brouillé chez les plantes actuelles les traces de cette première migration.

## Étymologie

### Nom commun

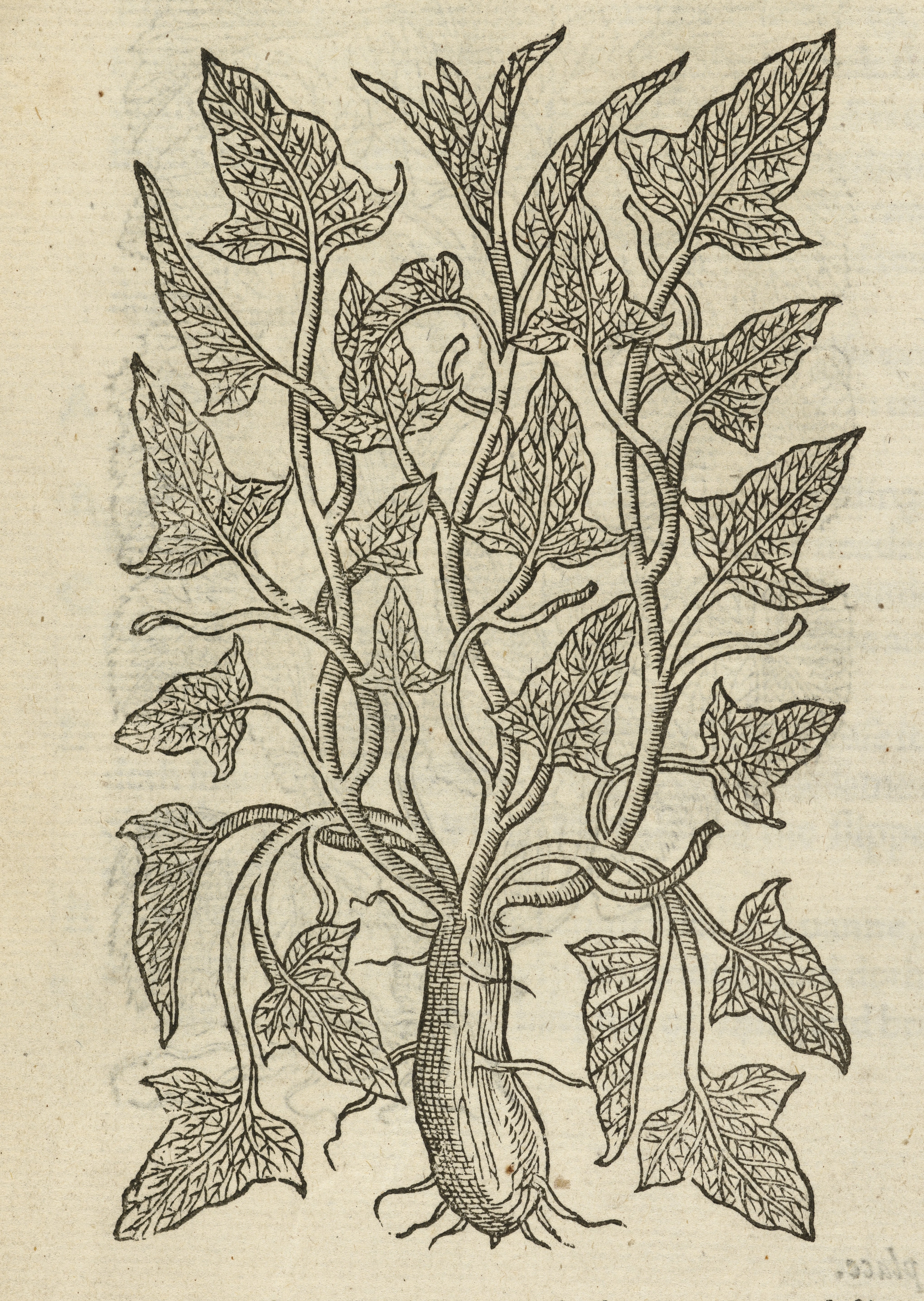
Première illustration de la patate douce, sous le nom de Batata hispanorum (The herball or generall historie of plantes, John Gerarde, 1597).

Le terme « patate » est attesté en français sous la forme « pattates » et présenté comme un mot indigène dans La reprinse de la Floride, par le capitaine Gourgue, en 1567. Le terme est emprunté en 1528 à l'espagnol « patata », qui désignait à l'époque Ipomoea batatas, lui-même emprunté au taïno « batata » (le taïno étant un sous-groupe des langues arawaks),. L'origine du terme espagnol « patata », qui désigne actuellement la pomme de terre en Espagne, n'est pas claire. Certains auteurs considèrent que c'est un « croisement » entre papa, nom de la pomme de terre en quechua, et batata, un des noms caribéens de la patate douce.
Le mot « patate » désigne proprement le tubercule de Ipomoea batatas. Toutefois, il est d'usage d'ajouter l'adjectif « douce » pour ne pas la confondre avec la pomme de terre, qui est couramment appelée « patate » dans un registre familier ou régionalement (Canada).

### Nom scientifique
- Le nom générique, Ipomoea, dérive de deux racines grecques, ἴψ, ἰπός (íps, ipós), « genre de ver », et ὅμοιος (homoios), « semblable », en référence au port volubile des tiges[23].
- L'épithète spécifique, batatas, est un adjectif de latin botanique signifiant « patate », emprunté à une langue caraïbe par l'intermédiaire de l'espagnol.

## Description

### Appareil végétatif

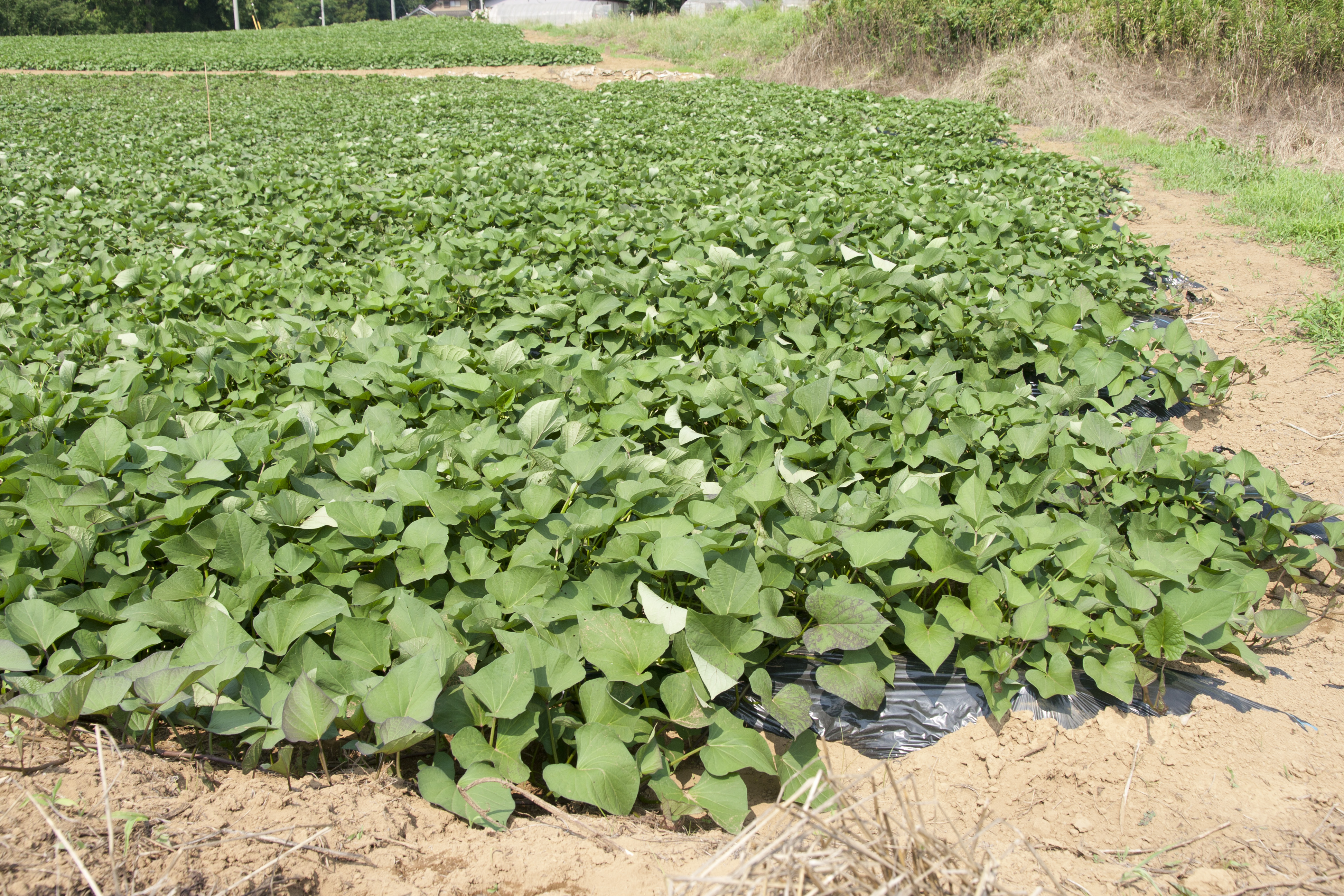
Port de la plante très étalé dans un champ de patates douces.

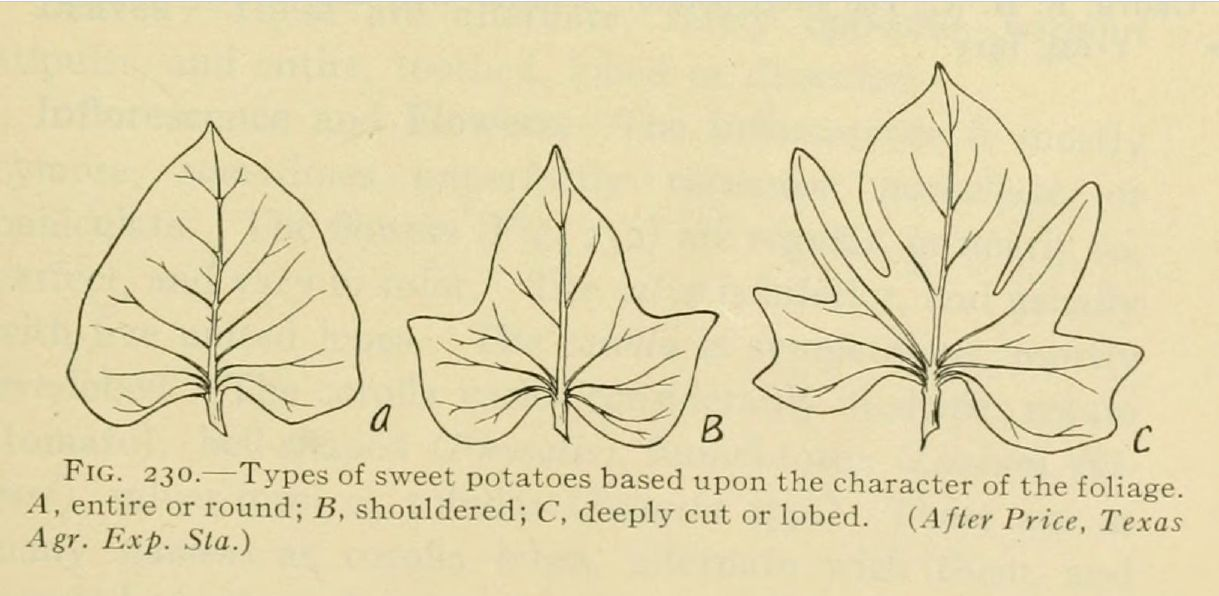
Diversité morphologique des feuilles.

Ipomoea batatas est une plante herbacée vivace, qui est cultivée comme une plante annuelle par multiplication végétative, généralement en utilisant des boutures. Le port de la plante est principalement prostré, avec des tiges rampantes qui se développent horizontalement sur le sol. Selon les cultivars, le port peut être dressé, semi-dressé, étalé et très étalé.
Le système racinaire se compose de racines fibreuses, qui assurent les fonctions d'absorption des nutriments et de l'eau, et de racines de stockage latérales, qui se tubérisent et stockent les produits issus de la photosynthèse. Chez les plantes obtenues par multiplication végétative, ce sont des racines adventives qui se développent en racines fibreuses primaires, ramifiées ensuite en racines latérales. Avec la croissance de la plante, certaines racines du diamètre d'un crayon se lignifient. D'autres racines, non lignifiées et charnues, s'épaississent pour former des racines de stockage. Les plantes nées de semences véritables forment une racine typique, avec un axe central à ramifications latérales. Plus tard, l'axe central sert de racine de stockage.

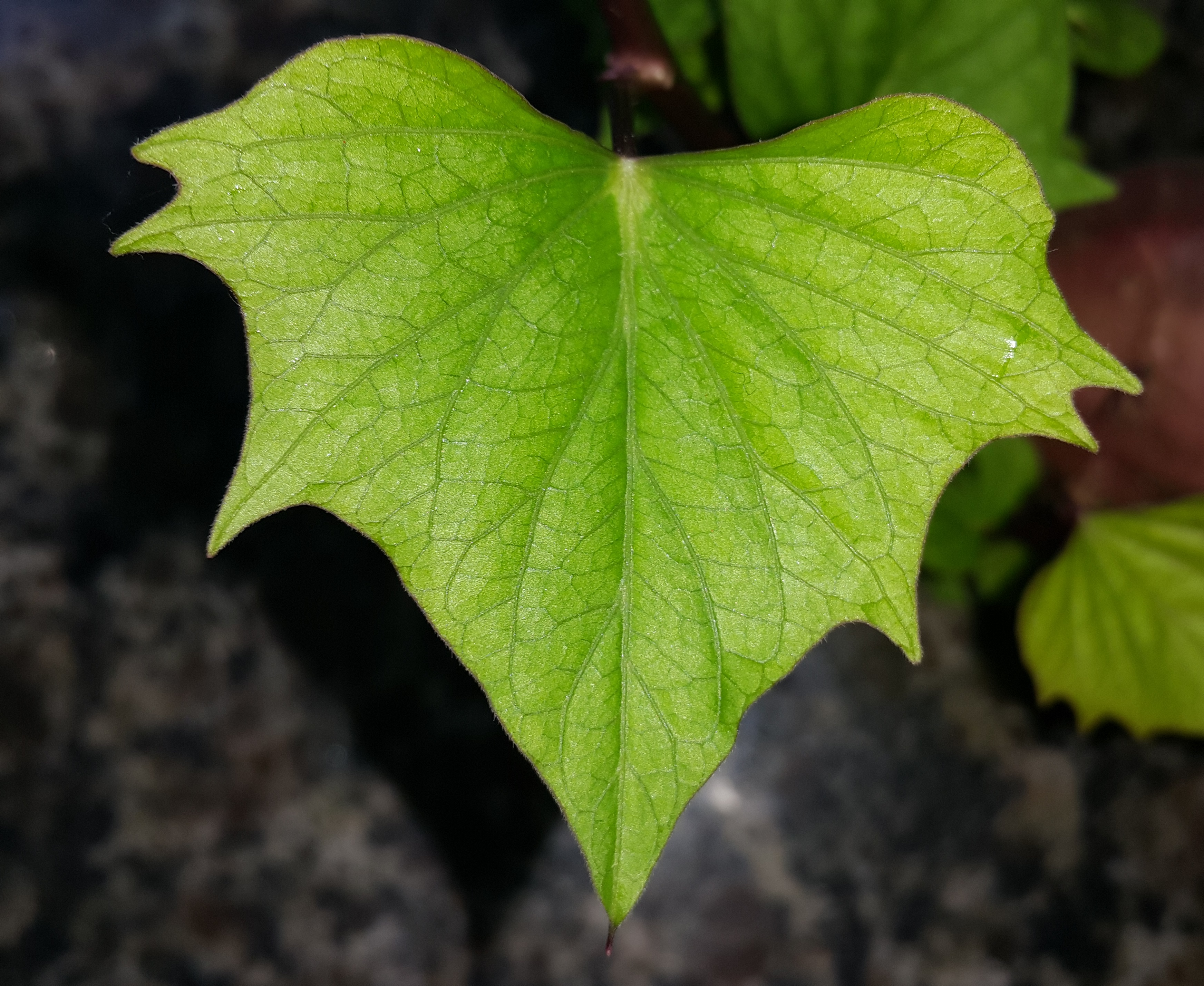
Feuille.

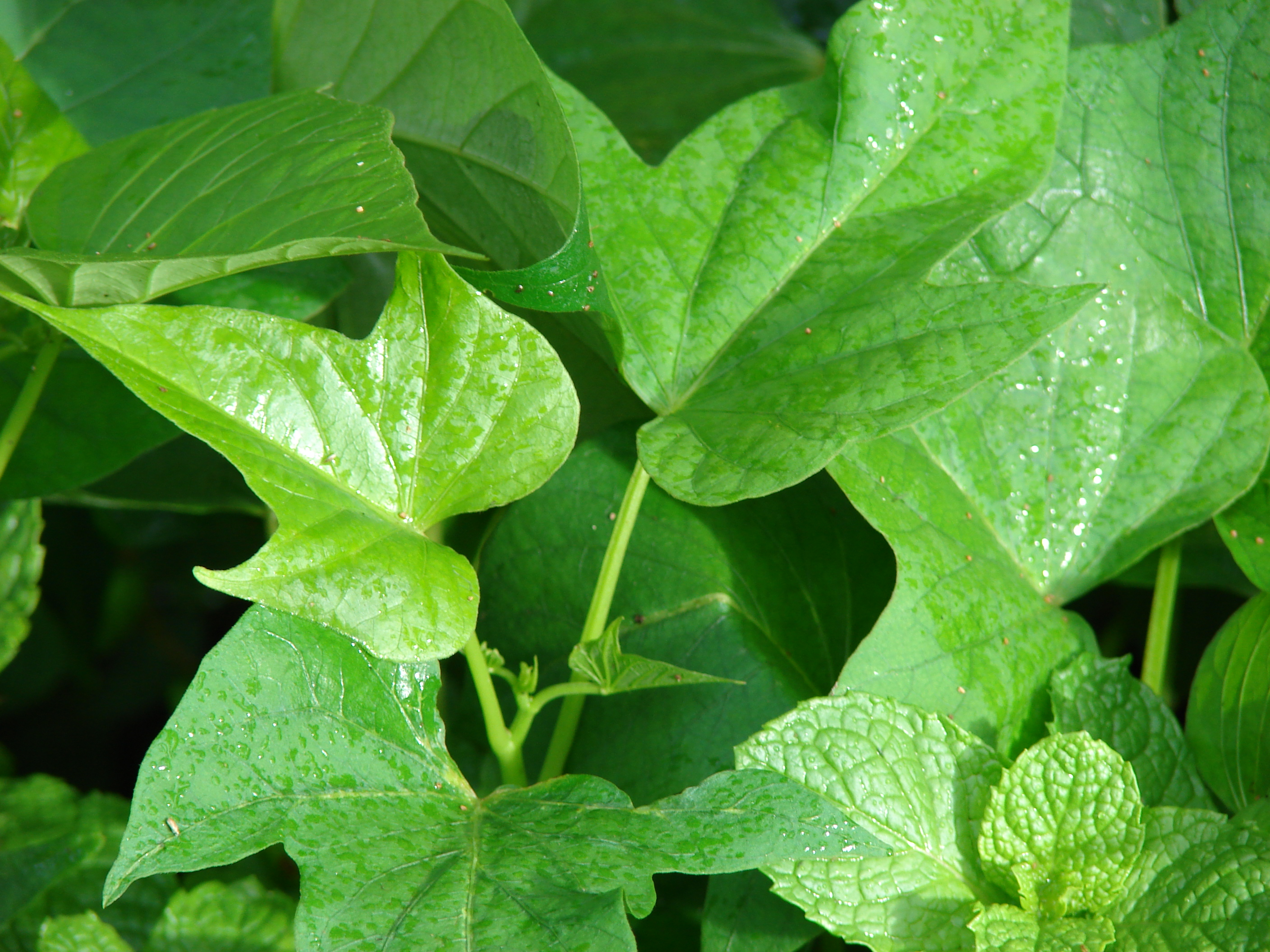
Feuilles (Hawaï).

Les tiges, lisses ou finement cannelées, glabres ou plus ou moins pubescentes, ont une longueur variable selon les cultivars et la disponibilité en eau du sol. Les cultivars à port dressé ont des tiges d'un mètre de long environ, tandis que chez les cultivars étalés, les tiges peuvent avoir plus de 5 m de long et s'enracinent aux nœuds. Leur diamètre varie de quelques millimètres à plus d'un centimètre. La couleur des tiges varie du vert au rouge-violet selon leur âge et la présence variable d'anthocyanes.
Les feuilles, simples et alternes, pétiolées, sont disposées en spirale sur la tige selon une phyllotaxie 2/5 (angle de 144° entre deux feuilles successives). Le pétiole est relativement long (4 à 15 cm). Selon le cultivar, le limbe foliaire, à nervation palmée, de forme très variable, mais habituellement plutôt grand (3 à 15 de long sur 5 à 12 cm de large), peut être entier, denté ou lobé et présenter à sa base généralement deux lobes arrondis ou presque droits. La forme générale du limbe peut être arrondie, réniforme, cordée, triangulaire, hastée, lobée et presque divisée. Les lobes diffèrent par leur profondeur, allant du superficiel au lobé profond, et par leur nombre, qui varie généralement de 3 à 7. Les feuilles dentées présentent de 1 à plus de 9 lobes minuscules appelés dents. Certains cultivars présentent un polymorphisme foliaire (variations de forme sur la même plante). Les deux faces sont glabres à grossièrement pileuses, quelque peu glauques, avec des nervures très saillantes sur la face abaxiale,.

### Tubercules

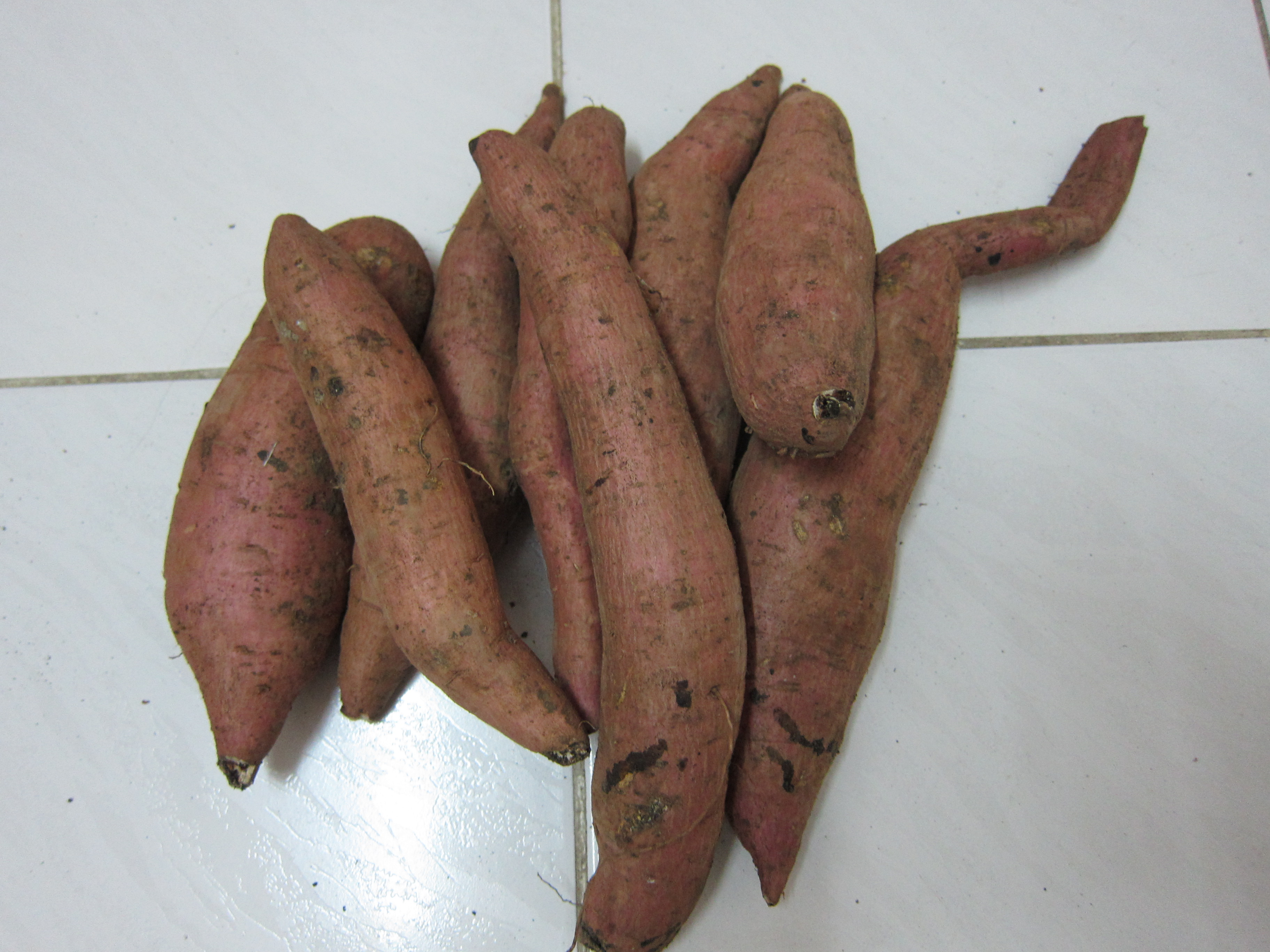
Tubercules.

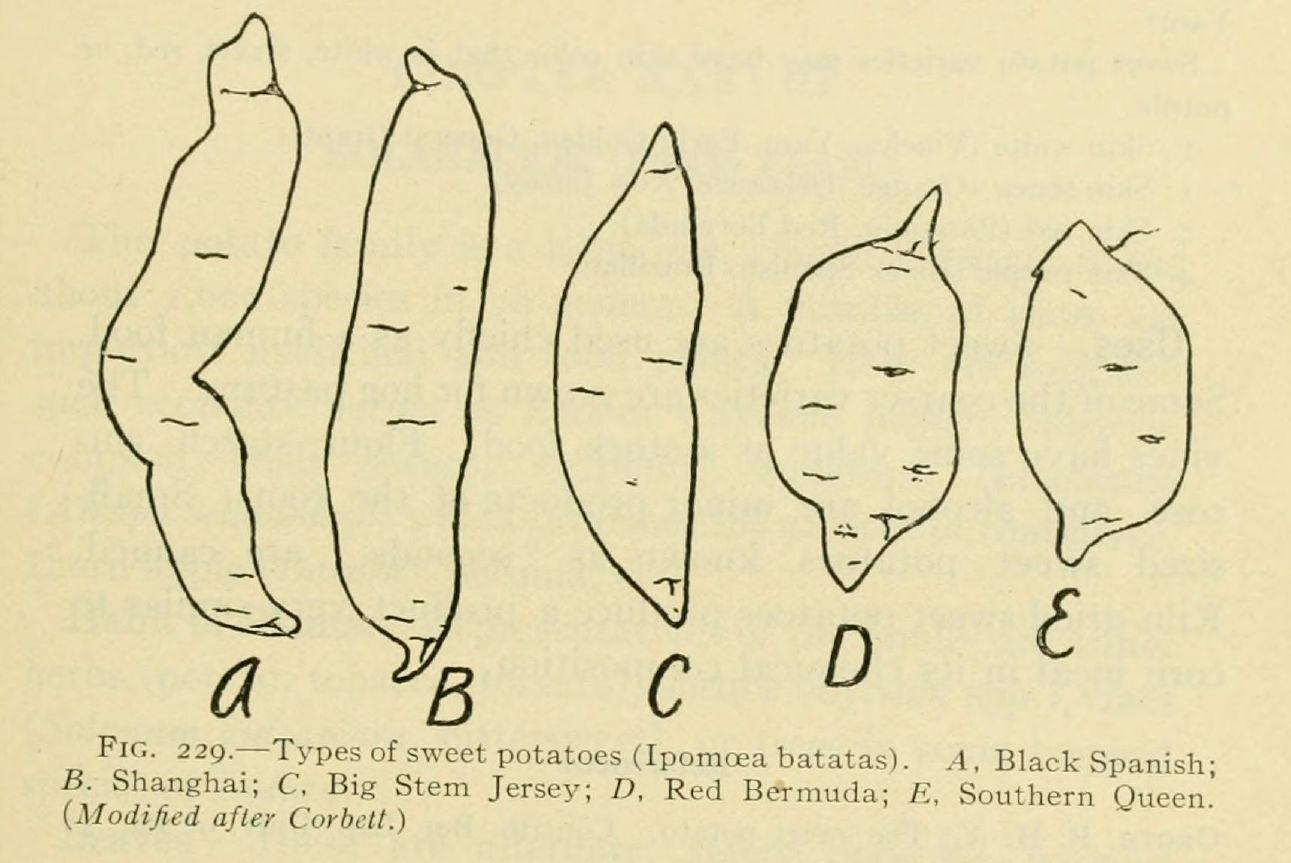
Diversité morphologique des tubercules.

Les racines tubérisées, ou racines de stockage, souvent appelées « tubercules », très riches en amidon, constituent le produit commercial de la patate douce. Chez la plupart des cultivars, ces racines de stockage se développent aux nœuds souterrains des boutures mères. Certains cultivars produisent aussi des tubercules aux nœuds des tiges en contact avec le sol. On distingue trois parties dans les tubercules : l'extrémité proximale qui se raccorde à la racine et où se trouvent de nombreux bourgeons adventifs à l'origine des futures pousses, une partie centrale plus renflée et l'extrémité distale opposée à la racine. Les bourgeons adventifs situés dans les parties centrale et distale germent généralement plus tard que ceux situés à l'extrémité proximale. Les tubercules peuvent se former en grappes plus ou moins serrées autour de la tige.
Sur une coupe transversale d'un tubercule on peut voir le périderme protecteur (la « peau »), le cortex ou parenchyme cortical d'épaisseur très variable, l'anneau du cambium où se trouvent les vaisseaux laticifères et la moelle ou parenchyme central. La quantité de latex formée dépend de la maturité du tubercule, du cultivar et de l'humidité du sol en période de croissance. Le latex est exsudé lorsqu'on coupe les tubercules et noircit très rapidement du fait de l'oxydation.
L'épiderme des tubercules est généralement lisse, mais certains cultivars présentent des défauts tels qu'une « peau d'alligator », des nervures saillantes, des constrictions horizontales ou des rainures longitudinales. Les lenticelles, présentes sur l'épiderme, peuvent être protubérantes en raison d'un excès d'eau dans le sol.
Les tubercules sont de forme, de taille (poids unitaire de 1 à 3, voire 5 kg) et de couleur variables en fonction du cultivar, du type de sol et d'autres facteurs. Le contour des tubercules peut être rond, elliptique arrondi, elliptique, ovale, obovale, oblong, oblong allongé, elliptique allongé et long irrégulier ou incurvé. La couleur de la peau peut être blanchâtre, crème, jaune, orange, marron-orange, rose, rouge-violet et violet très foncé. L'intensité de la couleur dépend des conditions environnementales dans lesquelles la plante est cultivée. La couleur de la chair peut être blanche, crème, jaune ou orange. Cependant, certains cultivars présentent une pigmentation rouge-pourpre dans la chair répartie en taches éparses, en anneaux pigmentés ou, dans certains cas, dans toute la chair de la racine. Presque toutes les combinaisons de peau et de chair peuvent se rencontrer.
Les tubercules à chair blanche ou jaune clair sont moins sucrés et ont un taux d'humidité inférieur à ceux qui sont rouges, roses et orange. Il en existe un type à chair sèche et un autre à chair plus aqueuse.
Le goût sucré de la patate douce, riche en fructose, et sa texture rappellent fortement ceux de la pomme.

### Appareil reproducteur

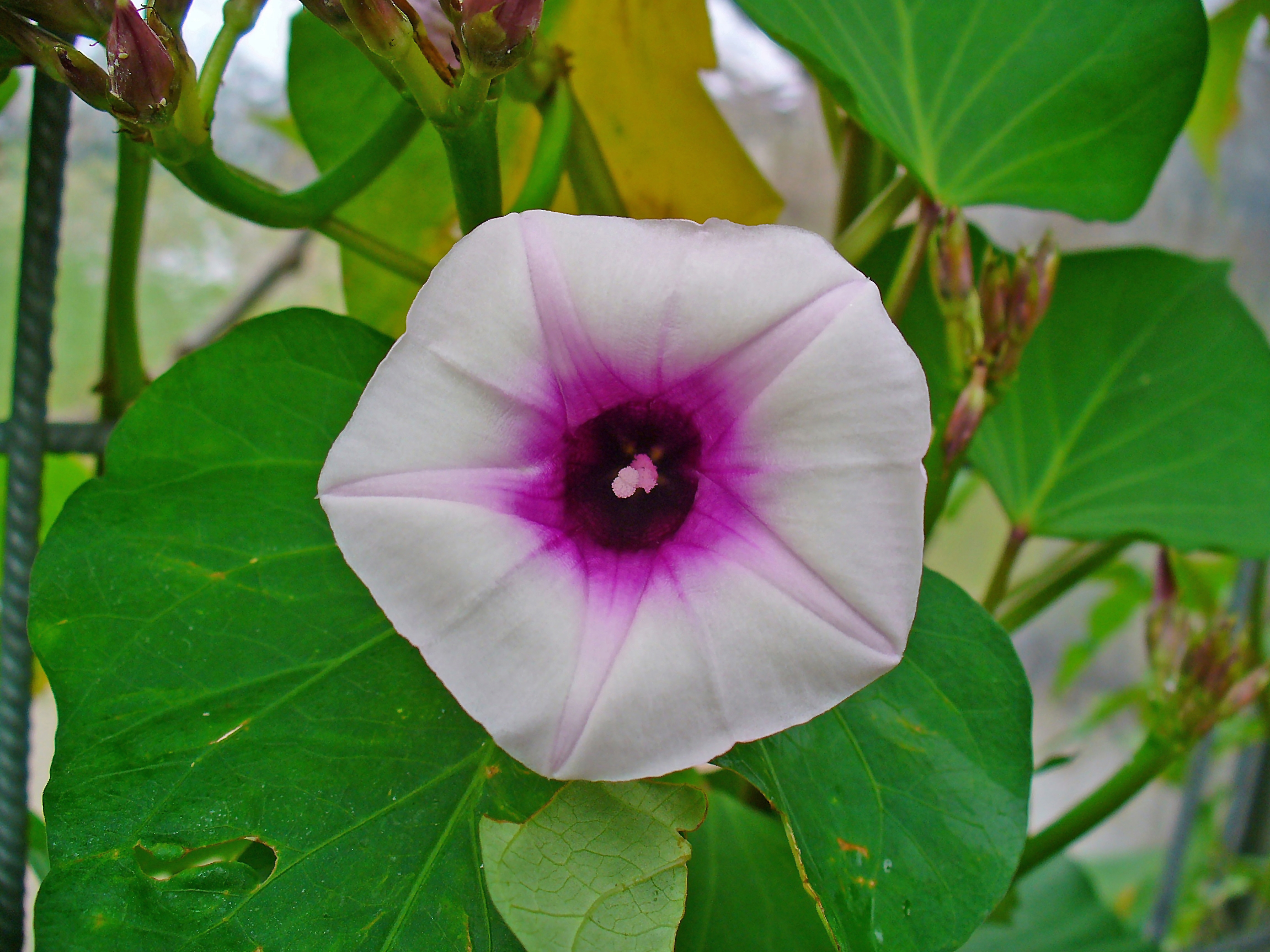
Fleur.

Dans les conditions normales de culture, certains cultivars de patates douces ne fleurissent pas ou très peu, tandis que d'autres fleurissent à profusion. L'inflorescence, axillaire, est généralement une cyme bipare, au pédoncule long (de 5 à 30 cm) et robuste. Elle est parfois réduite à une fleur isolée.
Les fleurs bisexuées, très semblables à celles du liseron, sont portées par des pédicelles courts dont la couleur varie du vert au violet.
Le calice se compose de 5 sépales inégaux, 2 externes et 3 internes, qui restent attachés à l'axe floral après le dessèchement et la chute des pétales. Les sépales, longs de 7 à 11 mm, sont souvent ciliés sur les bords, mais pas toujours. Les sépales externes, plus courts que les sépales internes, sont oblongs-elliptiques à oblongs-oblancéolés, brusquement mucronés avec une pointe de poil d'environ 2 mm de long et présentent 1 à 5 nervures très saillantes. Les sépales internes sont largement elliptiques, arrondis et mucronés. La corolle, formée par 5 pétales soudés, infundibuliforme (en forme d'entonnoir), de 4 à 4,5 cm de long, est glabre et généralement de couleur lilas ou violet clair, avec la gorge (l'intérieur du tube) rougeâtre à violette. Certains cultivars produisent des fleurs blanches. L'androcée est composé de cinq étamines aux filaments couverts de poils glandulaires et partiellement soudés à la corolle. La longueur des filaments est variable par rapport à la position du stigmate. Les anthères, à déhiscence longitudinale, sont blanchâtres, jaunes ou roses. Les grains de pollen sont sphériques et couverts de très petits poils glandulaires en surface.
Le gynécée comprend un pistil à ovaire supère, constitué de deux carpelles biloculaires contenant chacun un ou deux ovules. Le style, relativement court, se termine par un stigmate large, divisé en deux lobes couverts de poils glandulaires. Des glandes jaunes situées à la base de l'ovaire produisent un nectar attirant les insectes. Le stigmate est réceptif tôt le matin et la pollinisation est effectuée principalement par les abeilles,.

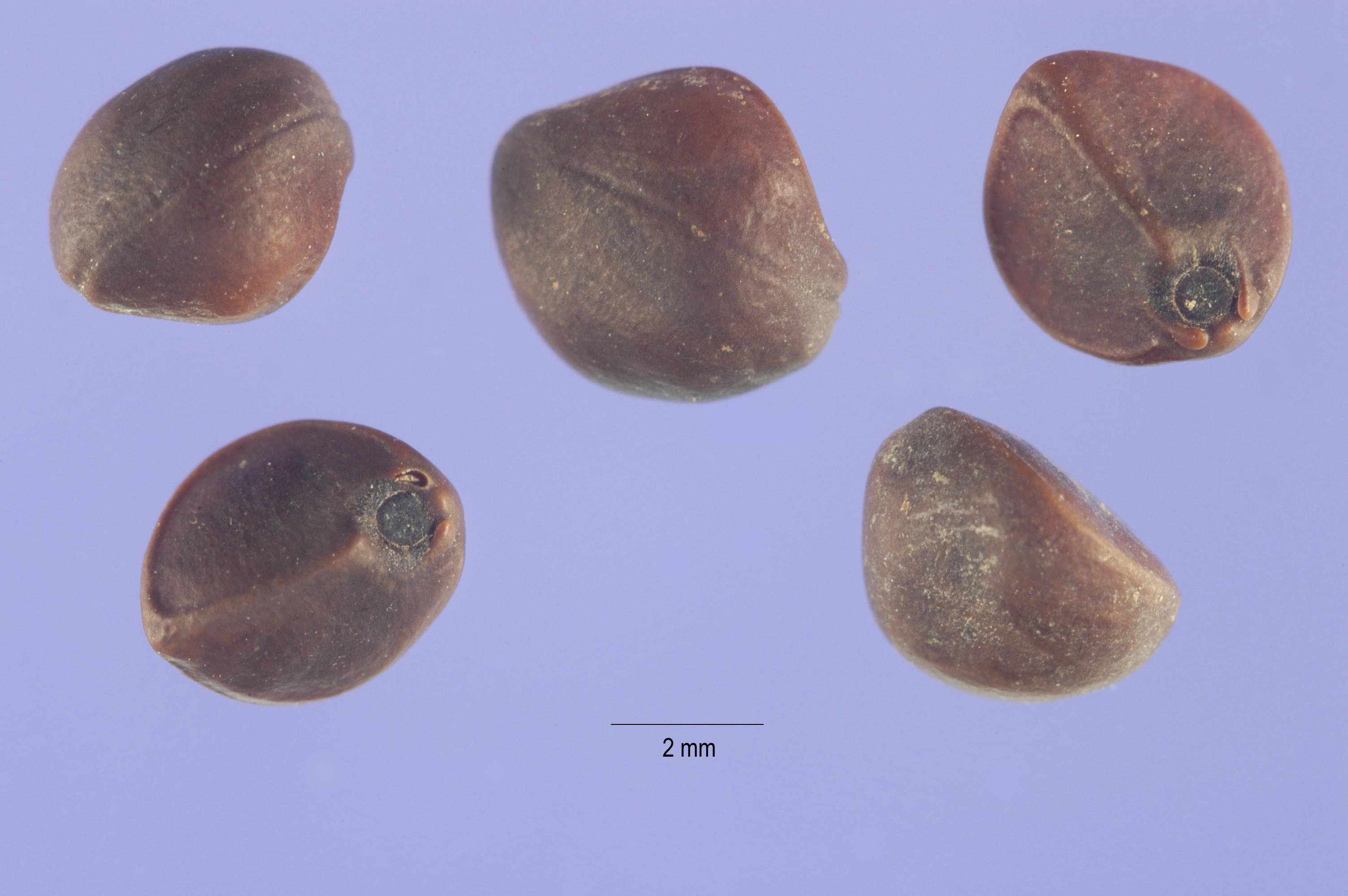
Graines.

La fructification de cette plante est très rarement observée en culture. Le fruit, virant au brun à maturité, est une capsule, glabre ou pubescente, plus ou moins sphérique avec une pointe terminale, contenant de 1 à 4 graines.
Celles-ci, longues de 3 mm environ, légèrement aplaties d'un côté et convexes de l'autre, ont une forme qui peut être irrégulière, légèrement anguleuse ou arrondie. Leur couleur varie du marron au noir. L'embryon et l'albumen sont protégés par un tégument (testa) épais, très dur et imperméable. De ce fait, la germination des graines est difficile et nécessite une scarification par abrasion mécanique ou traitement chimique. Les graines de patate douce n'ont pas de période de dormance, et restent viables plusieurs années.

## Génétique
La patate douce cultivée est une espèce allo-auto-hexaploïde (2n=6x=90 chromosomes) combinant deux sous-génomes B1 et B2 non-homologues (B1B1B2B2B2B2).
Une étude de 2018 conduite par une équipe de chercheurs chinois a montré que la patate douce cultivée proviendrait de la forme hexaploïde (6×) d'Ipomoea trifida et que celle-ci est issue d'Ipomoea trifida 4× (tétraploïde) et d'Ipomoea trifida 2× (diploïde). Par conséquent, l'utilisation d'Ipomoea trifida 6× comme plante modèle de la recherche sur la patate douce devrait s'imposer à l'avenir.
En 2015, une étude de l'Université de Gand et du Centre international de la pomme de terre a permis de découvrir que le génome de la patate douce contient des séquences d'ADN-T provenant d'Agrobacterium, dont des gènes sont exprimés par la plante ; plus particulièrement Agrobacterium rhizogenes et Agrobacterium tumefaciens. Une des séquences est présente dans toutes les variétés cultivées mais pas dans les variétés sauvages qui ne présentent pas d'intérêt alimentaire, ce qui suggère que les populations d'agriculteurs ont favorisé spécifiquement ces traits par sélection variétale.
En somme, la patate douce cultivée de nos jours est un organisme naturellement transgénique sélectionné par l'agriculture vivrière traditionnelle il y a plusieurs millénaires,.
Le transfert de gènes depuis les bactéries Agrobacterium étant à la base de plusieurs organismes génétiquement modifiés issus du génie génétique, les transgènes sélectionnés par l'agriculture traditionnelle alimentent la réflexion sur l'acceptabilité des biotechnologies ; d'autant plus que la définition des OGM inclut parfois les améliorations variétales conventionnelles : c'est notamment le cas de celle du Département de l'Agriculture des États-Unis, de l'Agence canadienne d'inspection des aliments ou de l'OMS.

On a cependant découvert en Amérique du Sud des formes sauvages tétraploïdes d'Ipomoea batatas.

### Préservation des ressources génétiques
L'espèce Ipomoea batatas recèle en son sein une très grande variabilité génétique qui justifie que l'on se préoccupe de la conservation, principalement ex situ, de ce patrimoine génétique, et de celui des espèces proches. Il existe dans le monde 36 collections (en 2012) de patates douces regroupant environ 29 000 accessions, dont 27 000 de plantes cultivées. Les espèces sauvages apparentées sont faiblement représentées. Ces collections se répartissent ainsi : Amérique latine et Caraïbes : 4 (9 700 accessions), Amérique du Nord : 1 (USDA/ARS, 1 200), Asie : 14 (12 400), Afrique : 16 (4600), Océanie : 1 (1 100). La collection la plus importante est celle gérée par le centre international de la pomme de terre (CIP) située à Lima (Pérou). Elle comprend environ 7 800 accessions de patates douces (dont 6 360 de plantes cultivées - variétés traditionnelles et cultivars modernes) et 1 160 de 67 espèces sauvages apparentées du genre Ipomoea (dont 183 accessions d'Ipomoea trifida). La deuxième collection, avec 3 800 accessions, est celle de l'Institut central de recherche sur les plantes cultivées tubéreuses (ICAR-CTCRI à Thiruvananthapuram, Kerala, Inde),.
Ces collections sont conservées soit sous forme végétative, en pots dans des serres ou des abris anti-insectes, soit sous forme de culture in vitro. Certaines variétés traditionnelles et espèces sauvages sont également conservées sous forme de graines en chambres froides.

### Séquençage du génome
Un projet international de séquençage du génome de la patate douce est en cours de réalisation par le consortium de séquençage du génome de l'Association trilatérale de recherche sur la patate douce (TRAS, Trilateral Research Association of Sweet potato). Ce consortium, lancé en 2012, comprend six organisations : le Centre de recherche sur la patate douce Jiangsu Xuzhou (Chine), l'Université agronomique de Chine, l'Administration du développement rural (Corée), l'Institut coréen de recherche en biosciences et biotechnologie, l'Organisation nationale de recherche agronomique et alimentaire (Japon) et Institut de recherche Kazusa sur l'ADN (Japon).
En 2019, quatre bases de données sur les séquences du génome de la patate douce et des espèces apparentées sont publiquement disponibles :
1. Sweet potato Genomic Resource[42]. Cette base de données fournit les séquences des génomes d'Ipomoea trifida et Ipomoea triloba publiées par Wu et al. (2018). Elle est hébergée par l'université d'État du Michigan avec le soutien du Genomic Tools for Sweetpotato Project (GT4SP) et de la fondation Bill & Melinda Gates.
2. Ipomoea Genome Hub[43]. Cette base de données fournit des séquences du génome de la patate douce publiées par Yang et al. (2017). Elle est hébergée par le Jardin botanique de Shanghai Chenshan, la Société Max-Planck et l'Académie chinoise des sciences.
3. Ipomoea Batatas Genome Browser[44]. Cette base de données, hébergée par MPI Molecular Genetics, stocke les séquences du génome de la patate douce publiées par Yang et al. (2017).
4. Sweet potato GARDEN[45]. Cette base de données, hébergée par l'institut Kazusa de recherche sur l'ADN, fournit les séquences du génome d'Ipomoea trifida publiées par Hirakawa et al. (2015).

### Biotechnologie
En Chine, premier producteur au monde de patates douces, la biotechnologie appliquée à cette espèce végétale a fait l'objet d'importants progrès au cours des dernières décennies. Un système efficace de cultures embryogènes en suspension a été développé pour une large gamme de génotypes de patate douce. L'hybridation somatique a été appliquée pour surmonter l'incompatibilité croisée entre la patate douce et les espèces apparentées, et a permis de produire des hybrides somatiques interspécifiques utiles. De nouveaux mutants ont été obtenus par mutation cellulaire induite et sélection in vitro. Plusieurs gènes liés à la résistance aux nématodes, à la tolérance au sel, à la biosynthèse des caroténoïdes ou des anthocyanes ont été clonés. La transformation par l'intermédiaire d'Agrobacterium tumefaciens a été normalisée pour des cultivars importants et a été utilisée pour produire des plantes transgéniques résistantes aux maladies, aux stress et aux herbicides. Des marqueurs moléculaires, liés à un gène de résistance aux nématodes des tiges, ont été développés.

## Distribution
Probablement originaire d'Amérique du Sud, la plante est inconnue à l'état sauvage. Elle est répandue depuis très longtemps dans toutes les zones tropicales et subtropicales, aussi bien en Afrique en Amérique qu'en Océanie et Asie, et peut s'adapter à différentes conditions écologiques. Cette culture se concentre pour environ 70 % de la surface cultivée dans une bande située entre les 40e degrés de latitude sud et nord (ce qui inclut la Chine), depuis le niveau de la mer jusqu'à 3000 mètres d'altitude à l'équateur,,.
La répartition de la culture de la patate douce se caractérise par l'importance de la Chine, qui représente à elle seule 65 % de la surface mondiale. Outre la Chine, les pays qui présentent une concentration importante de la culture de la patate douce sont Cuba et Haïti dans les Caraïbes, l'île de Java en Indonésie, l'île de la Nouvelle-Guinée (aussi bien dans la partie indonéseienne que dans celle rattachée à la Papouasie-Nouvelle-Guinée, le Viêt Nam, et en Afrique, plus particulièrement la région du lac Victoria (Burundi, Rwanda, Ouganda et République démocratique du Congo), ainsi que le Ghana, le Nigeria et Madagascar. La patate douce est également un aliment de base en Océanie (Papouasie-Nouvelle-Guinée, îles Salomon, Tonga et Nouvelle-Calédonie). En Chine, cette culture se concentre particulièrement dans trois régions : le bassin du Sichuan (Sichuan et Chongqing) avec environ 1 million d'hectares, dans le centre-est les provinces de Shandong, Henan et Anhui, avec chacune plus de 600 000 hectares, et enfin la côte du sud-est. A noter que quatre provinces chinoises ont une aire consacrée à la patate douce supérieure à celle de l'Ouganda, second pays producteur de patates douces.
Sa culture en France date seulement de 1750. Elle était alors cultivée par Richard et Gondouin, jardiniers de Louis XV qui appréciait ce tubercule. Elle revint à la mode vers 1796 grâce à Joséphine de Beauharnais, qui la fit cultiver à la Malmaison pour sa table, mais la culture de la patate douce est restée anecdotique en France, le climat n'y étant pas favorable.

## Taxonomie
L'espèce a été décrite initialement sous le nom de Convolvulus batatas par Linné et publiée en 1753 dans son Species plantarum 1: 154, puis reclassée en 1793 par Lamarck sous le nom d'Ipomoea batatas (Tabl. Encycl. tome 1, 2(2): 465).
La patate, ainsi que 13 espèces sauvages apparentées, est classée dans le genre Ipomoea, sous-genre Eriospermum, section Eriospermum, série Batatas. Ces espèces sont les suivantes : Ipomoea cynanchifolia (2x=30), Ipomoea lacunosa (2x=30), Ipomoea ×leucantha (2x=30), Ipomoea littoralis (2x=30), Ipomoea ramosissima (2x=30), Ipomoea tenuissima (2x=30), Ipomoea triloba (2x=30), Ipomoea umbraticola (2x=30), Ipomoea tiliacea (4x=60), Ipomoea tabascana (4x=60), Ipomoea cordatotriloba (2x, 4x), Ipomoea trifida (2x, 3x, 4x, 6x), Ipomoea grandifolia (2x ?). Ces espèces sont toutes diploïdes ou tétraploïdes, sauf Ipomoea trifida qui présente quatre niveaux de ploïdie. Elles sont toutes endémiques de l'Amérique tropicale, sauf Ipomoea littoralis, originaire d'Asie.
La variété Ipomoea batatas var. apiculata (M.Martens & Galeotti) J.A.McDonald & D.F.Austin est une forme sauvage tétraploïde qui a été collectée au Mexique dans les années 1990. Elle est endémique d'une aire réduite du littoral près de la ville de Veracruz et se distingue de la patate douce cultivée par ses fruits (capsules) indéhiscents.

### Synonymes
Selon The Plant List (26 septembre 2019) :
- Batatas edulis (Thunb.) Choisy
- Batatas wallii C. Morren
- Convolvulus apiculata M. Martens & Galeotti
- Convolvulus batatas L.
- Convolvulus candicans Sol. ex Sims
- Convolvulus edulis Thunb.
- Convolvulus varius Vell.
- Ipomoea batatas var. edulis (Thunb.) Makino
- Ipomoea davidsoniae Standl.
- Ipomoea edulis (Thunb.) Makino
- Ipomoea mucronata Schery
- Ipomoea purpusii House
- Ipomoea vulsa House
- Ipomoea wallii (C. Morren) Hemsl.

### Liste des variétés
Selon World Checklist of Selected Plant Families (WCSP) (26 septembre 2019), on distingue deux variétés botaniques :
- Ipomoea batatas var. apiculata (M.Martens & Galeotti) J.A.McDonald & D.F.Austin (1990), tétraploïde,
- Ipomoea batatas var. batatas, hexaploïde.

### Noms vernaculaires

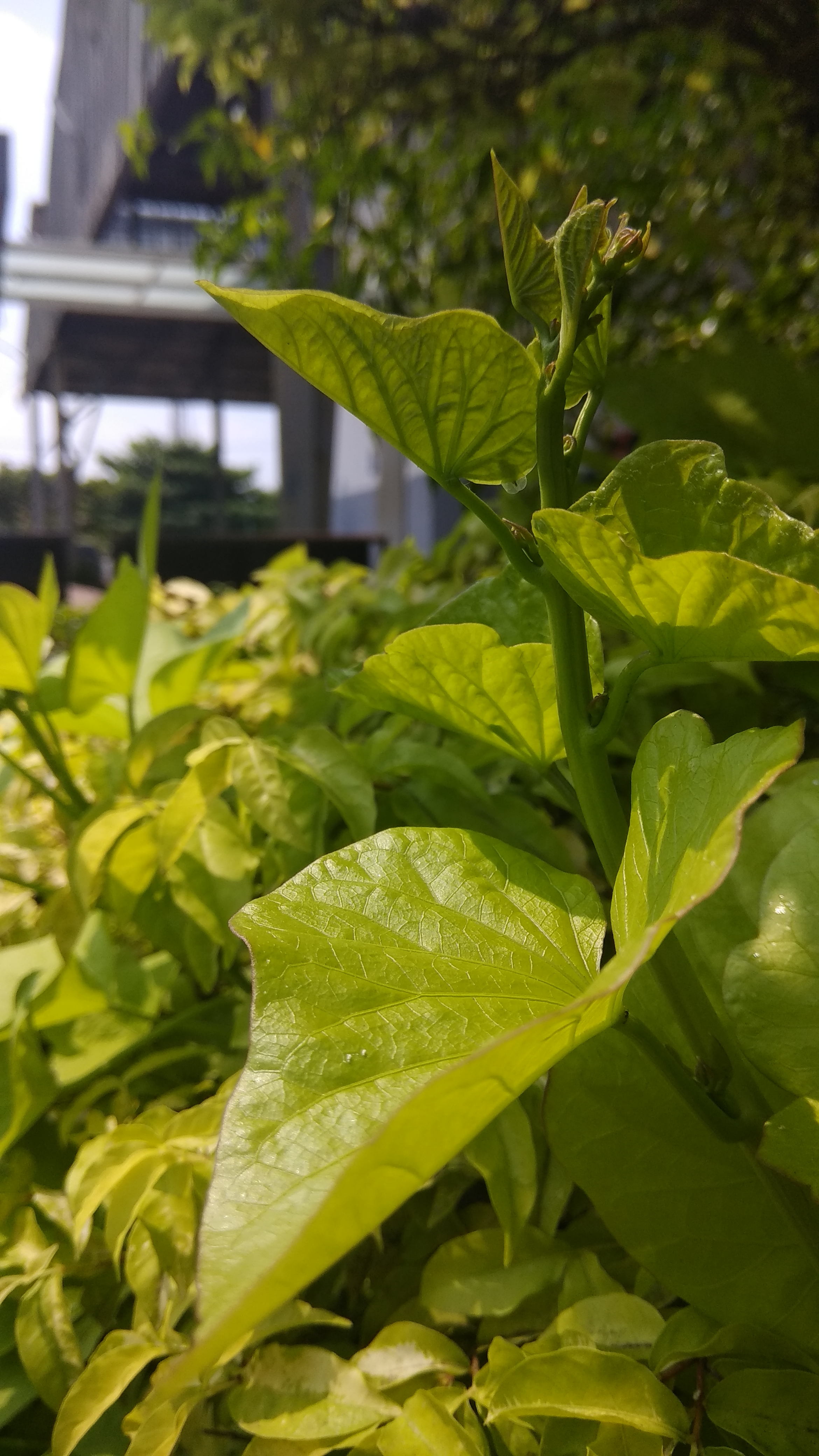
Ipomoea batatas 'Margarita' à Cikampek station (Java, Indonésie).

En Amérique latine, les noms les plus communs de la patate douce sont : batata, camote, boniato, batata doce, apichu et kumara.
En langue espagnole, notamment en Argentine, au Venezuela, à Porto Rico et dans la République dominicaine, la patate douce est appelée « batata », terme emprunté à une langue indigène des Caraïbes, le taino. Toutefois, au Mexique, au Pérou, au Chili, en Amérique centrale et aux Philippines, elle est connue sous le nom de « camote »(orthographié kamote aux Philippines), terme dérivé du nahuatl « camotli ». En espagnol, le terme « boniato », dérivé du taino « bonyata » est également utilisé dans un registre plus soutenu pour désigner la patate douce, plus particulièrement les cultivars à chair blanche.
Au Pérou, le nom quechua d'un type de patate douce est « kumar », qui est étonnamment similaire au nom polynésien « kumara » et à ses équivalents océaniques régionaux.(kumala, umala, uala, etc.), ce qui a conduit certains chercheurs à suspecter un cas de contacts trans-océaniques précolombiens.
En Australie, environ 90 % de la production est consacrée à un cultivar orangé appelé ‘Beauregard', sélectionné à l'origine aux États-Unis par la Louisiana Agricultural Experiment Station en 1981.
En Nouvelle-Zélande, les variétés originales cultivées par les Maoris produisaient des tubercules allongés à la peau blanche et à la chair blanchâtre (ce qui, pense-t-on, suggère une traversée du Pacifique antérieure à l'arrivée des Européens dans la région). La patate y est connue sous le nom de « kumara » (orthographié kūmara en langue maori). La variété la plus répandue est le cultivar rouge appelé 'Owairaka', mais des cultivars orangés (‘Beauregard'), dorés, violets, etc. sont également cultivés,.
La patate douce est également connue sous le nom de kumara, aux îles Gambier et dans l'archipel de Cook, kumala aux îles Samoa et Tonga, umala aux îles Sandwich, umara à Tahiti, umaa ou kumaa aux îles Marquises. En Polynésie, elle était déjà cultivée avant les explorations européennes. Le nom polynésien kumara viendrait de kumar, terme de la langue quechua, du plateau andin d'Amérique du Sud.
Au Japon, elle est connue sous le nom de satsuma imo (薩摩芋), du nom de l'ancienne province de Satsuma de laquelle elle est originaire.

## Culture

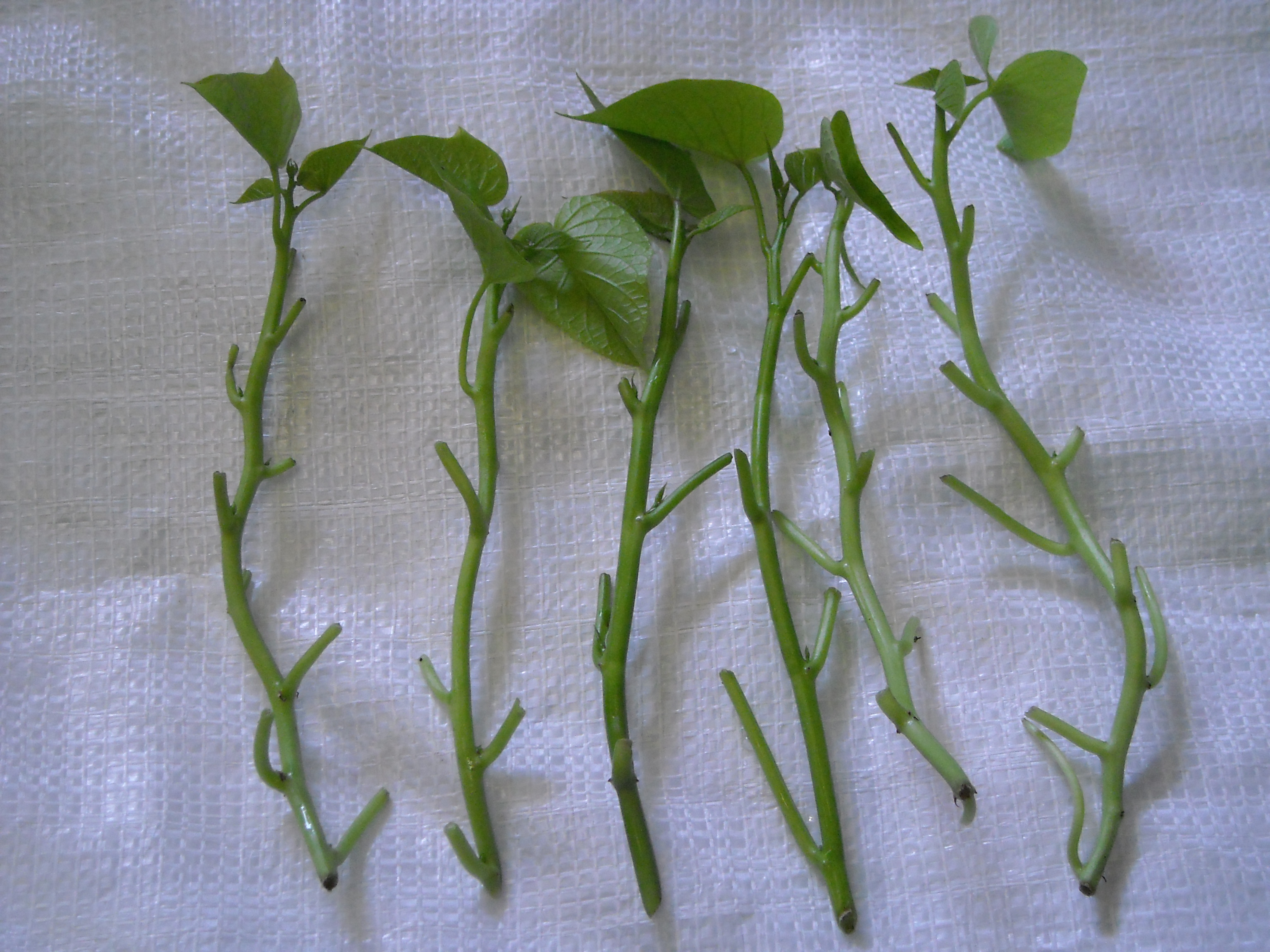
Boutures.

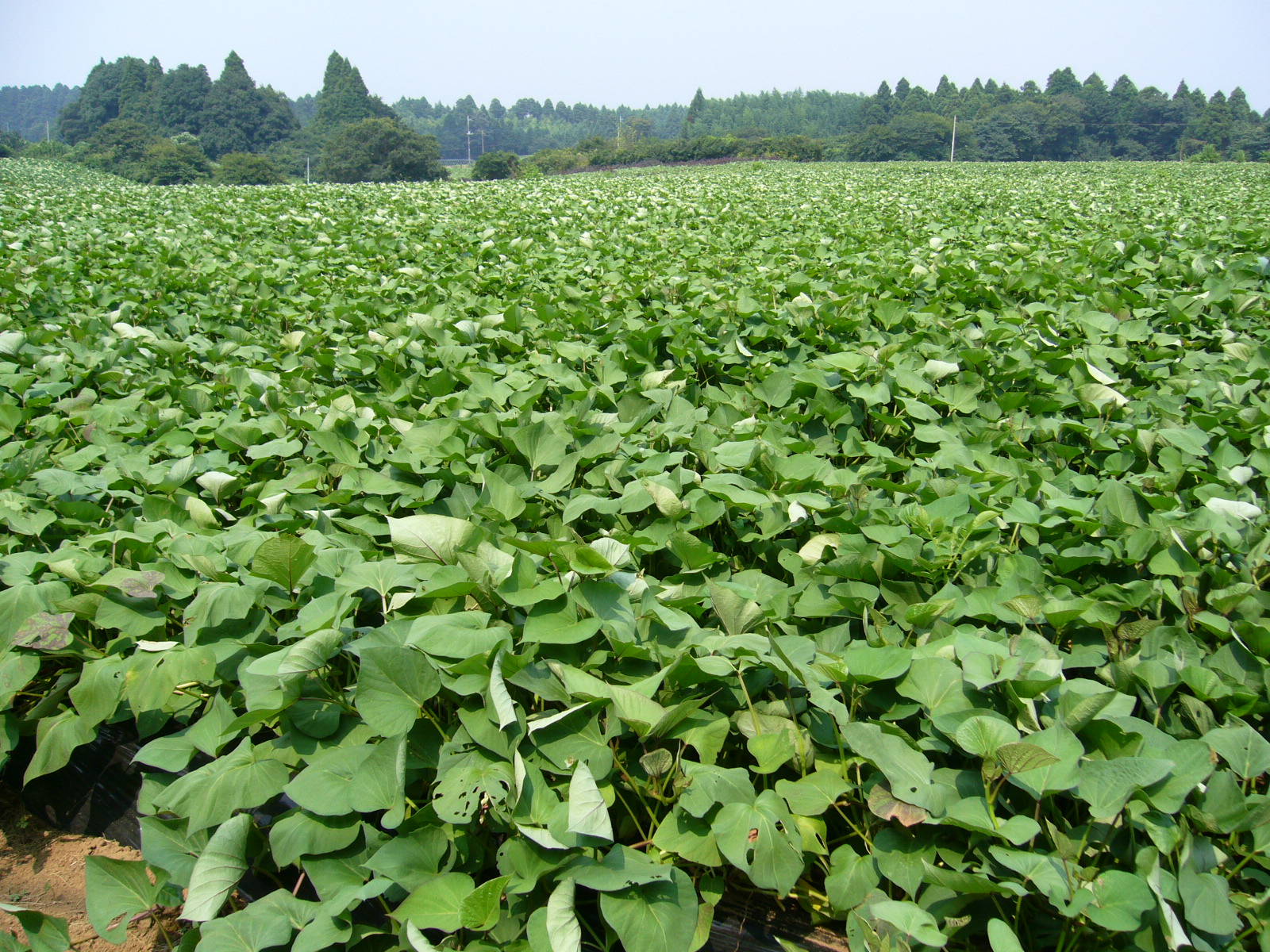
Champ de patates douces.

La patate douce se cultive dans toutes les régions tropicales et subtropicales, dans une bande allant de 30° de latitude nord à 30° de latitude sud. Elle se cultive aussi dans certaines régions tempérées chaudes, notamment en Espagne, aux États-Unis et au Japon, où elle est cultivée comme plante annuelle. Sa culture requiert une température supérieure à 15 °C, avec un optimum à 24 °C, et un bon ensoleillement.
La patate douce est moins exigeante pour le sol, elle préfère cependant les sols argilo-sableux, profonds, bien drainés et assez riches en humus. Elle est tout de même cultivable en climats arides et en sols secs avec une moindre productivité. Le pH du sol doit être compris entre 5,5 et 6,5, mais la culture reste possible pour des pH allant de 4,5 (sols plus acides) jusqu'à 7,5 (sols plus alcalins).
Les sols à texture légère permettent d'obtenir de beaux tubercules de forme régulière, à peau lisse et de couleur vive.
En région tropicale, la culture peut se faire en toute saison, toutefois il vaut mieux que la récolte intervienne hors de la saison des pluies, les tubercules étant sensibles au pourrissement en cas d'excès d'humidité.

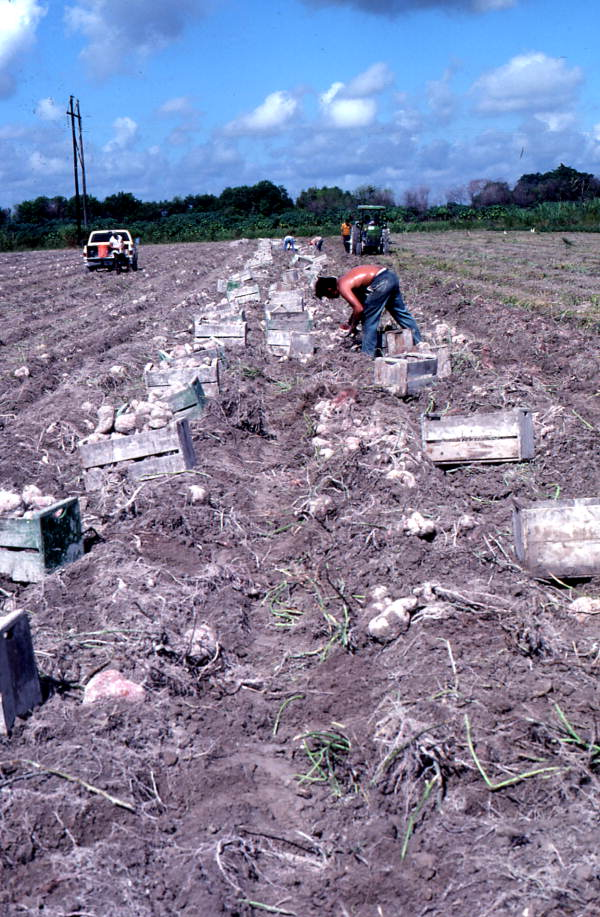
Récolte dans un champ de patates douces en Floride (1986).

La région méditerranéenne se prête très bien à cette culture sous réserve de l'irriguer convenablement. Dans ce cas, la plantation se fait au printemps, à partir d'avril-mai (quand les températures minimales restent supérieures à 10 °C), la récolte intervenant au bout de 4 à 6 mois selon les variétés, vers septembre-octobre. La culture se fait habituellement en billons de manière à faciliter tant l'irrigation que la récolte.
Un bon paillage permet également de limiter l'évaporation, conserver la chaleur au niveau des racines, et protéger de l'attaque des limaces qui sont friandes des feuilles et des tubercules.
Le feuillage, très couvrant, limite naturellement la croissance des mauvaises herbes et protège le sol de l'érosion éolienne.
C'est une culture plus productive que les céréales. Le rendement en tubercules, variable selon les variétés, atteint environ 5 à 10 tonnes par hectare pour les cultivars traditionnels et de 40 à 50 tonnes pour les variétés sélectionnées.

### Fertilisation
|            | N   | P2O5 | K2O |
| Tubercules | 50  | 14   | 110 |
| Feuillage  | 50  | 28   | 110 |
| Total      | 100 | 42   | 220 |

La fertilisation doit être adaptée en fonction des objectifs de rendement et de la variété cultivée, les cultivars modernes, en particulier ceux à chair orange, ont des besoins en éléments nutritifs supérieurs à ceux des variétés traditionnelles.
La fertilisation doit également être adaptée aux caractéristiques du sol, en particulier aux éventuelles carences notamment en oligo-éléments. L'apport d'azote doit être maîtrisé car, en cas d'excès, il favorise le développement du feuillage au détriment de la production de tubercules.
L'engrais est généralement apporté en deux fois, d'abord avant la plantation puis en couverture environ 30 jours après la plantation.

### Variétés
Les variétés cultivées (ou cultivars) de patates douces sont très nombreuses. Leur cycle de culture peut varier de 3,5 à 8 mois. Les variétés traditionnelles, plus tardives et moins exigeantes, présentent l'avantage de couvrir le sol plus longtemps. Les variétés modernes, plus productives, sont plus précoces et permettent de libérer le terrain plus rapidement et de limiter les attaques de charançons.
| Cultivars    | Temps de maturation (jours) | Couleur de la peau | Couleur de la chair | Rendement |
| ------------ | --------------------------- | ------------------ | ------------------- | --------- |
| ‘Lira'       | 90-110                      | rouge              | jaune               | élevé     |
| ‘Beauregard' | 90-100                      | rose clair         | orange              | élevé     |
| ‘Centennial' | 90-100                      | orange             | orange foncé        | variable  |
| ‘Covington'  | 110-120                     | rose               | orange              | élevé     |
| ‘Hernandez'  | 110-130                     | carmin             | orange foncé        | élevé     |
| ‘Jewel'      | 110-120                     | marron clair       | orange              | variable  |
| ‘Murasaki'   | 100-110                     | rouge foncé        | crème               | normal    |
| ‘Nancy Hall' | 100-110                     | orange clair       | orange clair        | bas       |

Du point de vue de leur commercialisation, on distingue trois grands groupes de cultivars de patates douces :
- ceux qui sont destinés à la transformation (traditionnelle ou industrielle) à teneur très élevée en matière sèche et en amidon, et à chair blanche,
- ceux destinés au marché des racines fraiches pour la consommation quotidienne dans les pays en voie de développement, à teneur élevée en matière sèche et faible en sucres,
- ceux destinés au marché nord-américain, souvent à teneur faible en matière sèche mais élevée en sucres et en carotène[52].

On distingue également parmi les variétés destinées à la consommation humaine celles à chair sèche après cuisson et celles à chair tendre (aqueuse).
Les tubercules peuvent présenter différentes couleurs : la peau peut être blanche, jaune, rose, orange, violette ou brun rougeâtre. La couleur de la chair varie du blanc et du jaune à l'orange clair ou à l'orange foncé. Les cultivars à chair orange, riches en bêta-carotène, sont utilisés dans les programmes visant à lutter contre la carence en vitamine A. Les variétés de patates douces de couleur pourpre (cultivars sélectionnés principalement au Japon), doivent leur couleur à leur teneur élevée en anthocyanes.
La création variétale se réalise principalement aux États-Unis, à Hawaï, au Japon et en Inde, et dans certains centres internationaux de recherche agronomique comme le Centre international de la pomme de terre (CIP) au Pérou, le Centre mondial des légumes à Taïwan (variétés préfixées AIS), l'Institut international d'agriculture tropicale (IITA) au Nigeria (préfixe TIS ou TIB).

### Multiplication

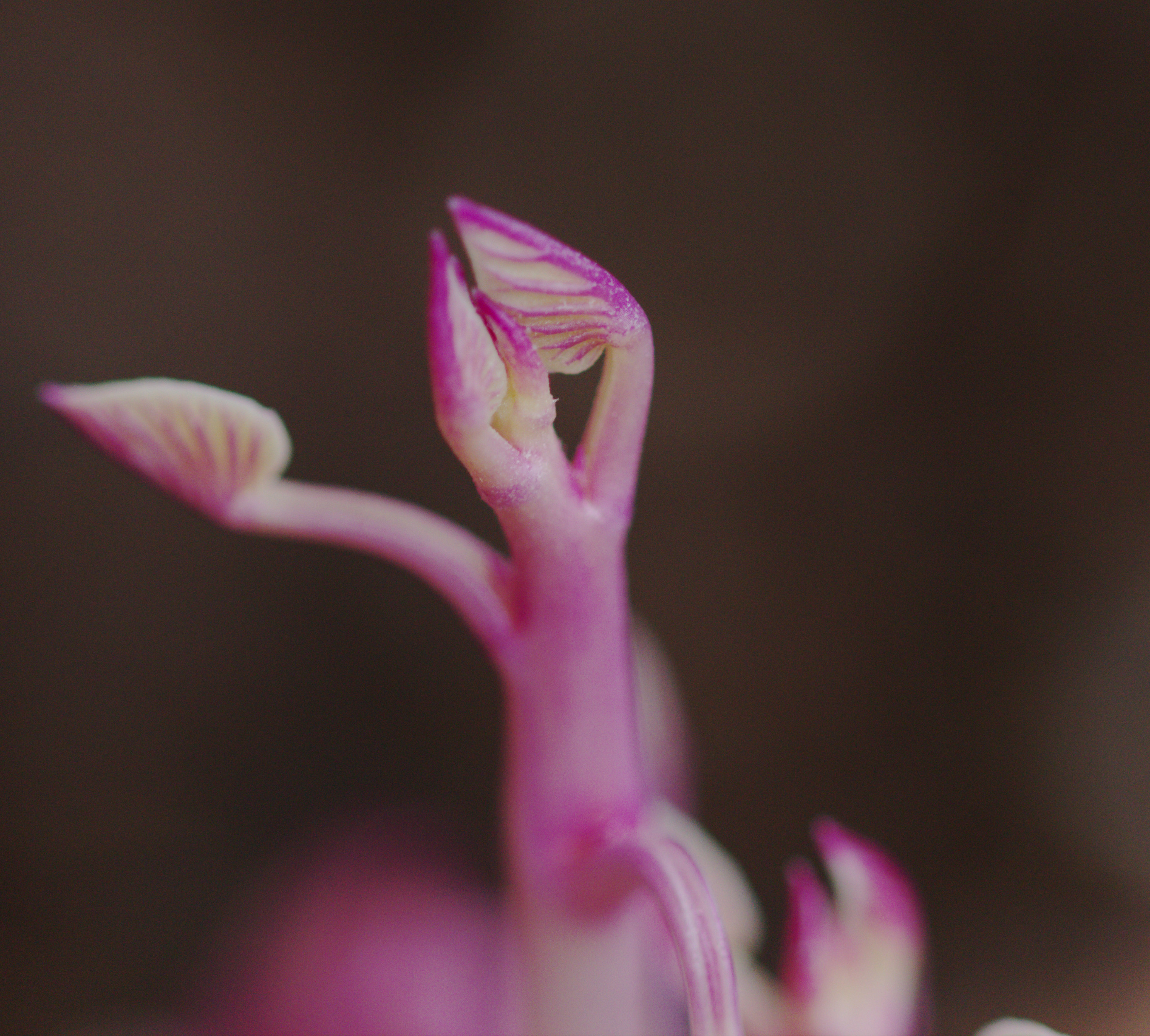
Bourgeons de patate douce.

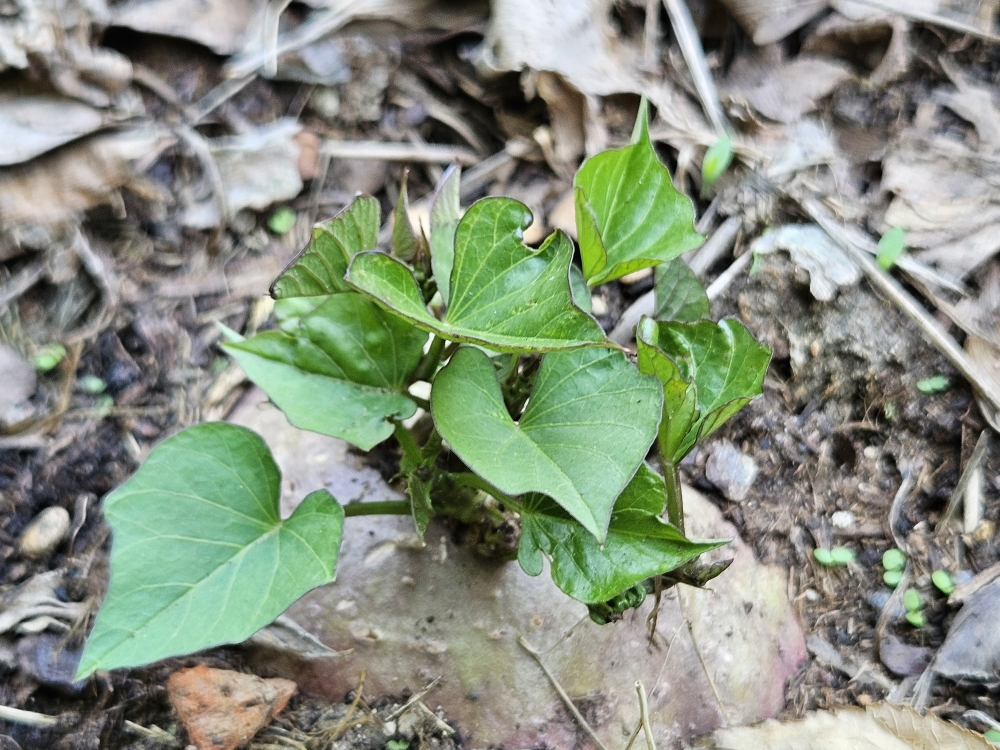
Pousse de patate douce à partir d'un tubercule

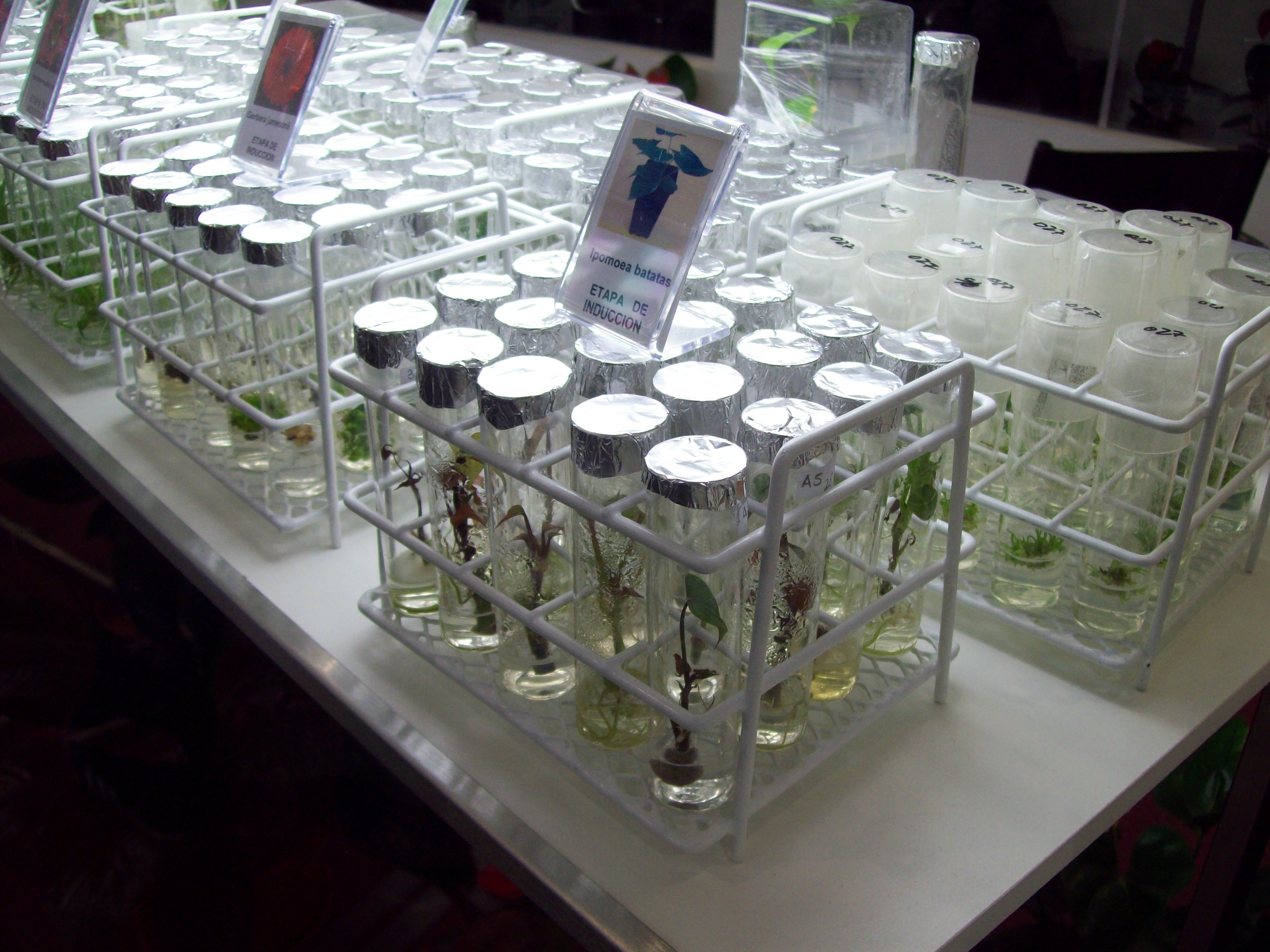
Culture de patate douce in vitro (Tecnópolis).

En culture, la multiplication est exclusivement végétative. Les graines sont utilisées uniquement à des fins de sélection. Les organes pouvant être utilisés pour la multiplication végétative de la patate douce comprennent les racines de réserve (tubercules), l'extrémité des pousses et les boutures de tige. Dans les régions tropicales, la patate douce se multiplie essentiellement par bouturage de tiges, issues d'une pépinière. En pays tempérés, on utilise des tubercules qui sont stockés pendant l'hiver puis mis à germer avant la plantation.
On commence par planter des tubercules qui donnent après 6 semaines des pousses d'une trentaine de centimètres. Ces pousses sont coupées pour être replantées en rangs espacés de 90 cm, chaque plant espacés de 30 cm sur le rang.
Les patates douces se multiplient très facilement par bouturage en plantant en pépinière des tubercules qui fourniront six semaines plus tard des rejets à repiquer. Le jardinier amateur peut également simplement multiplier la patate douce en plaçant en intérieur près d'une fenêtre vers la fin de l'hiver une patate du commerce à moitié immergée dans de l'eau dans un bocal en verre ou une bouteille en plastique (dont le goulot aura été coupé pour pouvoir y introduire la patate). Attention au sens de plantation, on immerge le côté pointu et on laisse à l'air libre le côté un peu blanchâtre qui a été sectionné lors de la récolte de la patate. Quatre à six semaines plus tard, on voit apparaitre des racines dans l'eau et des pousses sur la patate. Lorsque ces pousses mesurent environ 30 cm (avec au moins 2 nœuds), on peut les pincer à la base pour les remettre à raciner dans de l'eau. Dès que ces plantules ont des racines d'une dizaine de cm, on peut les repiquer en pleine terre. Cinq à six mois plus tard, on obtient de nouvelles patates.
Pour produire des plants de patate douce exempts de virus on utilise presque exclusivement la culture de méristème in vitro. Cette technique consiste à prélever des explants apicaux (méristématiques) les plus grands possible, mais excluant les tissus infectés par le virus. La culture in vitro sur des milieux enrichis en hormones (auxine, cytokinine) permet de régénérer des plants viables, qui sont ensuite testés pour contrôler l'absence de virus.
Cette technique est également utilisée pour la conservation de banques de gènes de patate douce. Le maintien d'une collection de matériel génétique in vitro présente de nombreux avantages par rapport à une collecte en serre ou au champ : réduction de la surface de stockage, accessibilité tout au long de l'année, maintien d'un état indemne de maladies, propagation rapide in vitro, transport plus facile, économies de main-d'œuvre et de coûts.

### Ravageurs et maladies

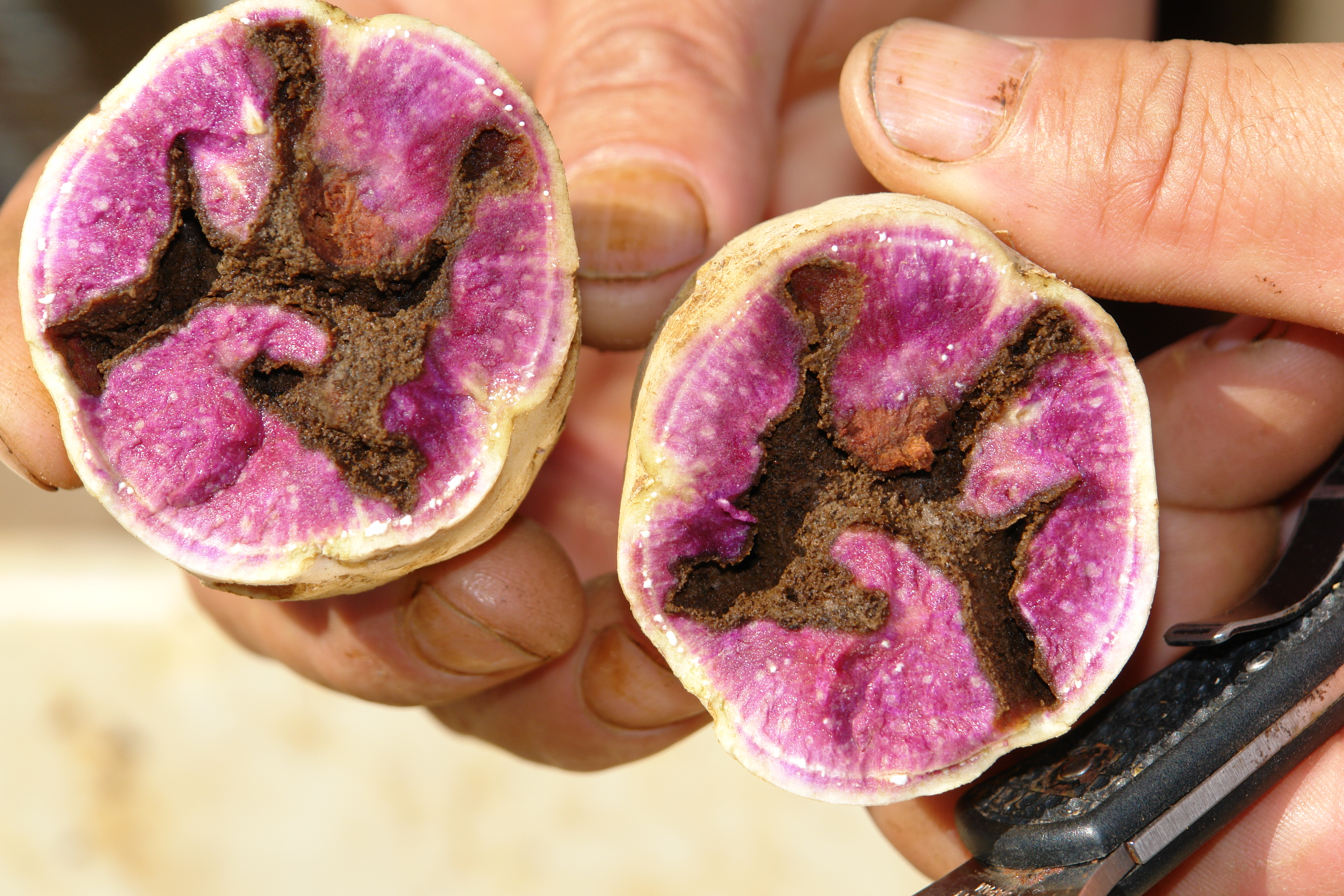
Tubercules de patate douce endommagés par les larves du charançon (Cylas formicarius).

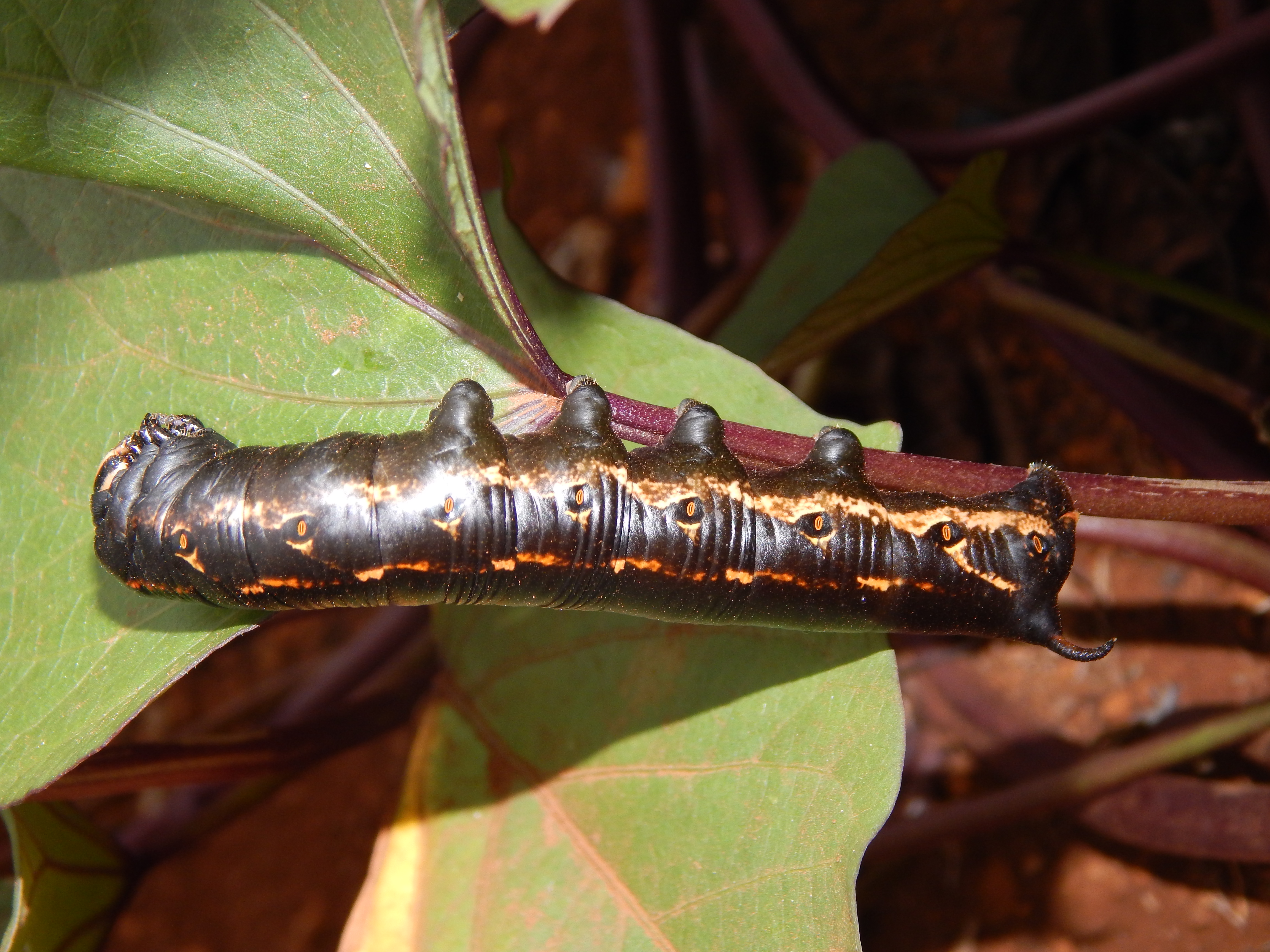
Chenille d'Agrius cingulata sur feuille de patate douce.

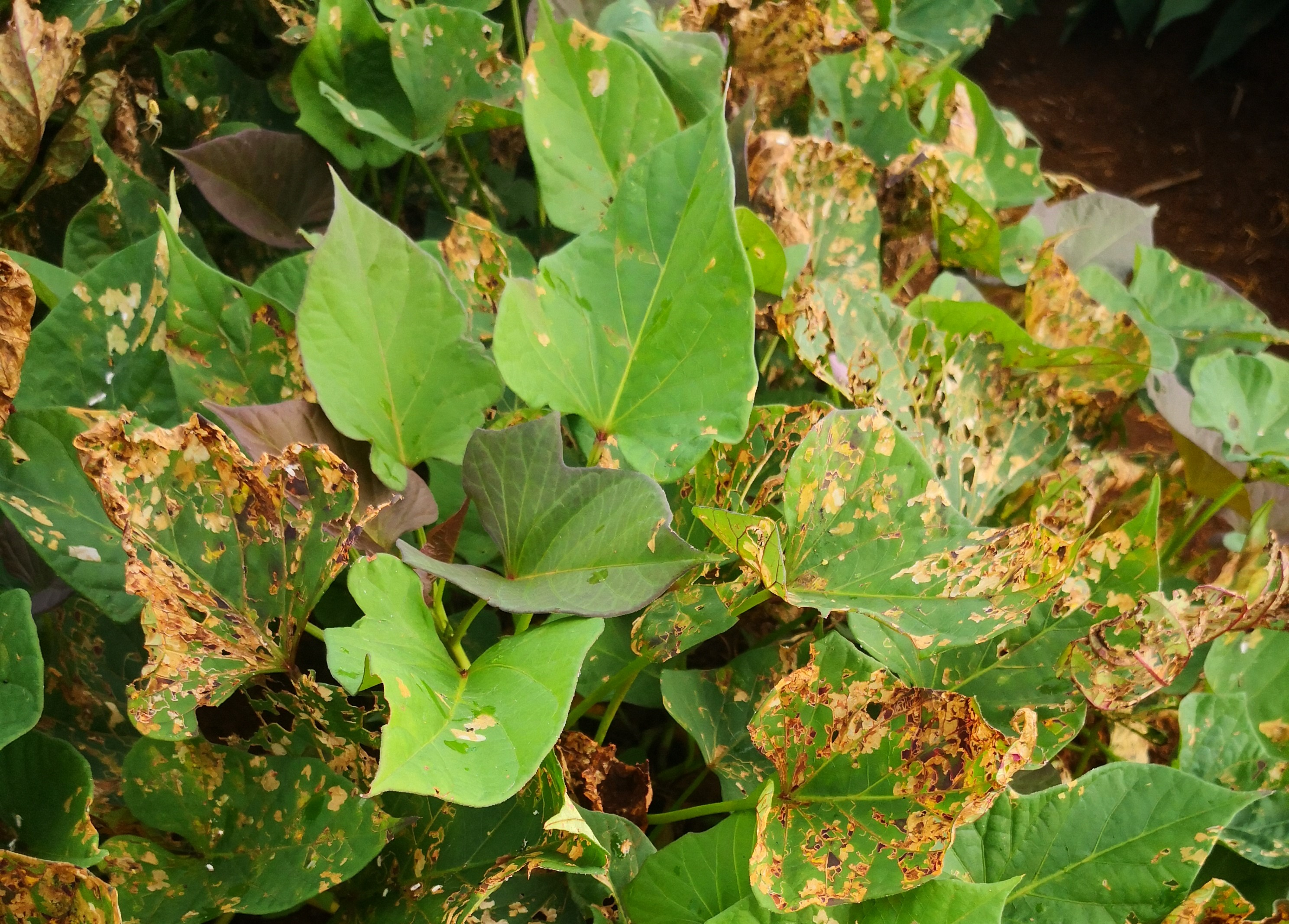
Feuillage de patate douce attaqué par des larves de mouches mineuses (Bedellia somnulentella).

La patate douce est affectée par de nombreux agresseurs biotiques : on recense environ 35 maladies bactériennes et fongiques, plus de 20 virus ou pseudo-virus, 20 espèces de nématodes et une vingtaine d'espèces d'insectes ravageurs. Parmi ces agents, cinq groupes ont une importance économique significative : les viroses (SPVD) souvent dues à la combinaison de plusieurs virus, les charançons, les nématodes, les « pourritures » dues à diverses espèces de champignons, l'alternariose (Alternaria sp.) et la fusariose (Fusarium sp.). Cette culture peut également être sensible à des facteurs abiotiques comme la sécheresse, la chaleur, le froid et la salinité.
Comme toutes les plantes cultivées à multiplication végétative, la patate douce peut subir une dégénérescence des clones du fait de l'accumulation des agents pathogènes (champignons, bactéries, virus) au fil des générations successives. Il faut donc soit accorder beaucoup de soin au choix des plants-mères, soit renouveler régulièrement le stock en faisant appel à des multiplicateurs spécialisés.
Parmi les insectes ravageurs de la patate douce, les espèces les plus dommageables sont les charançons, notamment Cylas formicarius, qui attaquent les tubercules aussi bien avant qu'après la récolte, en phase de stockage. La lutte contre ces insectes repose historiquement sur des pratiques culturales, comme l'emploi de plants non infestés, la rotation des cultures, etc, le recours à des insecticides présentant des difficultés de divers ordres.
La pourriture noire de Java, due à une espèce de champignons ascomycètes, Lasiodiplodia theobromae, est l'une des maladies les plus destructives qui affecte les tubercules stockés (post-récolte). Pour prévenir ou au moins limiter l'incidence de cette maladie, on soumet les tubercules à un « ressuyage » qui consiste à les exposer à une température modérément élevée pendant plusieurs jours immédiatement après la récolte.
Parmi les infections virales, qui sont responsables d'environ la moitié des pertes de récoltes, la plus grave est la virose complexe de la patate douce (SPVD, sweet potato virus disease), présente notamment en Afrique orientale. Elle résulte d'une interaction synergique entre deux virus, le virus du rabougrissement chlorotique de la patate douce (SPCSV, Sweet potato chlorotic stunt virus), transmis par des aleurodes, et le virus de la marbrure plumeuse de la patate douce (SPFMV, Sweet potato feathery mottle virus), transmis par des pucerons. La méthode de lutte repose sur la fourniture aux agriculteurs de boutures indemnes de virus, issues de culture in vitro de méristèmes.
Enfin les nématodes, qui vivent dans le sol au contact des racines et tubercules, sont responsables de pertes évaluées globalement à 10 % des récoltes. Les plus dommageables sont les nématodes cécidogènes appartenant au genre Meloidogyne.

### Stockage et conservation

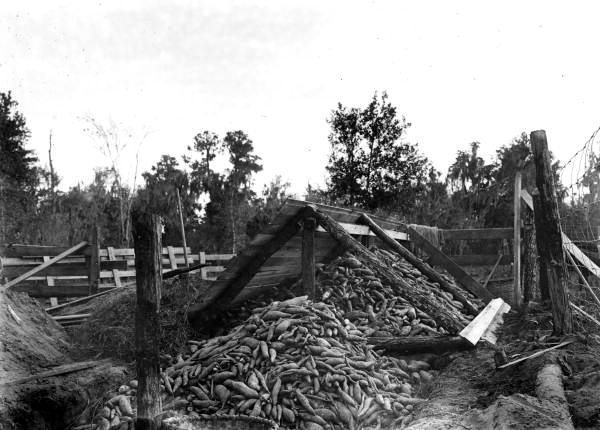
Stockage de patates douces en fosse (Floride, 1908).

Le caractère hautement périssable des tubercules de patate douce pendant le stockage reste une contrainte majeure dans les pays en développement, en particulier en Afrique subsaharienne. En l'absence d'installations frigorifiques trop coûteuses, les méthodes de stockage traditionnelles qui sont pratiquées consistent en stockage en tas, stockage en fosse, stockage sur plate-forme ou dans des paniers. On recouvre parfois les racines de cendre, de terre, de sciure de bois ou d'autres matériaux pour améliorer la durée de conservation. Ces méthodes de stockage donnent souvent des résultats irréguliers assortis, au bout de 3 à 6 semaines, de perte de poids importante, germination, pourriture et dégâts dus aux charançons.
Le recours à des traitements de pré-stockage appropriés pour lutter contre la décomposition microbienne et la germination, permet de prolonger la durée de conservation. Après la récolte, les patates douces ont besoin d'une phase de maturation et de ressuyage qui consiste à les maintenir pendant une semaine à une température de 30 °C et une humidité de 95 %. Cela permet de fixer la peau, de cicatriser les plaies et de commencer à convertir l'amidon en sucre. Après cette phase de ressuyage, on peut les conserver pendant six semaines ou plus à 15 °C et 85 % d'humidité.
Dans des conditions de stockage optimales, on a démontré que la patate douce pouvait se conserver pendant 5 mois, jusqu'à environ un an maximum.

### Appellations protégées

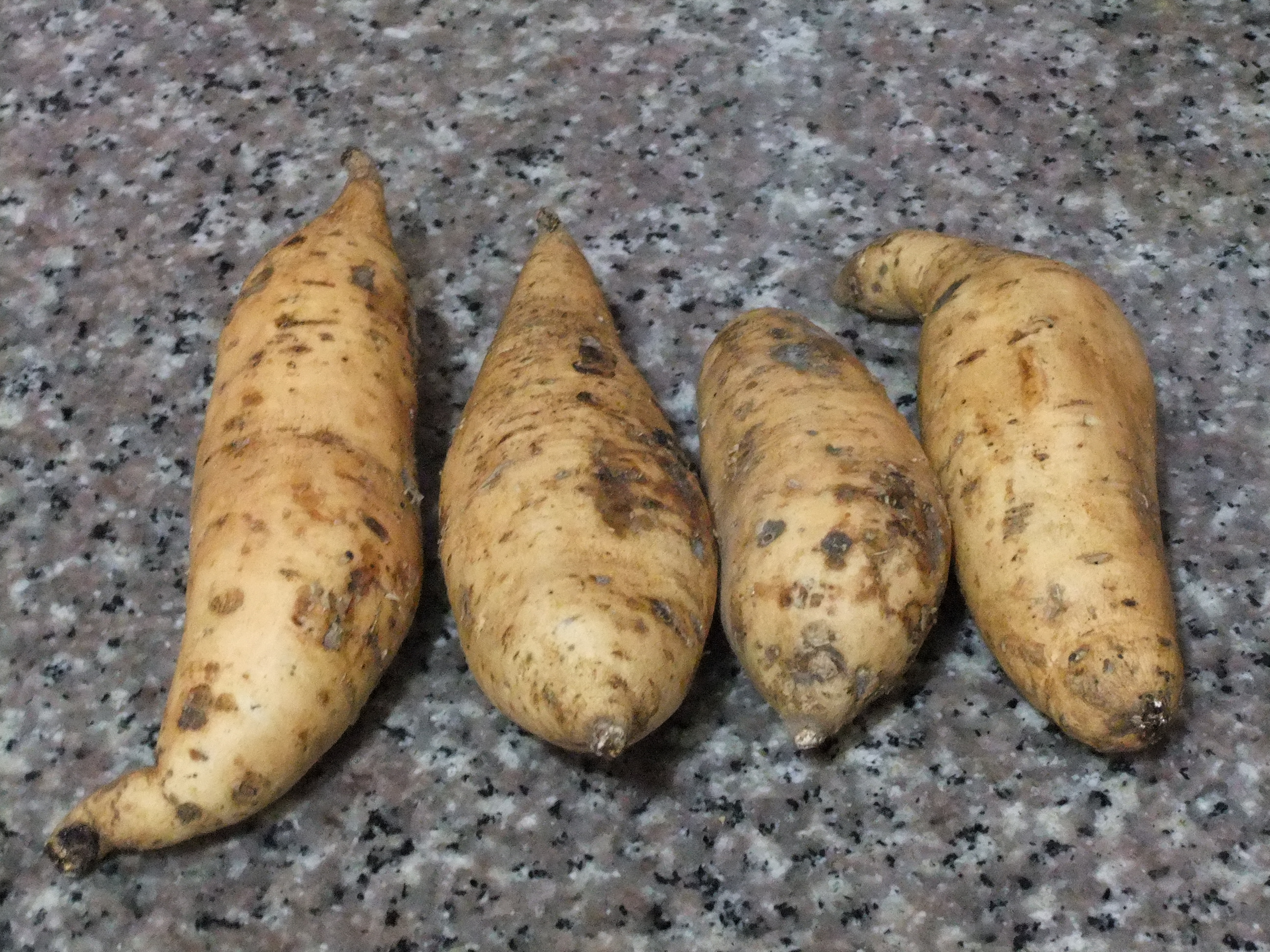
Tubercules de la variété 'Ubi Cilembu' (Java).

Une production portugaise de patates douces de la variété 'Lira' bénéficie depuis 2009 d'une indication géographique protégée (IGP) sous le nom de « Batata doce de Aljezur ». L'aire de production de cette IGP comprend la commune d'Aljezur (district de Faro) et les paroisses de São Teotóneo, São Salvador, Zambujeira do Mar, Longueira / Almograve et Vila Nova de Milfontes dans la commune d'Odemira (district de Beja). Chaque année vers la fin novembre, une fête, le festival da Batata-doce de Aljezur, est organisée à Aljezur pour célébrer ce tubercule.
D'autres marques ou indications géographiques ont été enregistrées en Asie :
- au Japon, la patate douce Yamadai (ヤマダイかんしょ Yamadai Kansho). Cette patate douce est produite dans la ville de Kushima (préfecture de Miyazaki) et l'appellation est gérée par la coopérative agricole Otsuka[81] ;
- en Indonésie, la patate douce de Cilembu ou 'Ubi Cilembu'. Cette variété traditionnelle, reconnue en 2001 par le gouvernement indonésien, est produite dans le village de Cilembu et dans une zone avoisinante (Pamulihan, Tanjungsari, Rancakalong et Sukasari) dans l'Ouest de Java[82]. La variété 'Cilembu', connue également sous les noms de 'Ubi Cilembu', 'Ubi Madu Cilembu' et « patate douce de miel », est une variété très ancienne, réputée pour sa texture veloutée et collante et sa douce saveur de miel à la cuisson ou au four[83].

Dans le monde, cinq autres productions de patates douces bénéficient d'une indication géographique avec une protection légale, généralement sous le statut de marque déposée :
- Guaranteed Louisiana Origin Sweet Potatoes Yams[84] (Louisiane, États-Unis),
- Naruto Kintoki (なると金時) (préfecture de Tokushima, Japon)[85],
- Chiran beni (知覧紅) (préfecture de Kagoshima, Japon)[85],
- et deux productions chinoises : Patates douces Hongan (红安苕) et Patates douces Sucun (苏村番薯)[85].

## Utilisation

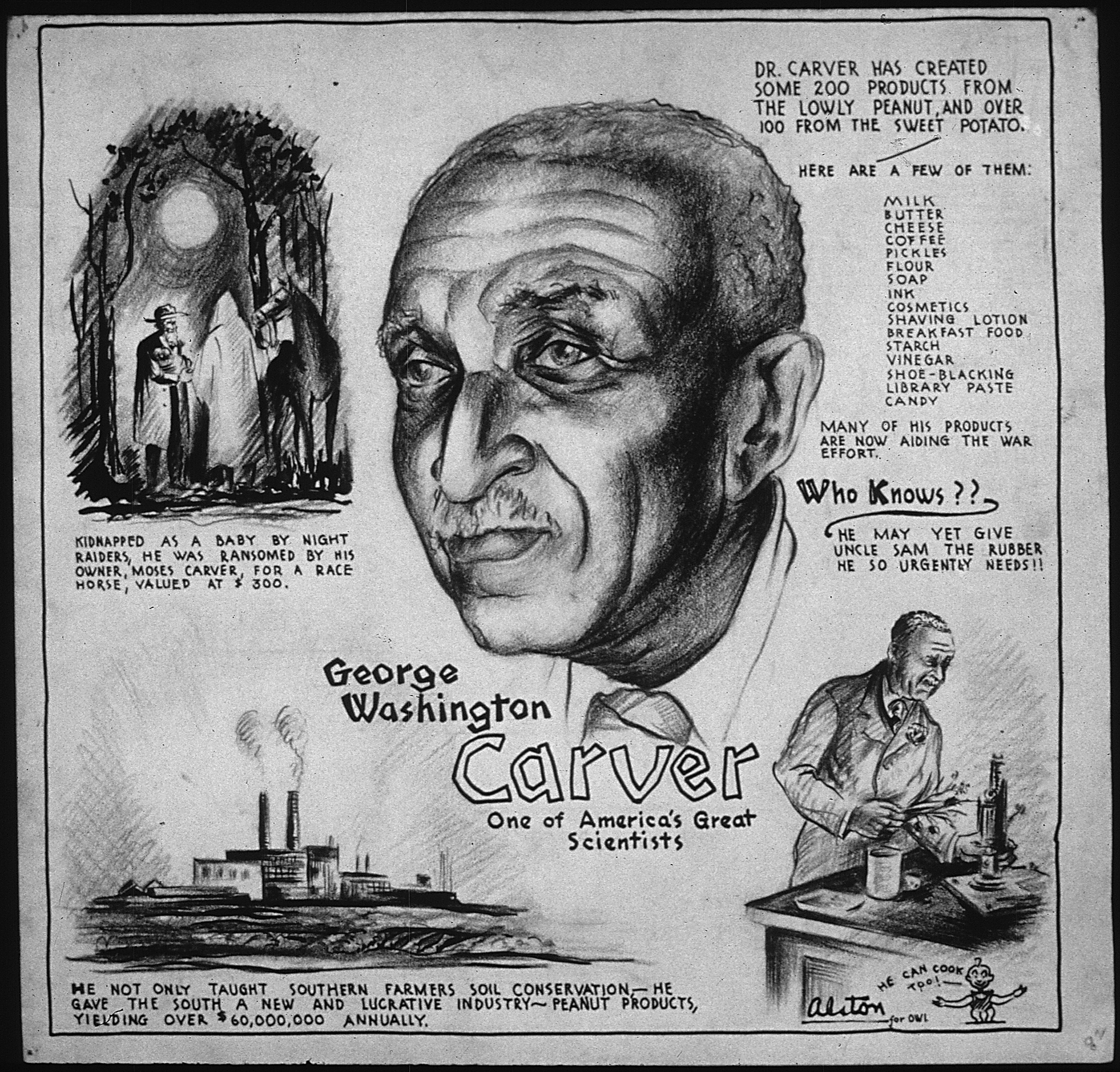
George Washington Carver.

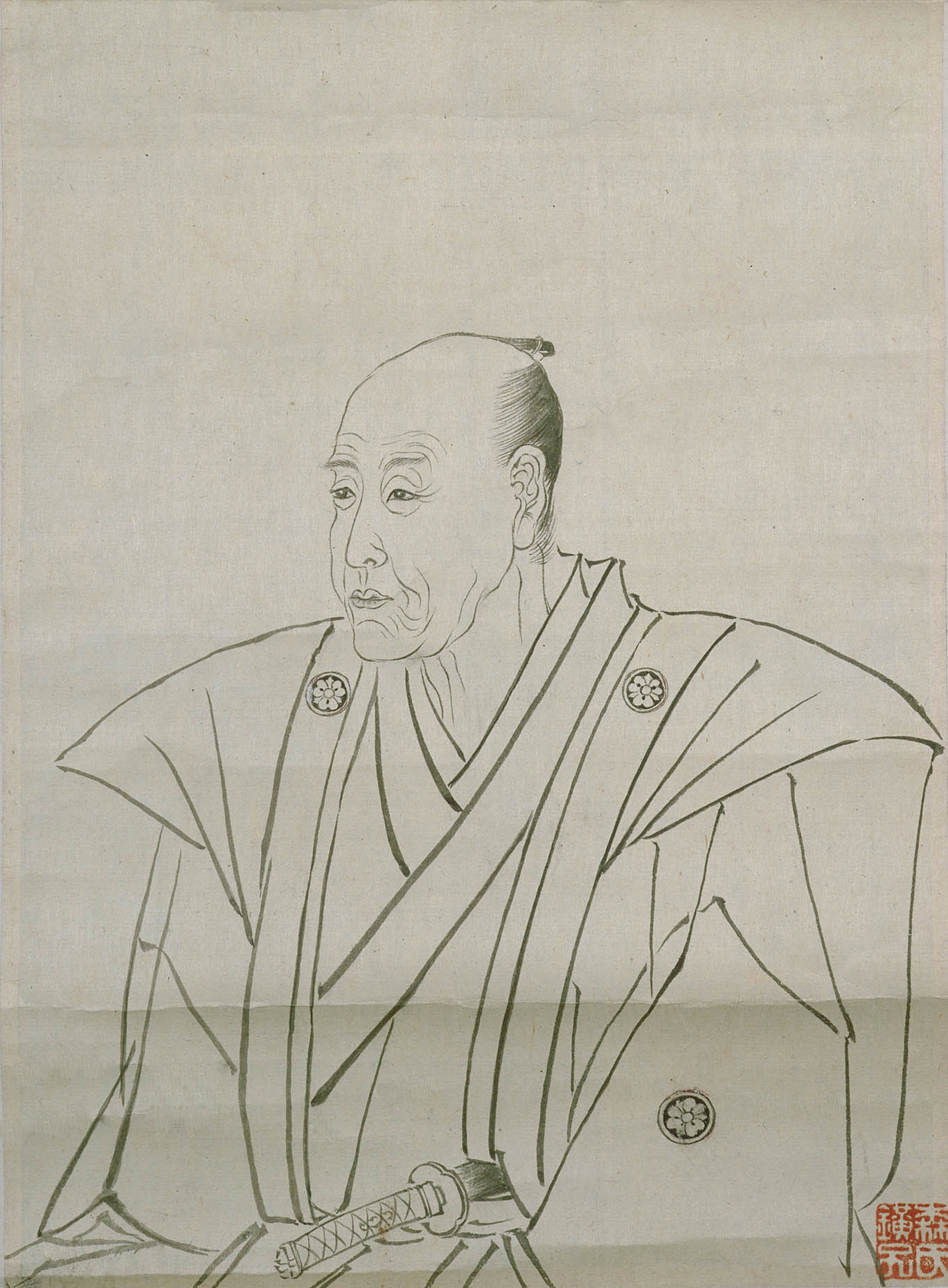
Aoki Konyō, considéré comme le « maître de la patate douce ».

La patate douce a de nombreuses utilisations, principalement comme aliment brut ou transformé. L'agronome américain, George Washington Carver, qui faisait la promotion de la patate douce, entre autres plantes cultivées, avait recensé dans son Sweetpotato bulletin de 1922 des dizaines de recettes à base de patates douces et plus de 118 produits dérivés, dont de l'amidon, du tapioca, des noix de coco factices, de la mélasse, divers aliments pour le petit-déjeuner, des aliments pour le bétail, des teintures pour la soie et le coton, de la farine (utilisée par le gouvernement américain pendant la Première Guerre mondiale), du vinaigre, de l'encre et du caoutchouc synthétique.

### Alimentation humaine
Aussi bien les tubercules que les feuilles sont un aliment de base dans les régions tropicales où la patate douce prend la place de la pomme de terre.
Souvent considérée par les populations qui la consomment comme un aliment de sécurité, la patate douce a aidé à sauver de la famine en période de conflits ou de sécheresse. Ce fut le cas par exemple au Japon où la patate douce a sauvé la nation japonaise lorsque les typhons ont détruit toutes les rizières juste avant la Première Guerre mondiale. Déjà l'érudit japonais de l'ère Edo, Aoki Konyō, préconisait dans un traité publié en 1735 de généraliser la culture de la patate douce considérée comme un aliment de secours en période de disette,. La plante, introduite dans le sud de la Chine dès 1594, fut promue pour contrer les effets des sécheresses sous le règne de la dynastie Qing (1644- 1912).
En 2016, le prix mondial de l'alimentation a été décerné à quatre personnalités : Maria Andrade (Cap-Vert), Robert Mwanga (Ouganda), et Jan Low et Howarth Bouis (États-Unis), œuvrant pour le Centre international de la pomme de terre. Ils ont été honorés pour avoir promu la patate douce à chair orange, particulièrement riche en vitamine A, et exemple le plus réussi de biofortification de micronutriments et de vitamine. Ils ont convaincu près de deux millions de ménages dans 10 pays africains de planter, d'acheter et de consommer cet aliment.
Aux États-Unis, le Center for science in the public interest (CSPI) a classé la patate douce en tête des 10 meilleurs aliments, devant la mangue et le yaourt grec, considérant que c'est « une superstar nutritionnelle, qui est riche en caroténoïdes et constitue une bonne source de potassium et de fibres ».

#### Programme VITA A
Certaines associations d'aide humanitaire, comme HarvestPlus, font la promotion de sa culture comme une meilleure alternative à l'aide alimentaire.
En 2014, la prévalence de la carence en vitamine A était estimée à 42 % chez les enfants de moins de cinq ans en Afrique subsaharienne, ce qui représente environ 78 millions d'enfants affectés.
Le programme VITAA (Vitamine A pour l'Afrique) vise à créer, sous l'égide du centre international de la pomme de terre, des partenariats entre agriculteurs, nutritionnistes, chercheurs, médecins, ONG, communautés locales et entrepreneurs, avec un objectif commun : promouvoir les patates douces à chair orange et d'autres approches basées sur l'alimentation pour résoudre les carences en vitamine A et les problèmes plus généraux de malnutrition.

#### Valeur nutritionnelle
La patate douce a une valeur nutritionnelle élevée. Elle fournit plus de 90 % des nutriments par calorie nécessaires à la plupart des gens, à l'exception des protéines et de la niacine (vitamine B3).
Les tubercules (racines) sont une source précieuse de glucides, de vitamines (fournissant 100 % de l'apport journalier recommandé (AJR) pour la vitamine A et 49 % pour la vitamine C), et de minéraux (fournissant 10 % de l'AJR pour le fer et 15 % pour le potassium). Outre les amidons simples, les patates douces sont riches en glucides complexes, en fibres alimentaires, en fer et en vitamines telles que le bêta-carotène (caroténoïde précurseur de la vitamine A), la vitamine B2, la vitamine C et la vitamine E.
Les principaux composants des tubercules crus sont présentés dans le tableau suivant. La matière sèche est constituée essentiellement (de 80 à 90 %) de glucides : amidon, sucres et de faibles teneurs de pectines, hémicellulose et cellulose. Cette composition est très variable, selon les cultivars, la maturité des tubercules, la durée de conservation et les processus de transformation.
| Composants                                | Valeur moyenne | Écart     |
| ----------------------------------------- | -------------- | --------- |
| Amidon                                    | 70             | 30 - 85   |
| Sucres totaux                             | 10             | 5 - 38    |
| Protéines totales                         | 5              | 1,2 - 10  |
| Lipides                                   | 1              | 1 - 2,5   |
| Cendres                                   | 3              | 0,6 - 4,5 |
| Fibres totales                            | 10             |           |
| Autres composants en faible concentration | <1             |           |

L'introduction relativement récente de variétés à chair orange, à teneur élevée en béta-carotène (pouvant aller jusqu'à 20-30 mg/100 g), a donné un regain d'intérêt pour l'inclusion des patates douces dans l'alimentation. La promotion de ces variétés de patates douces à chair orange (PDCO) s'inscrit dans une stratégie visant à compenser les carences en vitamine A, en particulier dans les pays de l'Afrique subsaharienne et au Bangladesh.
Plus la couleur de la peau et de la chair est foncée, plus elle contient d'anthocyanes et d'éléments nutritifs. Ainsi les variétés à chair orange ou pourpre sont plus riches en éléments nutritifs que les jaunes et encore plus que les blanches. La patate douce contient de nombreux antioxydants (polyphénols), souvent plus abondants dans la pelure. Elle est aussi plus riche en amidon que la pomme de terre (jusqu'à 18 % du poids frais selon les variétés), mais elle contient sensiblement la même quantité de glucides.

#### Facteurs antinutritionnels
La patate douce contient, à des teneurs variables selon les cultivars, des sucres complexes (raffinose, stachyose et verbascose) qui ne sont pas digérés dans le tractus digestif supérieur et sont responsables, surtout le raffinose, après fermentation par des bactéries du côlon, de la production de gaz responsables de la flatulence.
La patate douce a une activité inhibitrice de la trypsine (AIT) qui peut aller jusqu'à 90 % d'inhibition chez certaines variétés. La teneur en inhibiteurs de trypsine est corrélée avec celle des protéines. Les inhibiteurs de trypsine sont inactivés par la chaleur (à 90 °C pendant plusieurs minutes). Selon certains auteurs, l'AIT de la patate douce pourrait être un facteur de l'entérite nécrosante.
En réponse à une agression biotique comme une infection ou une contamination fongique, la patate douce peut produire certains métabolites, notamment des furano-terpénoïdes, qui sont connus pour être toxiques. La contamination des tubercules par Ceratocystis fimbriata et certaines espèces de Fusarium induit la production de composés hépatoxiques, comme l'ipoméamarone.
La patate douce contient de l'oxalate (teneur évaluée dans une étude à 59 mg/100 g dont 38 mg d'oxalate soluble), qui contribue à la formation de calculs rénaux d'oxalate de calcium et sa consommation est déconseillée aux personnes sujettes à des calculs rénaux.

#### Utilisation culinaire

##### Mets salés
En mets salés, l'utilisation de la patate douce est similaire à celle de la pomme de terre : cuite à l'eau ou au four, ou bien frite ou sautée. La patate douce crue n'est pas toxique, mais sa consommation est déconseillée, l'amidon cru étant indigeste.
En Asie de l'Est, notamment en Chine et en Corée, on consomme les patates douces également sous forme de pâtes alimentaires (nouilles ou de vermicelles) préparés à partir de la fécule extraite des tubercules. C'est le cas par exemple des dangmyeons, sortes de pâtes coréennes qui entrent dans la préparation du japchae. On trouve couramment en Chine des vendeurs de patates douces cuites dans des fours mobiles, pour être consommées directement en l'état, comme avec les marrons grillés en Europe. Au Japon, on peut trouver des crèmes glacées à la patate douce.

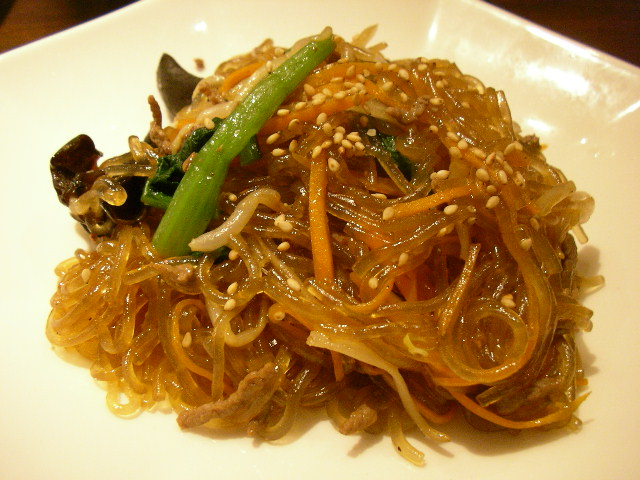
Japchae, plat coréen à base de dangmyeons (nouilles de patates douces).
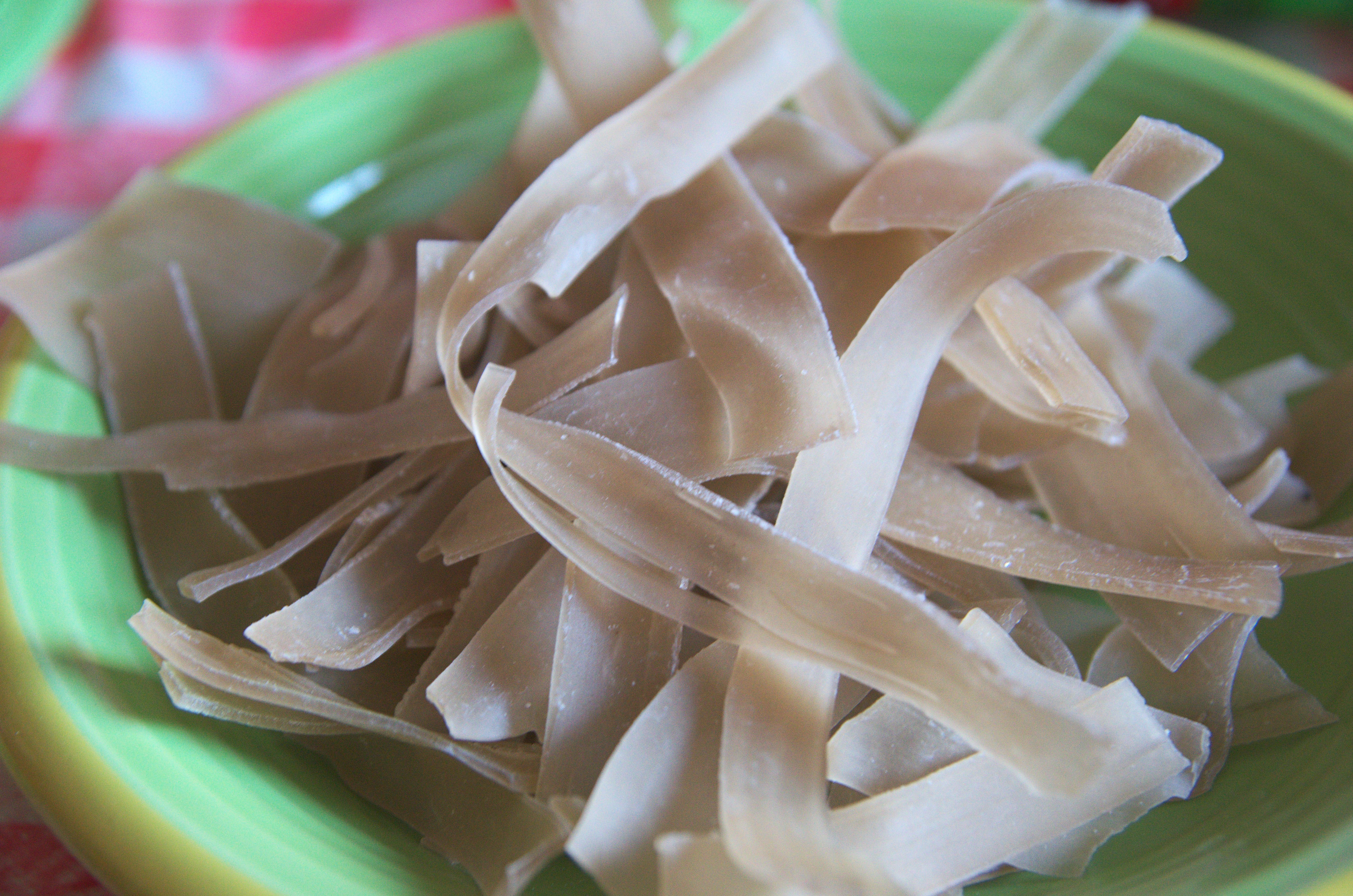
Fānshǔ fěnsī (番薯粉丝), nouilles de patates douces chinoises crues et séchées, prêtes à être cuites.
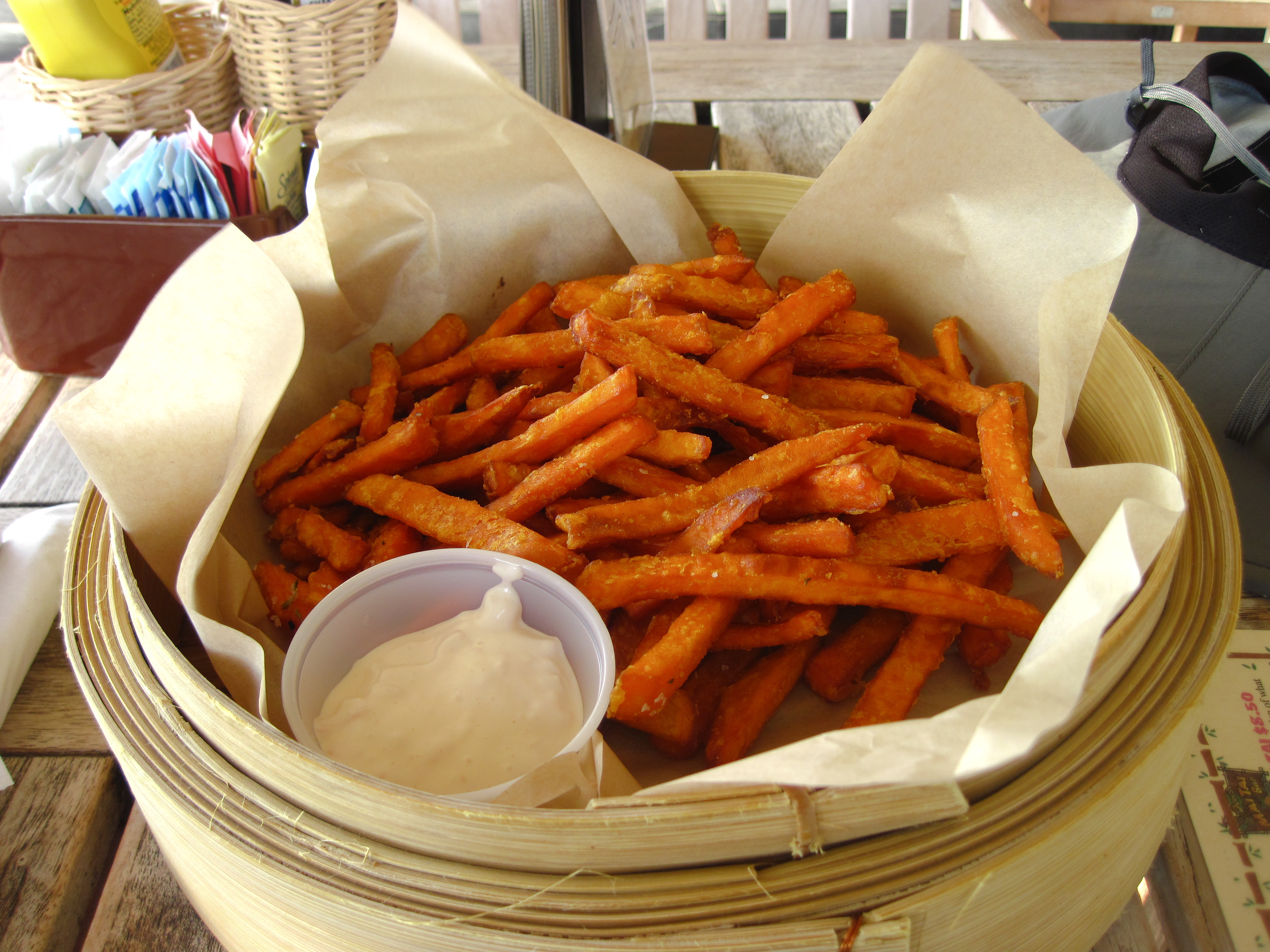
Frites de patate douce.
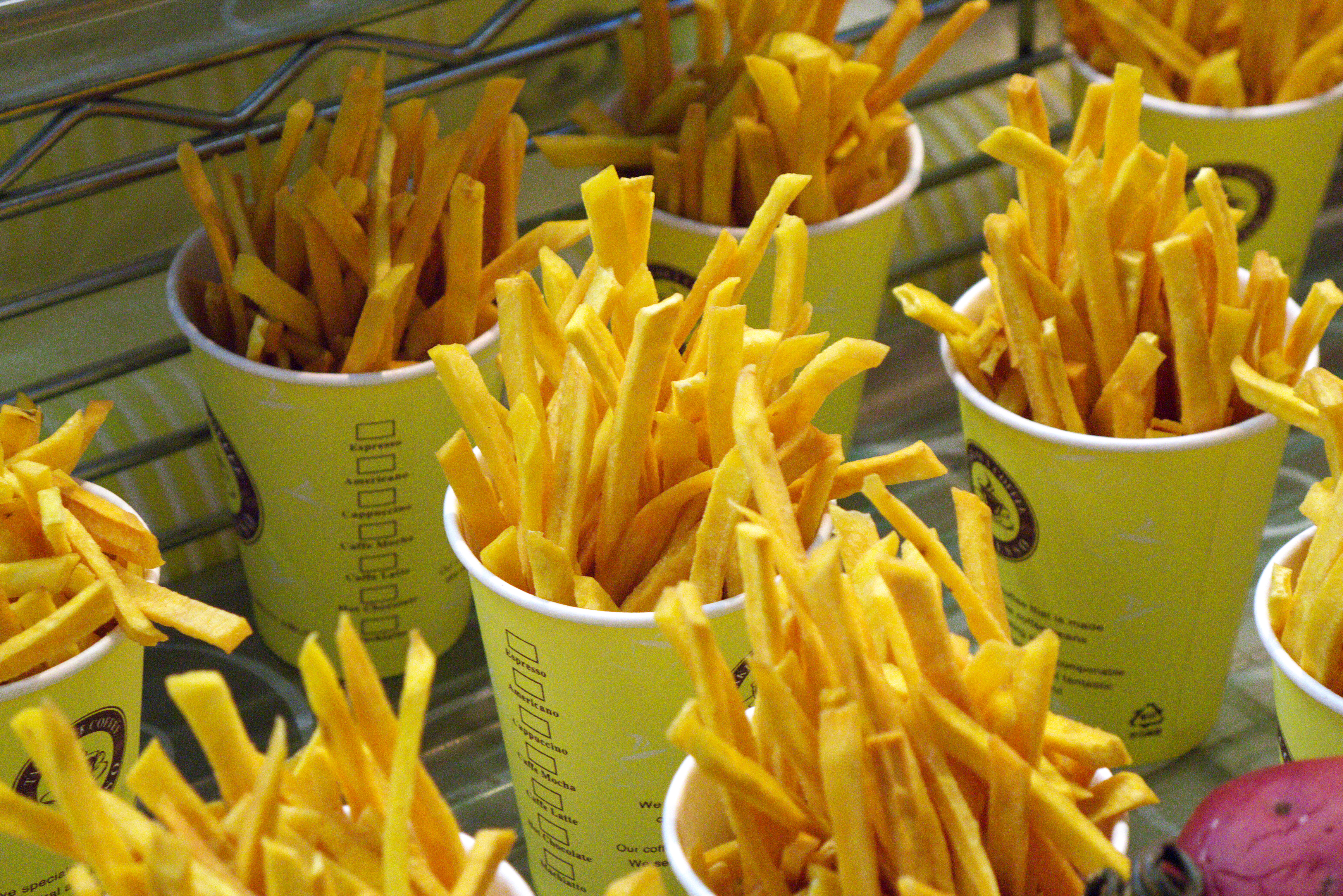
Goguma-sticks (Corée, frites de patates douces).

La patate douce est l'aliment de base de la cuisine d'Okinawa, représentant près de 70 % des calories. Cette cuisine serait une des composantes de la longévité particulière des habitants de cette île japonaise,.

##### Mets sucrés
Comme elle est sucrée, la patate douce peut aussi servir à préparer des desserts : compotes, gâteaux, glaces et autres.
Les patates douces au sirop, en morceaux entiers, sont un dessert populaire en Argentine et en Uruguay, on y prépare aussi des desserts sucrés comme le postre vigilante et le dulce de batata. Au Brésil, la patate douce est principalement utilisée dans la fabrication de confiseries, appelées « marrom-glacê », généralement vendues en conserve.
Aux États-Unis, les tartes aux patates douces sont très populaires, notamment lors des fêtes (Thanksgiving, Noël...). La variante hawaïenne est agrémentée de haupia.
Dans certaines régions d'Espagne, on consomme souvent à Noël, une pâtisserie appelée « pastel de boniato » constituée d'une pâte feuilletée fourrée avec une purée sucrée de patate douce.
Dans différents pays, on prépare aussi de la confiture de patate douce. On peut préparer une confiture de patates douces au goût convenable contenant environ 21 % de patates douces, 45 % de sucre et 34 % d'eau. Les morceaux de patate douce cuits, mélangés avec l'eau, le sucre, de l'acide citrique et éventuellement des arômes, forment une pâte qui est ensuite cuite jusqu'à obtenir une valeur de 68 °Bx pour les sucres solubles totaux. Du fait de la forte teneur en amidon de la patate douce par rapport aux fruits, les proportions de patate douce et de sucre diffèrent de la formule standard de 45 % de fruits et de 55 % de sucre dans les confitures de fruits.
Dans l'Union européenne, et en France, la définition légale de la confiture, définie par la Directive 2001/113/CE du Conseil du 20 décembre 2001 relative aux confitures, gelées et marmelades de fruits, destinées à l'alimentation humaine, a été adaptée pour assimiler les patates douces (ainsi que d'autres légumes comme les carottes) à des fruits lorsqu'elles entrent dans la composition de confitures.
Au Maroc, on en fait une sorte de confiture, appelée « crème d´ipomée », qui est assez comparable à la crème de marrons.

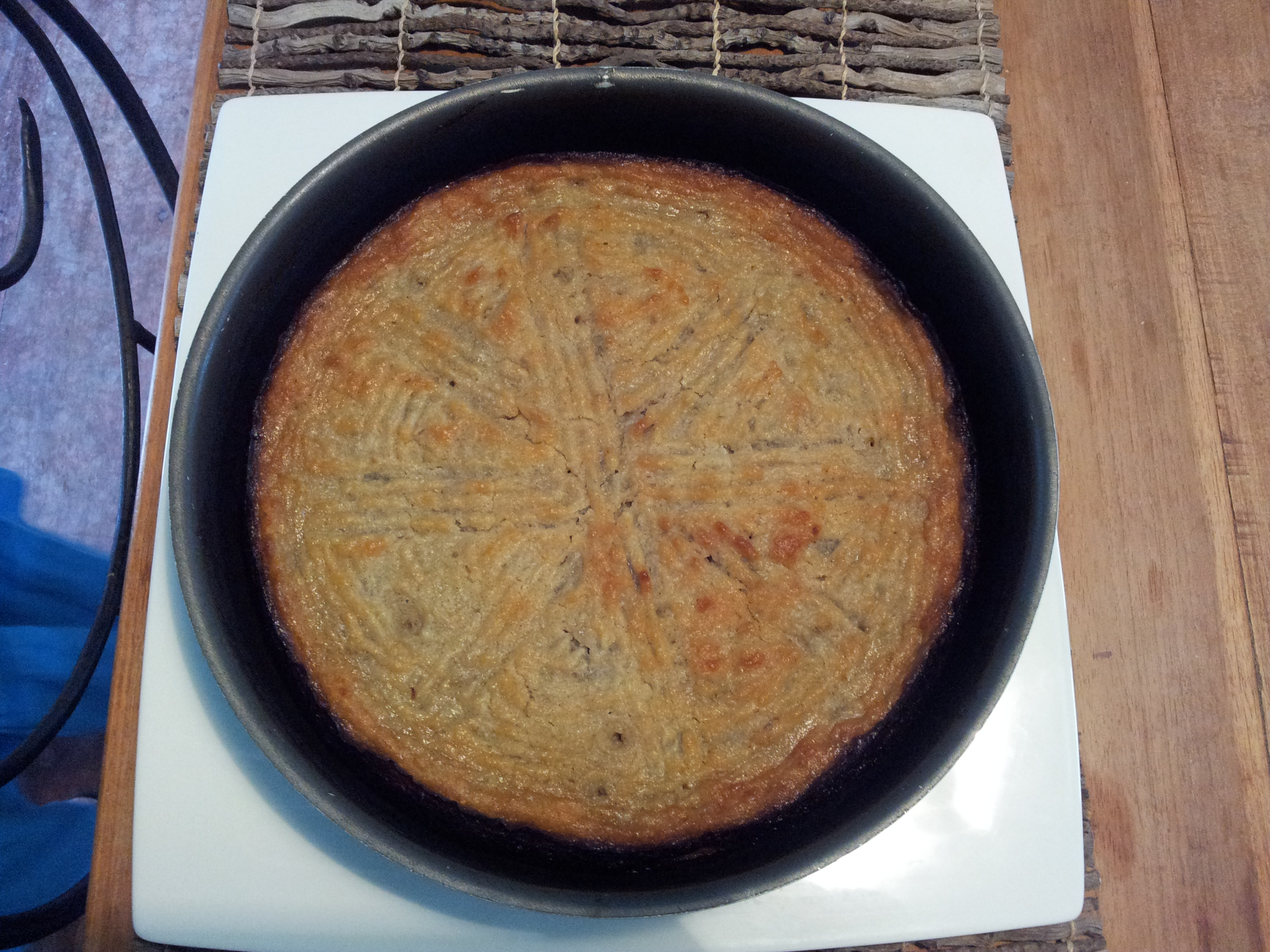
Gâteau patate consommé à la Réunion.
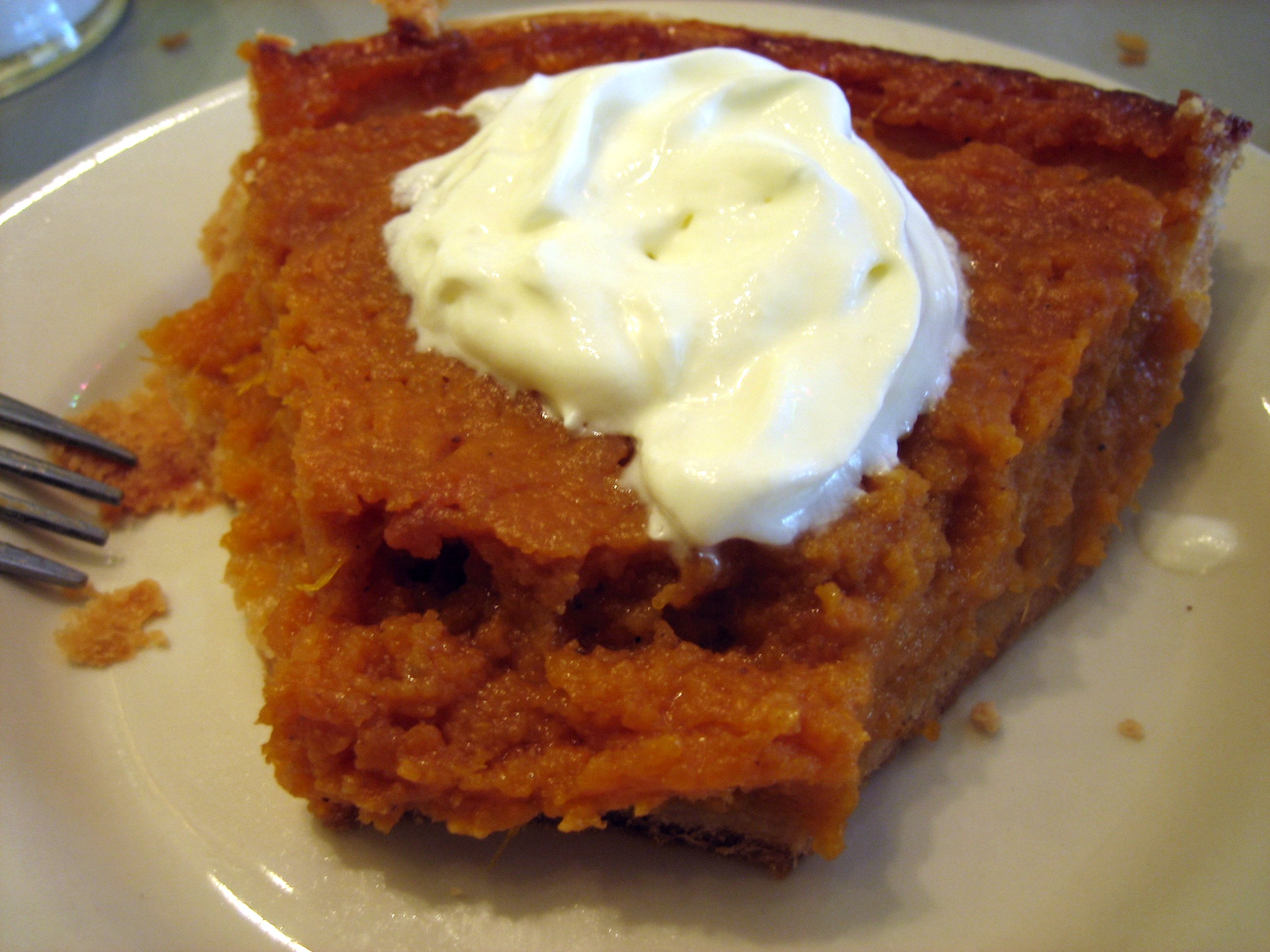
Part de tarte aux patates douces.
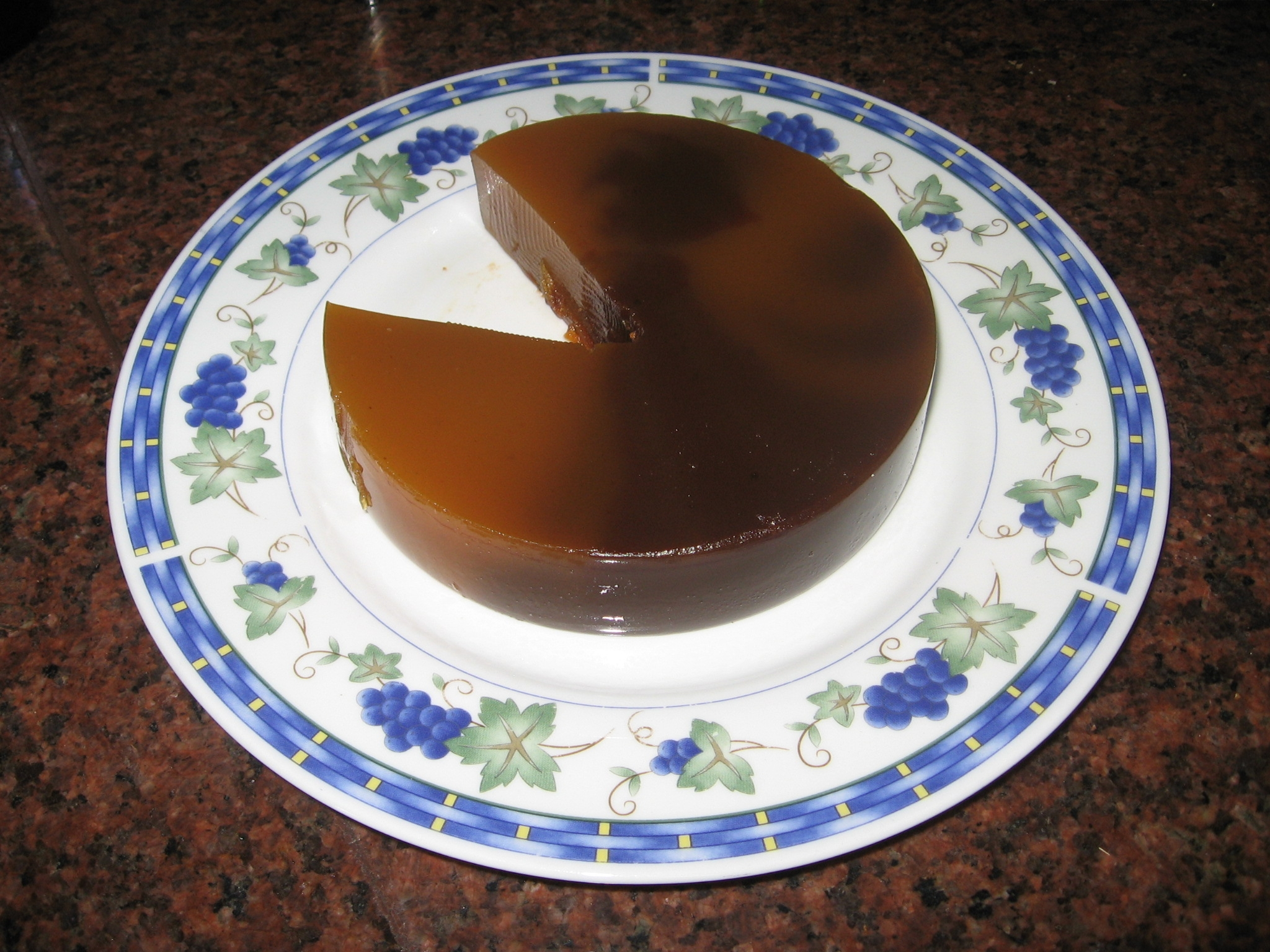
Dulce de batata, dessert d'origine argentine.
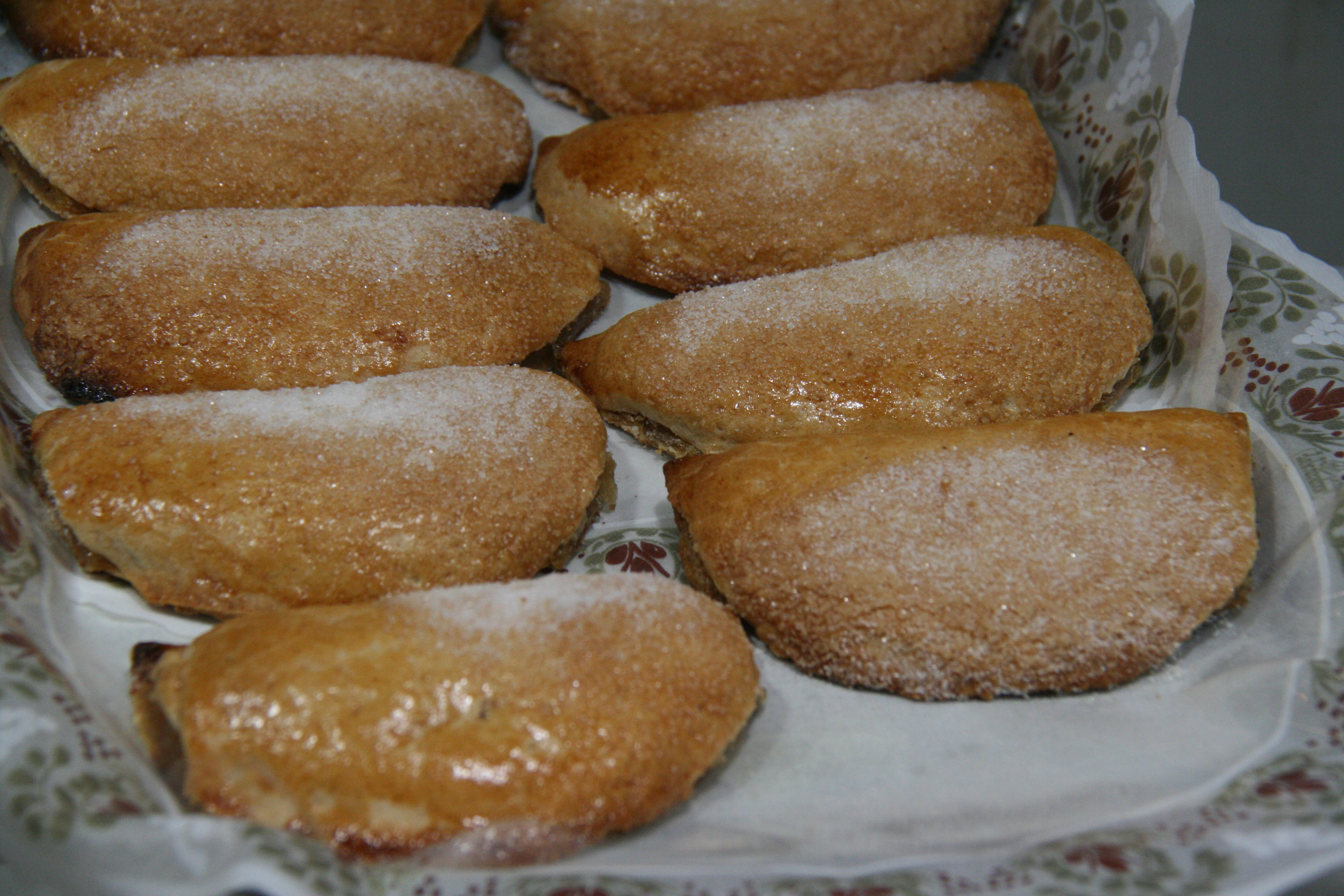
Pasteles de boniato, spécialité valencienne.
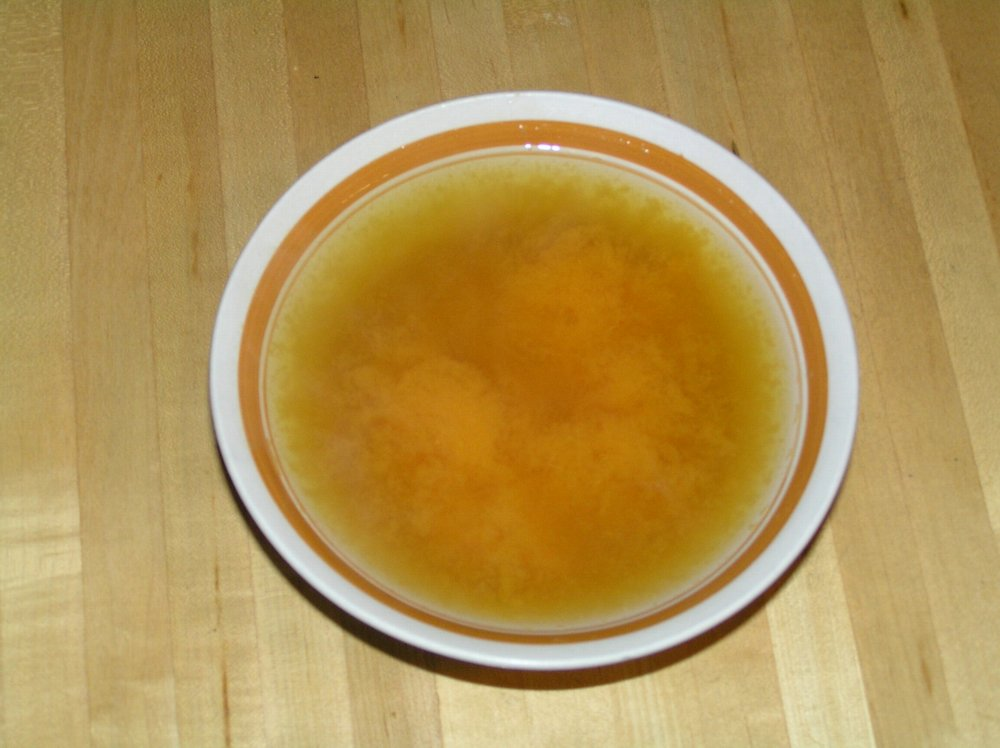
Soupe sucrée de patate douce (Chine, fanshu tangshui 番薯糖水).

#### Feuilles et tiges

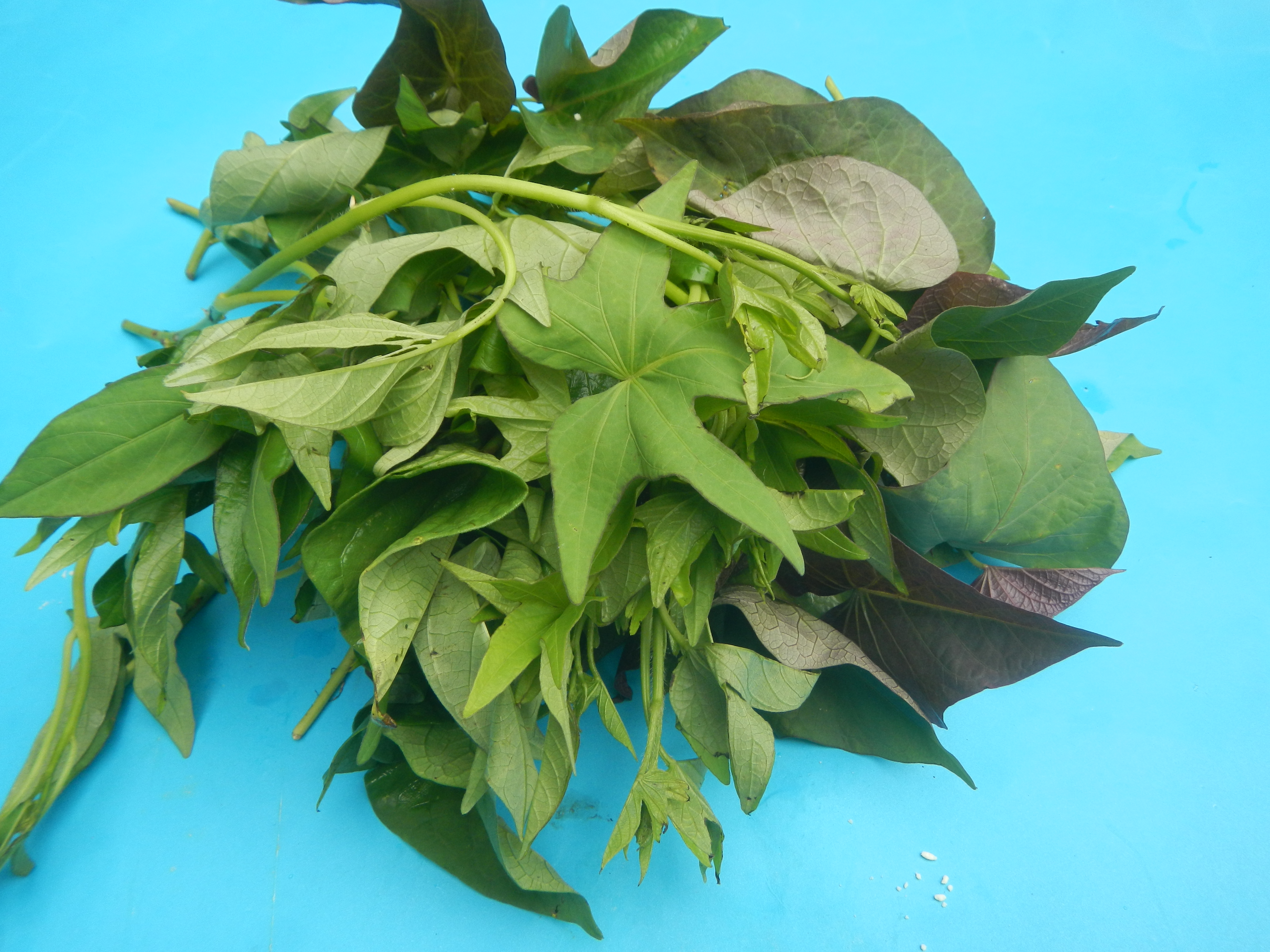
Jeunes pousses feuillées de patate douce (Philippines).

Les feuilles de la patate douce se consomment à la manière des épinards, contrairement à celles de la pomme de terre qui sont toxiques.
Elles sont légèrement mucilagineuses et très fondantes tout en ayant quand même un léger croquant.
Les jeunes feuilles et les pousses servent de condiments.
En Afrique de l'Ouest et à Madagascar, les jeunes feuilles de patate douce sont pilées et blanchies pour être servies avec du riz et de la viande ou du poisson.
En Chine continentale et à Taïwan, les feuilles de patates douces (appelées 番薯叶 / 番薯葉, fānshǔ yè, 地瓜叶 / 地瓜葉, dìguā yè ou 甘薯叶 / 甘薯葉, gānshǔ yè) ont longtemps été utilisées pour l'alimentation animale et étaient jusqu'à récemment considérées comme un aliment de pauvres. Une nouvelle mode culinaire les a mises au goût du jour et elles sont maintenant servies couramment dans les restaurants. Elles sont soit sautées avec de l'ail haché, soit cuites à l'eau et aromatisées à la sauce de soja, soit utilisées dans des soupes.
On prépare les jeunes feuilles et les pointes en les faisant rapidement bouillir dans une petite quantité d'eau. Servies ou préparées avec un corps gras (lait de coco par exemple), les feuilles aideront l'organisme à assimiler la vitamine A qu'elle contiennent. On peut également les faire frire dans un peu d'huile de cuisson, dans une casserole couverte ou même brièvement en friture profonde. On peut ajouter de l'oignon ou de l'ail pour en relever le goût. Elles se marient bien aux soupes et constituent un aliment excellent pour les nourrissons, les femmes enceintes et les mères qui allaitent leur enfant.
En Corée, les Goguma julgi bokkeum, sont des feuilles de patates douces sautées.

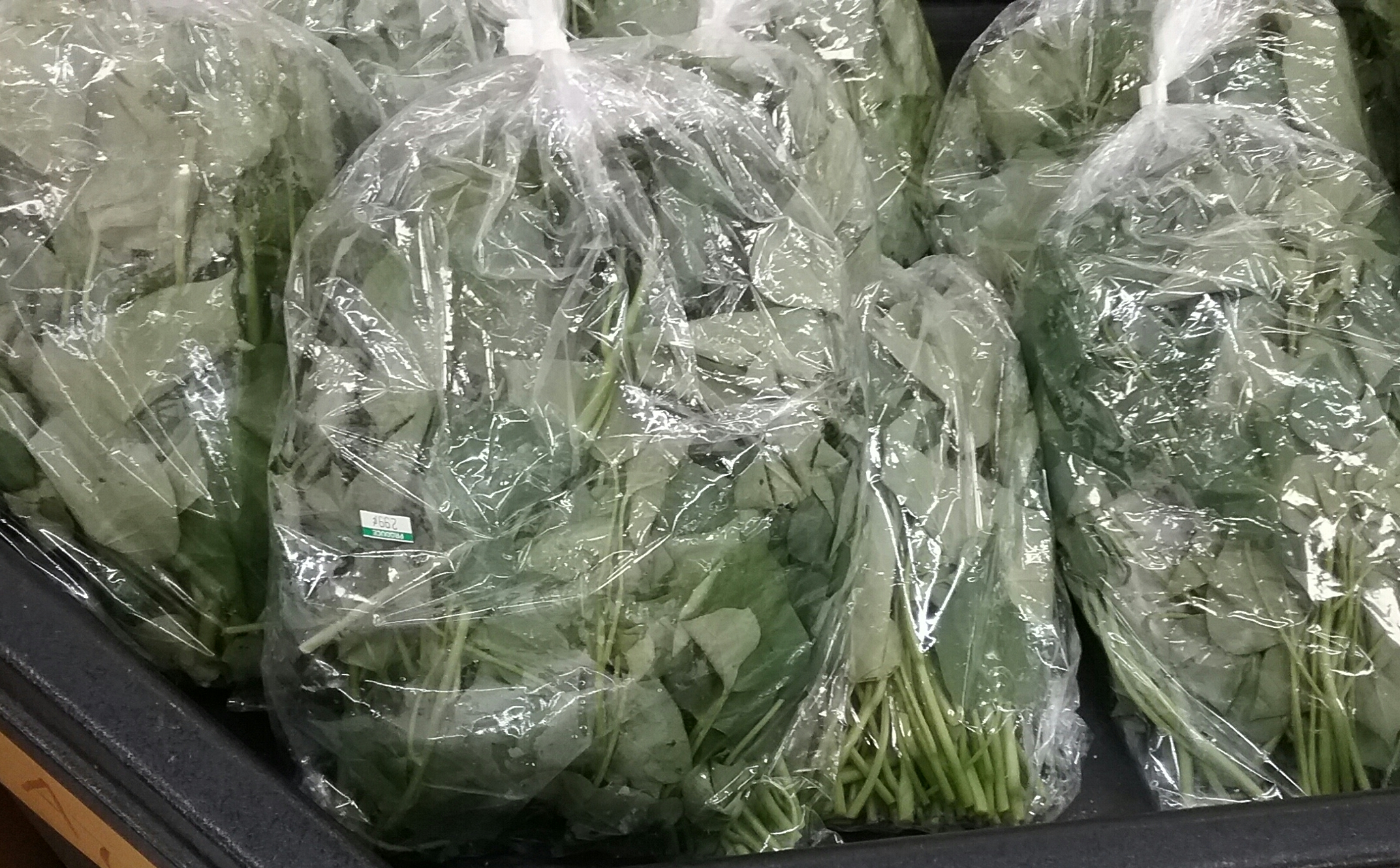
Paquets de feuilles de patate douce en vente dans une épicerie asiatique.
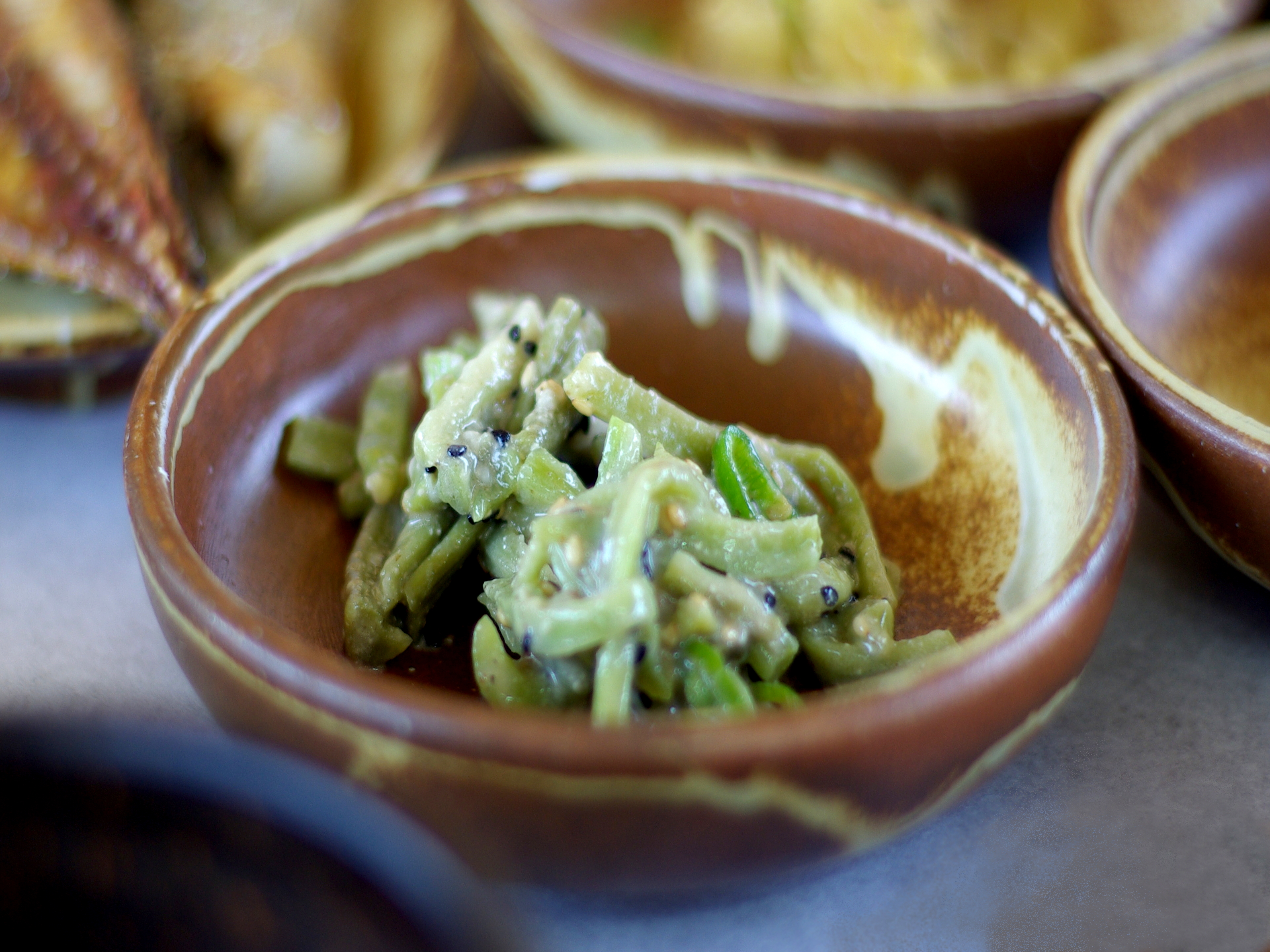
Gogumasun namul, cuisine coréenne (pousses de patate douce sautées et assaisonnées de poudre de périlla).
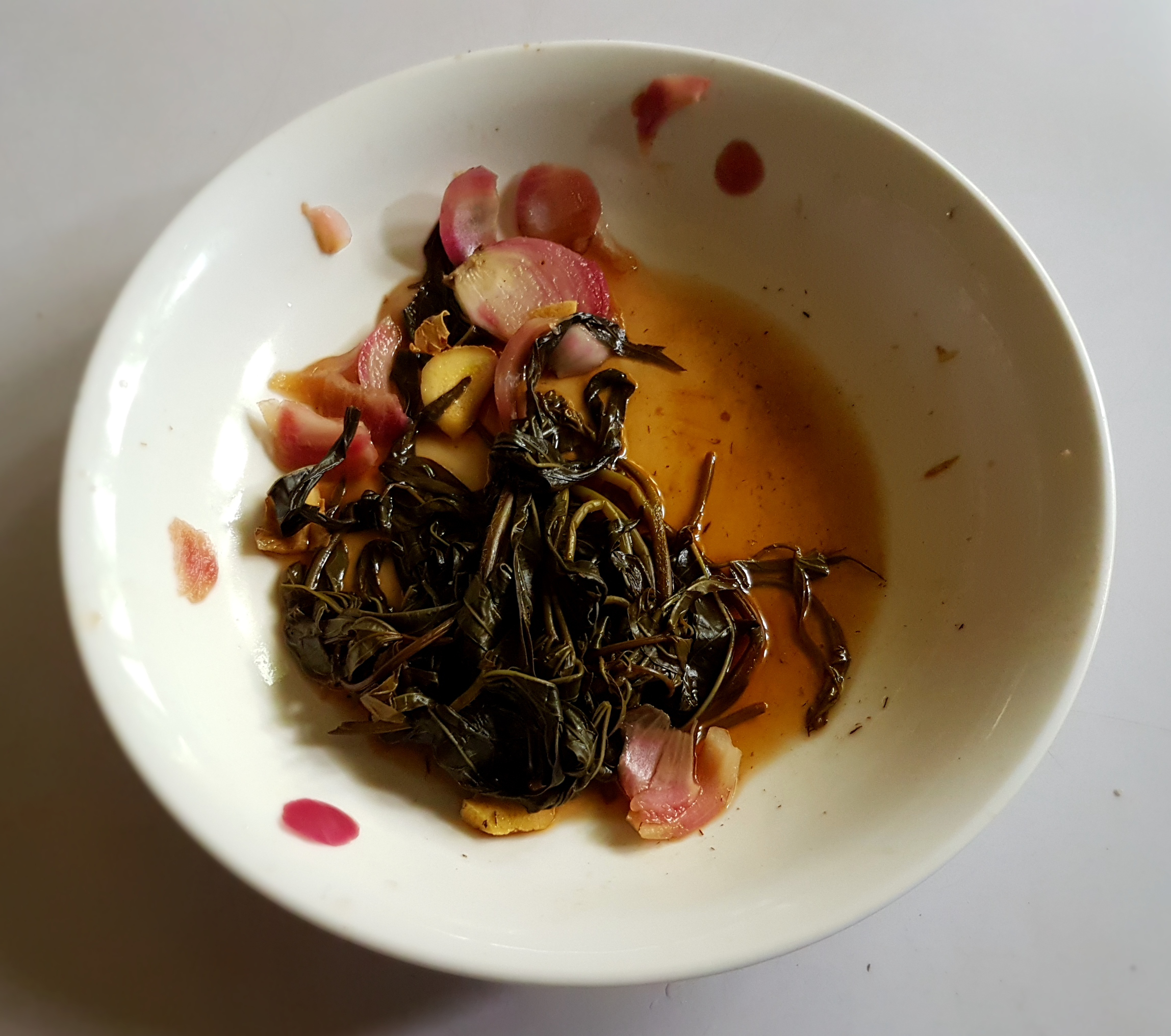
Salade de jeunes feuilles de patate douce (Kinilaw nga galay sa camote, cuisine philippine).
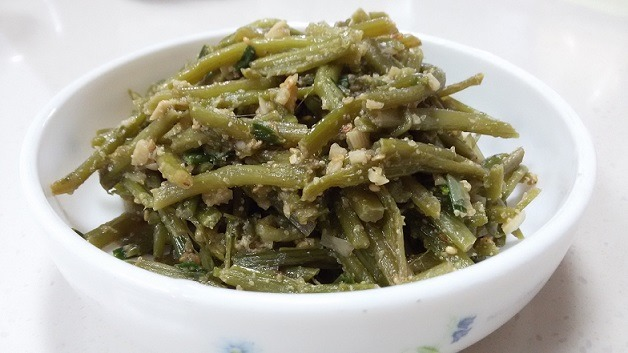
Goguma-julgi-bokkeum (Corée, tiges de patates douces sautées).

Les feuilles de patate douce sont plus riches en protéines, bêta-carotène, calcium, phosphore, fer et vitamine C que l'épinard. Elles sont riches en fibres et aideraient ainsi à prévenir certains types de cancer,,. Elles contiennent environ 3 % de protéines.
C'est une source de vitamine A, vitamine B2, vitamine C, et de sels minéraux. Les feuilles sont peu caloriques.
Des analyses montrent que les feuilles de patate douce fournissent plus d'éléments nutritifs que le chou. Plus les feuilles sont foncées, plus elles contiennent de vitamine A.
Elles sont riches en composés phénoliques, et contiennent des anthocyanines. La FAO classe les feuilles de la patate douce comme un des dix principaux légumes antioxydants d'Asie.

### Alimentation animale
Les tubercules crus, frais ou après stockage, sont donnés aux cochons en Chine, dans certaines régions d'Indonésie (Irian Jaya), en Corée, en Papouasie-Nouvelle-Guinée, en Thaïlande et au Viêt Nam. Ils sont parfois coupés en tranches, mélangés avec les tiges feuillées ou avec d'autres aliments produits sur l'exploitation (par exemple coques de riz ou cosses de maïs), ou même supplémentés en protéines achetées. On recherche alors des variétés à tubercules volumineux et à grand rendement. Dans certains pays les tubercules sont cuits pour améliorer la digestibilité de l'amidon et éliminer le contenu en inhibiteur de trypsine qui limite la croissance des porcs. Un apport complémentaire de protéines est aussi parfois nécessaire.

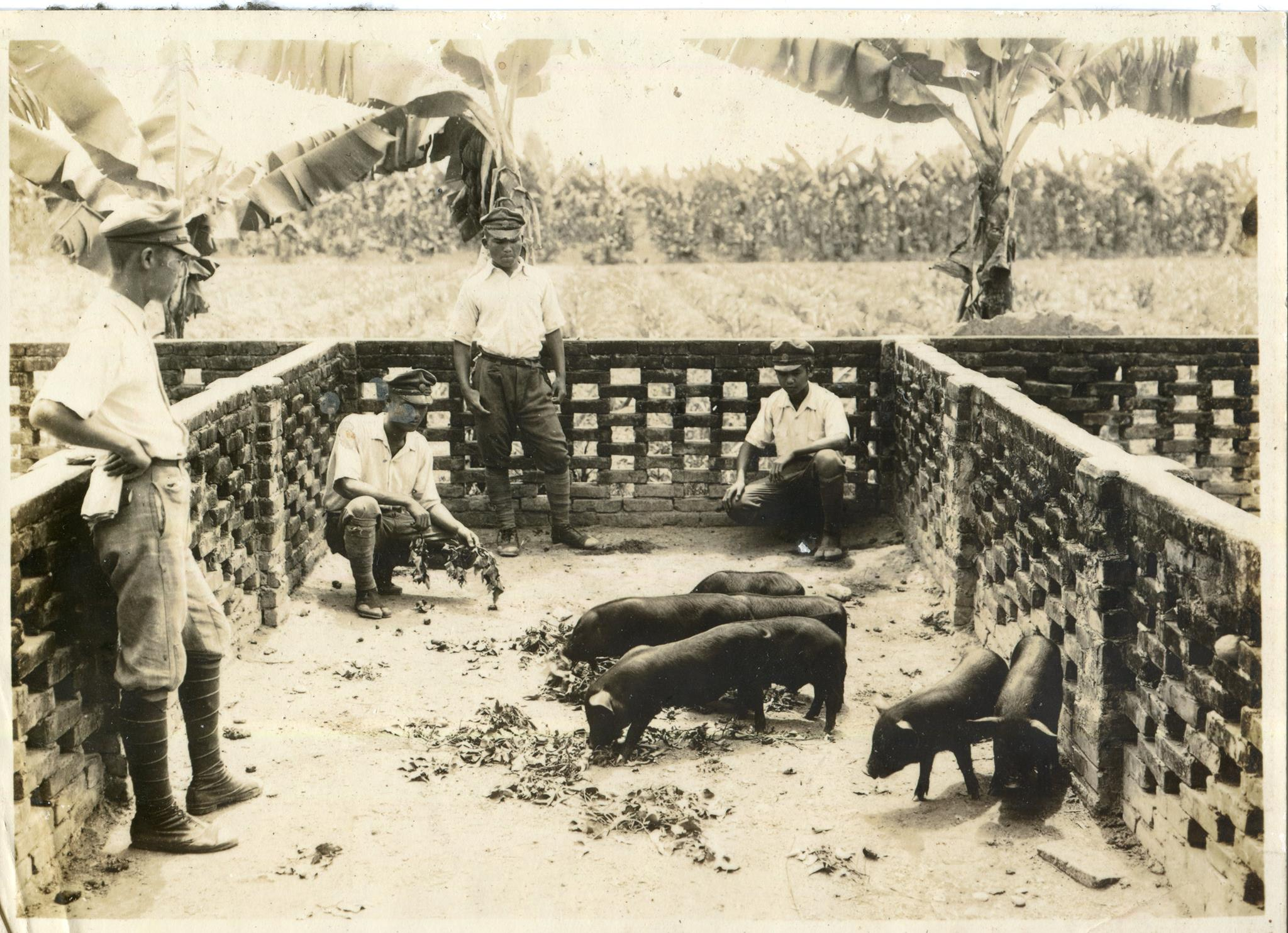
Élèves de l'école intermédiaire de Pingtung Taïwan nourrissant des porcs avec des feuilles de patate douce (avant 1945).

Les parties aériennes de la patate douce, les tiges feuillées, peuvent être utilisées, notamment dans les petites exploitations, comme aliment du bétail, principalement les bovins. Elles constituent un excellent fourrage tant à l'état frais ou desséché qu'après ensilage. Elles représentent un potentiel de production variant selon les variétés de 4 à 6 tonnes de matière sèche par hectare et par culture. Lorsque la patate douce est cultivée comme plante vivace et que les tiges sont coupées à intervalles de 15 à 20 jours, de grandes quantités de fourrage vert peuvent être récoltées. La valeur nutritive du feuillage des patates douces est relativement élevée pour les animaux d'élevage. On considère que 3 kg de feuilles vertes équivalent à 1 kg de maïs avec une valeur nutritionnelle évaluée entre 95 et 100 % de celle du maïs. Les feuilles séchées ont une valeur nutritive supérieure à celle du foin de luzerne. Elles contiennent 22 % de protéines brutes, 46 % de fibres brutes et 9 % de cendres totales. La teneur en protéines brutes digestibles est de 9 % et le total des nutriments digestibles est de 22,4 %.
Dans certains pays asiatiques, principalement la Chine, mais aussi le Viêt Nam, les Philippines, la Corée, et Taïwan, ainsi qu'en Papouasie-Nouvelle-Guinée, s'est mis en place un véritable « système patates-douce-élevage porcin ». Malgré la faible rentabilité de l'élevage des porcs, cette pratique présente des avantages indéniables : procurer des revenus monétaires à de nombreux ménages ruraux, fournir du fumier pour entretenir la fertilité des sols, et convertir par l'intermédiaire des porcs des patates douces de faible valeur en viande ou en produits hautement commercialisables. En Papouasie, il s'ajoute un facteur culturel, car les porcs, considérés comme la créature vivante la plus importante à part l'homme, y bénéficient d'un statut protégé et presque vénéré.

### Plante médicinale
La patate douce est une plante médicinale appréciable, qui possède des activités anticancéreuses, antidiabétiques et anti-inflammatoires.

#### Médecine traditionnelle
Différentes parties de la plante ont été employées dans les médecines traditionnelles. Au Ghana, les tribus Akans utilisaient les feuilles pour traiter le diabète de type 2. Au Brésil, elles servaient à traiter les affections de la bouche et de la gorge infectieuses ou inflammatoires. Au Japon, dans la région de Kagawa, on consommait crus les tubercules d'une certaine variété à chair blanche pour lutter contre l'anémie, l'hypertension artérielle et le diabète. Les tiges étaient utilisées pour traiter la prostatite.
En Inde, dans la médecine populaire ayurvédique, les patates douces sont utilisées dans le traitement des tumeurs de la bouche et de la gorge. Une décoction des feuilles est censée être active comme agent aphrodisiaque, astringent, adoucissant, laxatif, énergisant, bactéricide et fongicide. La patate douce s'est avérée bénéfique dans le traitement d'affections variées : asthme, piqûres d'insectes, brûlures, catarrhe, diarrhée, fièvre, nausées, splénose, troubles gastriques, tumeurs.
On a signalé aussi l'utilisation d'Ipomoea batatas contre la dengue, entraînant une amélioration du nombre de plaquettes.

#### Constituants phytochimiques
| Groupes                 | Phytoconstituants                                                              | Organes                          |
| ----------------------- | ------------------------------------------------------------------------------ | -------------------------------- |
| acides phénoliques      | acide caféique, dérivés de l'acide caféoylquinique, dont l'acide chlorogénique | feuille, racine, peau            |
| coumarines              | esculétine, ombelliférone, péonidine, cyanidine                                | feuille, racine                  |
| triterpènes / stéroïdes | acétate de boehméryl, friedéline                                               | racine, feuille                  |
| sesquiterpénoïdes       | 6-myoporol, 4-hydroxy-déhydro-myoporone, ipoméamarone                          | racine                           |
| alcaloïdes              | calystégine B1, B2, B3, C1, ipomine                                            | tubercule, feuille               |
| flavonoïdes             | tiliroside, astragaline, rhamnocitrine, rhamnétine, kaempférol                 | feuille                          |
| glycosides              | batatines, batatosides                                                         | feuille, racine                  |
| Protéines de stockage   | sporamine / ipomoéine                                                          | racines de stockage (tubercules) |

Les composés phytochimiques présents dans la patate douce sont divers, et varient selon les cultivars. On trouve surtout des flavonoïdes, terpénoïdes, tanins, saponines, glycosides, alcaloïdes, stéroïdes et acides phénoliques. Les variétés orange sont particulièrement riche en β-carotène, tandis que les variétés violet-pourpre sont plus riche en anthocyanes que les autres.

#### Activités pharmacologiques
Un polysaccharide extrait de la patate douce exercerait des effets bénéfiques sur le système immunitaire de l'animal, en augmentant la prolifération des lymphocytes et leur fonction phagocytaire.
Grâce aux composés phénoliques et anthocyanes qu'elle contient, la patate douce pourrait avoir une action positive sur l'oxydation du cholestérol LDL.
Les anthocyanes de la patate douce pourpre ont montré in vitro une activité antioxydante supérieure à la vitamine C2, au chou rouge, à la baie de sureau, au maïs pourpre et aux extraits de pelure de raisin.
Ces anthocyanes joueraient un rôle bénéfique sur la santé cardiovasculaire et sur le foie. Ainsi on a montré que l'ingestion d'une boisson à base de patates douces pourpres améliore les fonctions hépatiques chez les sujets à risque d'hépatite, en réduisant le niveau des marqueur hépatiques dans le sérum et le taux des enzymes hépatiques.
D'après des essais chez l'animal, des extraits d'anthocyanes de patate douce pourpre diminueraient l'incidence du cancer colorectal et la progression de l'athérosclérose. D'autres études chez l'animal montrent que ces mêmes anthocyanes ont un effet protecteur sur le foie en le protégeant par exemple des dommages dus à de fortes doses de paracétamol. Certains pigments de la patate douce pourpre peuvent ralentir la détérioration de la fonction cognitive et même inverser la détérioration de la mémoire chez les souris en réduisant l'inflammation et le stress oxydatif dans le cerveau.
Des études ont montré que la patate douce a le pouvoir de diminuer la glycémie et la résistance à l'insuline tant chez l'homme que chez l'animal. Les cultivars à peau blanche, ‘White Star' (pakistanais) et ‘Beauregard' (américain) ont permis d'abaisser la glycémie chez des patients souffrant de diabète de type 2. Au Japon, un complément alimentaire appelé Caiapo, produit à partir d'extraits de peau de patates douces blanches, a été commercialisé pendant une vingtaine d'années pour lutter contre le diabète,. La diminution de la glycémie chez les patients diabétiques semble liée à une augmentation du niveau sanguin de l'adiponectine, hormone adipocytaire qui agit sur le métabolisme de l'insuline. Plus généralement l'activité anti-diabétique de la patate douce est attribuée à son contenu phytochimique. Une certaine protéine, l'arabinogalactane, de la patate douce blanche, contribuerait à ces vertus antidiabétiques.
In vitro, des extraits de tubercule et de feuilles ont montré une certaine efficacité pour empêcher les mutations cellulaires et la croissance de cellules cancéreuses. Une protéine inhibitrice de la trypsine contenue dans la patate douce, a montré in vitro un fort effet antioxydant. Cela pourrait entrer dans la prévention du cancer, plus particulièrement de la leucémie.
Les feuilles de patate douce ont également démontré leur capacité à faciliter la relaxation de l'aorte chez le rat. Cela suggère que les composants bioactifs contenus dans les feuilles ont la capacité de promouvoir une protection supplémentaire de l'endothélium vasculaire, offrant ainsi une protection contre les maladies cardiovasculaires.
Une étude menée à Taïwan a montré qu'une consommation accrue de légumes riches en vitamine A, en particulier de feuilles de patate douce, pourrait offrir une protection potentielle contre le cancer du poumon.
Selon une étude, ce sont les feuilles de patate douce qui contiendraient le plus de composés phénoliques, suivies de la pelure puis de la chair, davantage même que la plupart des légumes-feuilles.

### Transformation
La patate douce est transformée et utilisée sous différentes formes dans diverses parties du monde.

#### Farine et fécule

Schéma des processus de transformation et modes d'utilisation de la patate douce.

La farine de patate douce peut être utilisée seule ou en complément de la farine de céréales, ainsi que comme stabilisant dans l'industrie des crèmes glacées.
L'amidon peut être produit à partir de la patate douce de la même manière qu'avec les autres racines amylacées, à la différence près que la solution doit être alcaline (pH 8) en ajoutant de la chaux, qui permet de prévenir le brunissement enzymatique dû aux polyphénol-oxydases, et aide à floculer les impuretés et à dissoudre les pigments. Les variétés les plus adaptées pour l'extraction de l'amidon sont celles à haute teneur en matière sèche (de 34 à 41 %) qui ont également une teneur élevée en amidon total (25 à 27 %). La production d'amidon de patate douce, qui représente seulement 9 % de la production mondiale d'amidon, est surtout développée en Asie de l'Est. La part de la Chine est estimée à 95 %. On utilise cette fécule dans la fabrication de sirop d'amidon, de glucose et de sirop de glucose isomérisé, d'agents épaississants, mais aussi pour produire des boissons à base d'acide lactique, du pain et d'autres confiseries, ainsi que des spiritueux distillés, comme le shōchū au Japon. Les nouilles et les saccharides isomérisés utilisés comme édulcorants pour les boissons sans alcool sont également fabriqués à partir d'amidon de patate douce en Chine, au Japon et au Viêt Nam. L'amidon de patates douces sert aussi à produire du bioéthanol, du glutamate de monosodium, de l'acide lactique et d'autres composés chimiques. En Chine, de loin le plus gros producteur de patates douces du monde, environ 10 % de la production est transformée en fécule qui sert essentiellement à la fabrication de nouilles. Cette industrie, concentrée surtout dans les provinces de Sichuan et Shandong, est le fait de petites unités familiales ou villageoises, peu avancées sur le plan technologique. La production chinoise d'amidon de patates douces est estimée à plus de 2 millions de tonnes.

#### Boissons

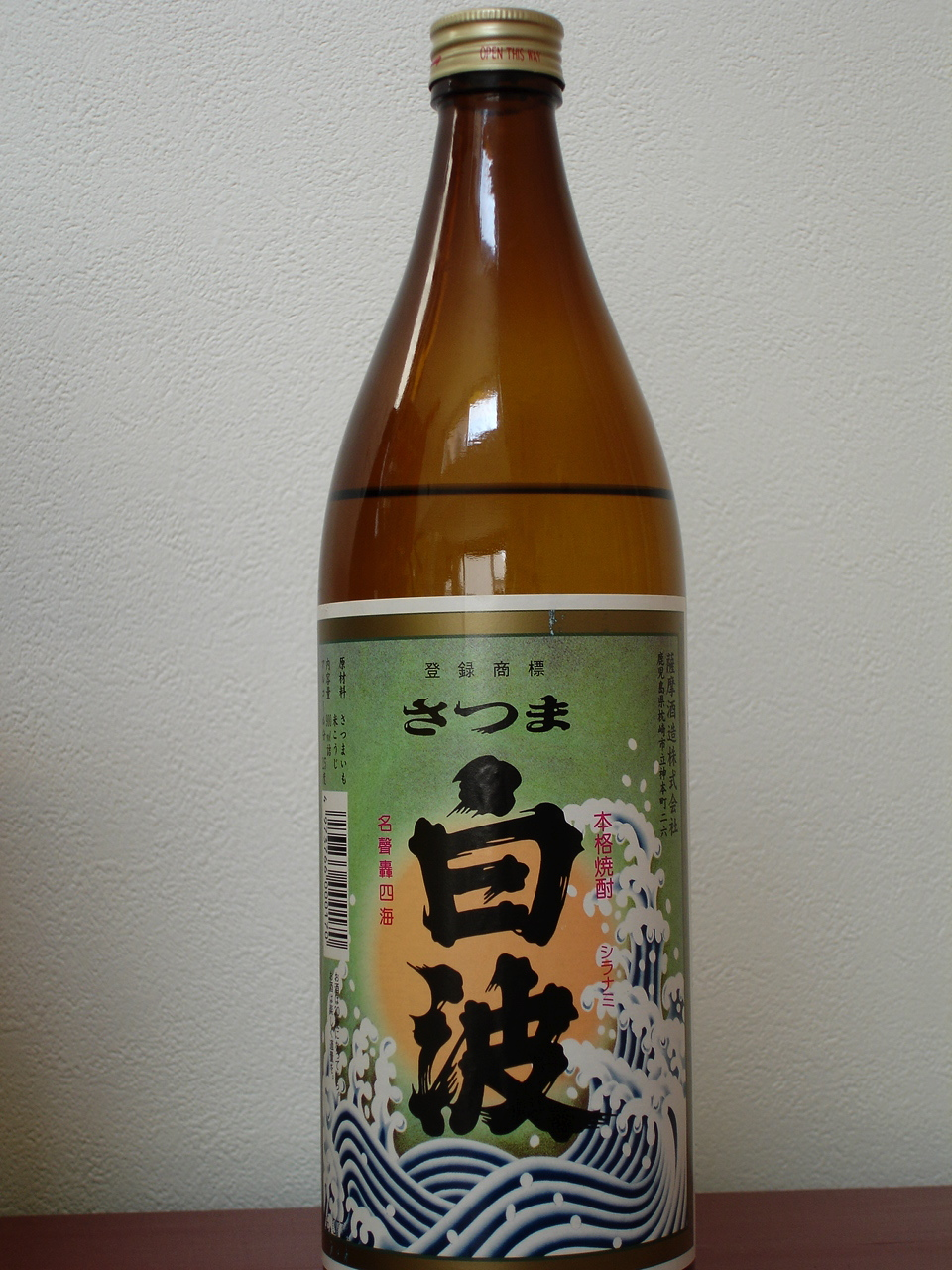
Bouteille de Satsuma Shōchū, boisson japonaise obtenue par fermentation de tubercules de patates douces.

Des boissons non alcoolisées sont préparées à partir de patates douces, notamment aux Philippines et en Inde. Une boisson fruitée à base de patate douce contient en plus de la purée de patate douce, du sucre, de l'acide citrique et de l'acide ascorbique. Les patates douces à chair orange produisaient des boissons à la couleur et à l'arôme agréable. qui peut encore être amélioré en ajoutant de la pulpe de fruits tels que goyave, ananas, citron, etc.
On prépare aussi ces boissons en mélangeant la pulpe de patate douce, à chair crème ou orange, cuite et écrasée, avec la pulpe de mangue mûre ou de jus de fruits (orange, citron, ananas, etc.).
La commercialisation de boissons et de yaourts à la patate douce a commencé au Japon en 1997 et ces produits sont maintenant très populaires. La brasserie Koedo Kawagoe, située à Kawagoe au Japon, produit depuis 1996 de la bière à partir de patates douces locales rôties. Cette bière contient 7 % d'alcool et a un goût intermédiaire entre ceux de la bière et du vin, et légèrement sucré.
Au Japon, on produit également une liqueur distillée traditionnelle à base de patate douce (ou d'autres sources telles que le riz, l'orge, le sarrasin, etc.), le satsuma shōchū. Le processus consiste à préparer un bouillon de fermentation à base de riz blanc, avec un moût d'amorçage appelé koji (contenant des moisissures comme Aspergillus niger). Ce bouillon mélangé à la levure traditionnelle (Saccharomyces cerevisiae) subit une fermentation avant d'être mélangé avec la bouillie de patate douce cuite à la vapeur. Une incubation supplémentaire à 30 °C pendant 10 jours donne un bouillon contenant 13 à 15 % d'alcool, qui est distillé pour obtenir la liqueur titrant de 20 à 40 % d'alcool.

#### Conserve

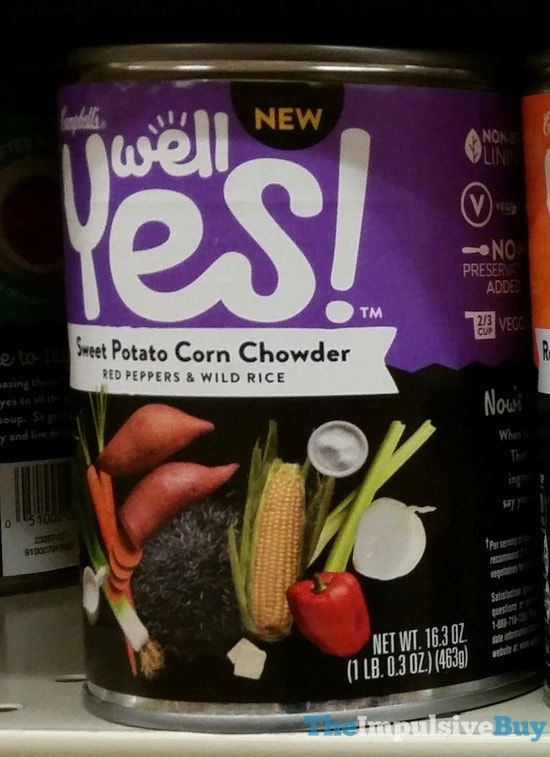
Conserve de chaudrée au maïs et à la patate douce de Campbell (États-Unis).

La mise en conserve de patates douces est une pratique courante aux États-Unis car elle permet de prolonger la durée de stockage et d'assurer la disponibilité du produit toute l'année. La patate douce en conserve est également largement disponible dans des pays tels que l'Australie, Taïwan et les Pays-Bas.
Les variétés à chair jaune sont préférées pour cette utilisation. Les tubercules sont découpés en gros morceaux, conditionnés dans des pots, chauffés à 85 °C et immédiatement scellés de façon hermétique.

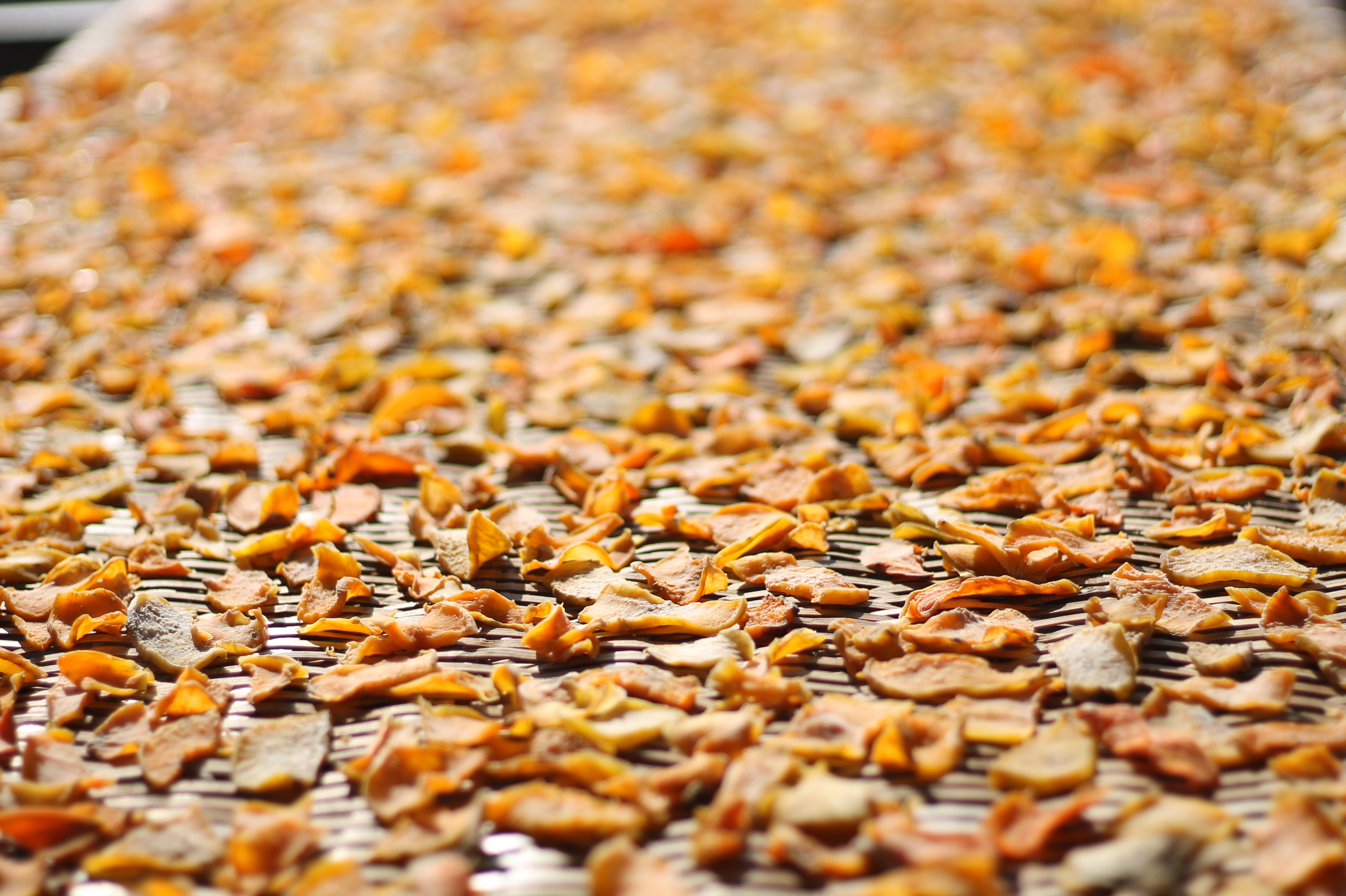
Séchage en extérieur de patates douces coupées en lamelles (Chine).

#### Autres

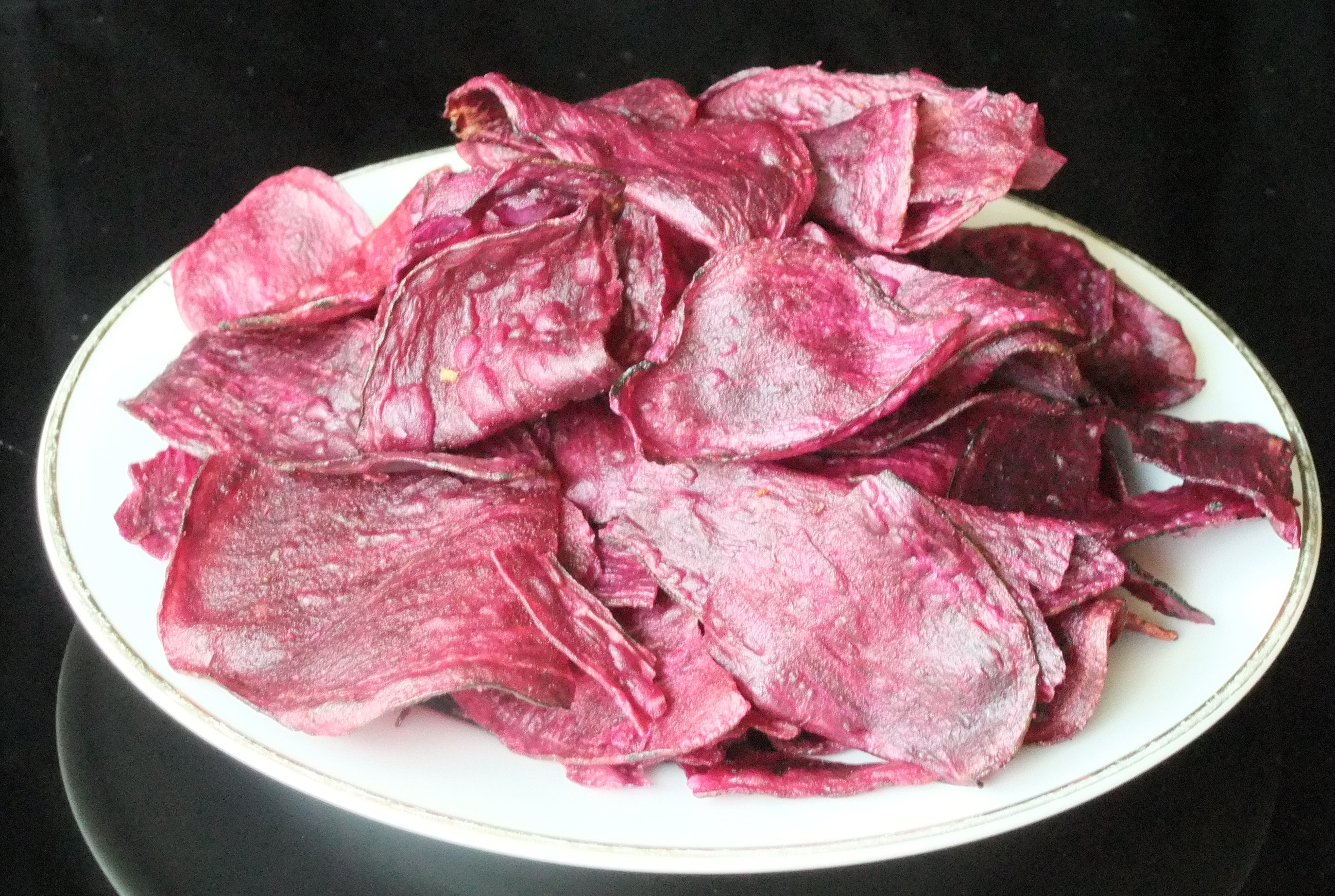
Chips de patates douces (Indonésie).

La patate douce peut être transformée en chips de la même manière que la pomme de terre.

Transformée en pâte à partir de tubercules étuvés et râpés elle est la base de diverses douceurs, brioches, gâteaux, petits pains et beignets soufflés.
Râpée, fermentée pendant 1 à 2 jours, puis rôtie, la patate douce donne du « sparri » (néologisme formé sur « garri » avec « sp » pour sweet potato) produit de la même manière que le garri produit à partir du manioc. Ce produit aussi savoureux que le garri de manioc se conserve bien.
Du catsup (ou ketchup), condiment bien connu à base de tomates, peut être préparé en substituant jusqu'à 80 % de la tomate par de la patate douce, ingrédient moins coûteux dans certains pays tropicaux. Ce ketchup, commercialisé notamment en Malaisie et en Indonésie, nécessite cependant de choisir des variétés bien adaptées, riches notamment en béta-carotène.
Colorants alimentaires : pigments violets de patate douce.

### Plante ornementale

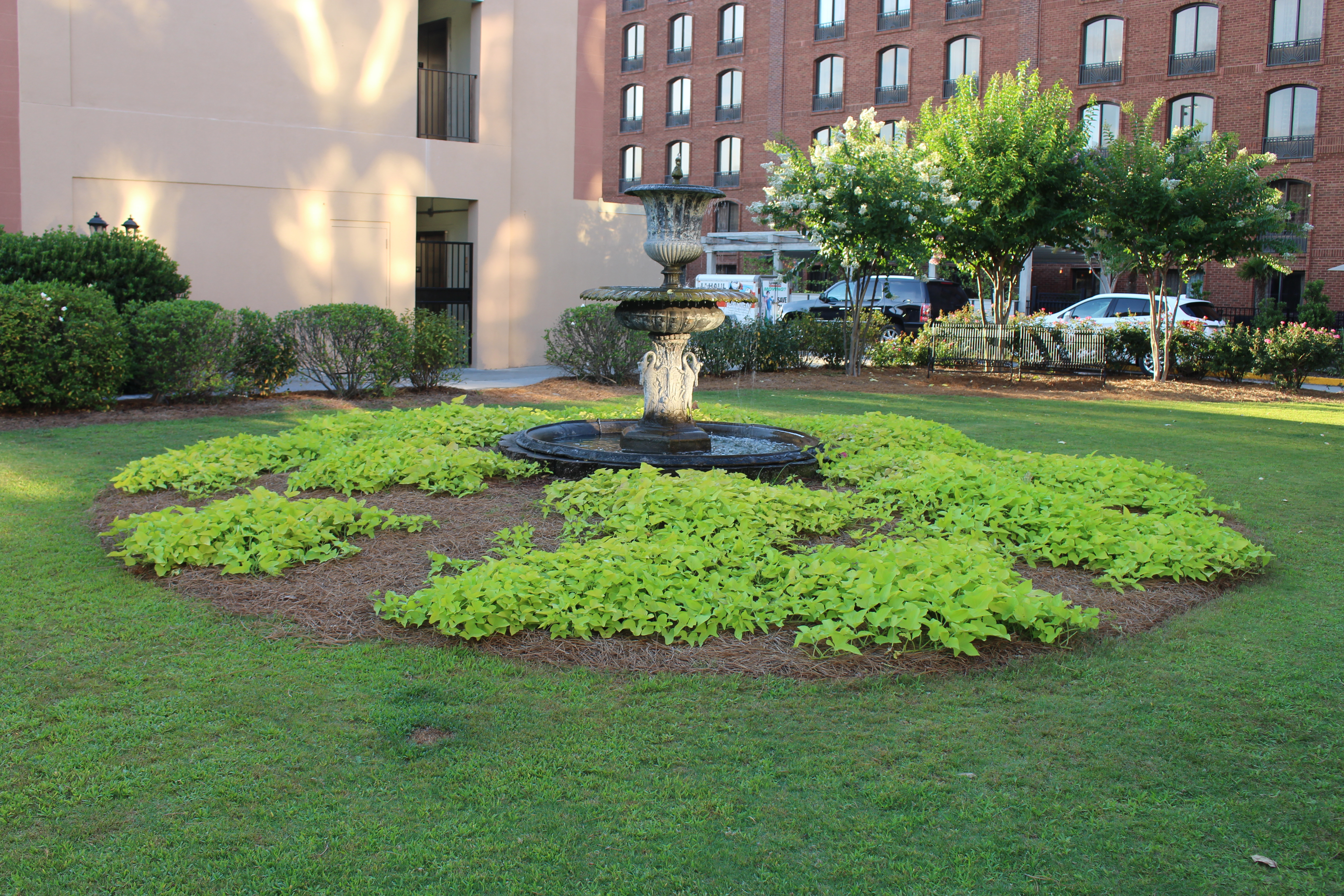
Patates douces utilisées en couvre-sol dans un parc public à Savannah (Géorgie).

Certaines variétés de patates douces sont sélectionnées pour leurs feuilles de formes et de couleurs particulières, qui peuvent être violet plus ou moins foncé, vert-jaune, panachées, tachetées, etc., et leurs fleurs qu'elles produisent en plus grande quantité que les variétés alimentaires. Elles sont utilisées en cultures ornementales en extérieur, dans des conteneurs ainsi que dans des bordures et plates-bandes où elles peuvent faire office d'excellents couvre-sol, souvent traitées comme annuelles sous climat tempéré car mourant aux moindre gel, ou comme vivaces en climat chaud (comme en Floride). Les patates douces ornementales peuvent aussi se cultiver en plantes d'appartement.
Les tubercules qu'elles produisent et leurs feuilles, sont comestibles mais le tubercule est plus petit et produit en plus faible quantité que les variétés sélectionnées pour l'alimentation et parfois plutôt amer.

Quelques cultivars de patates douces d'ornement
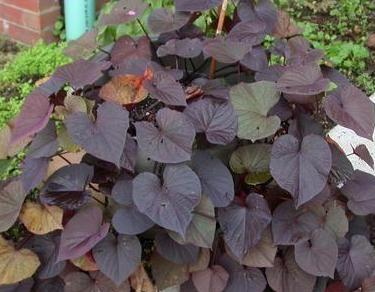
'Ace of Spades'.
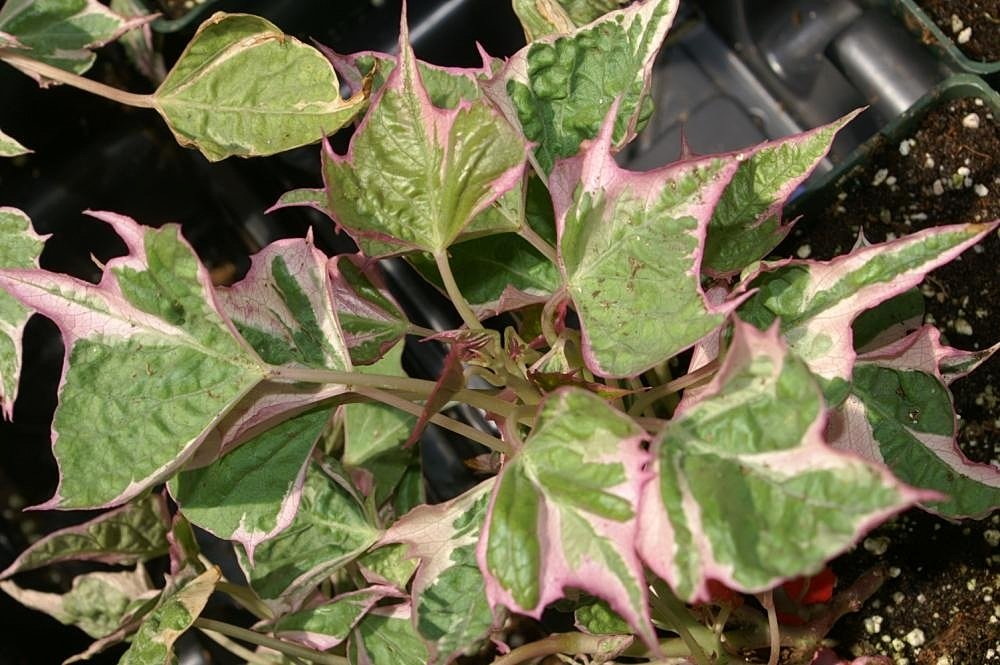
'Tricolor'.
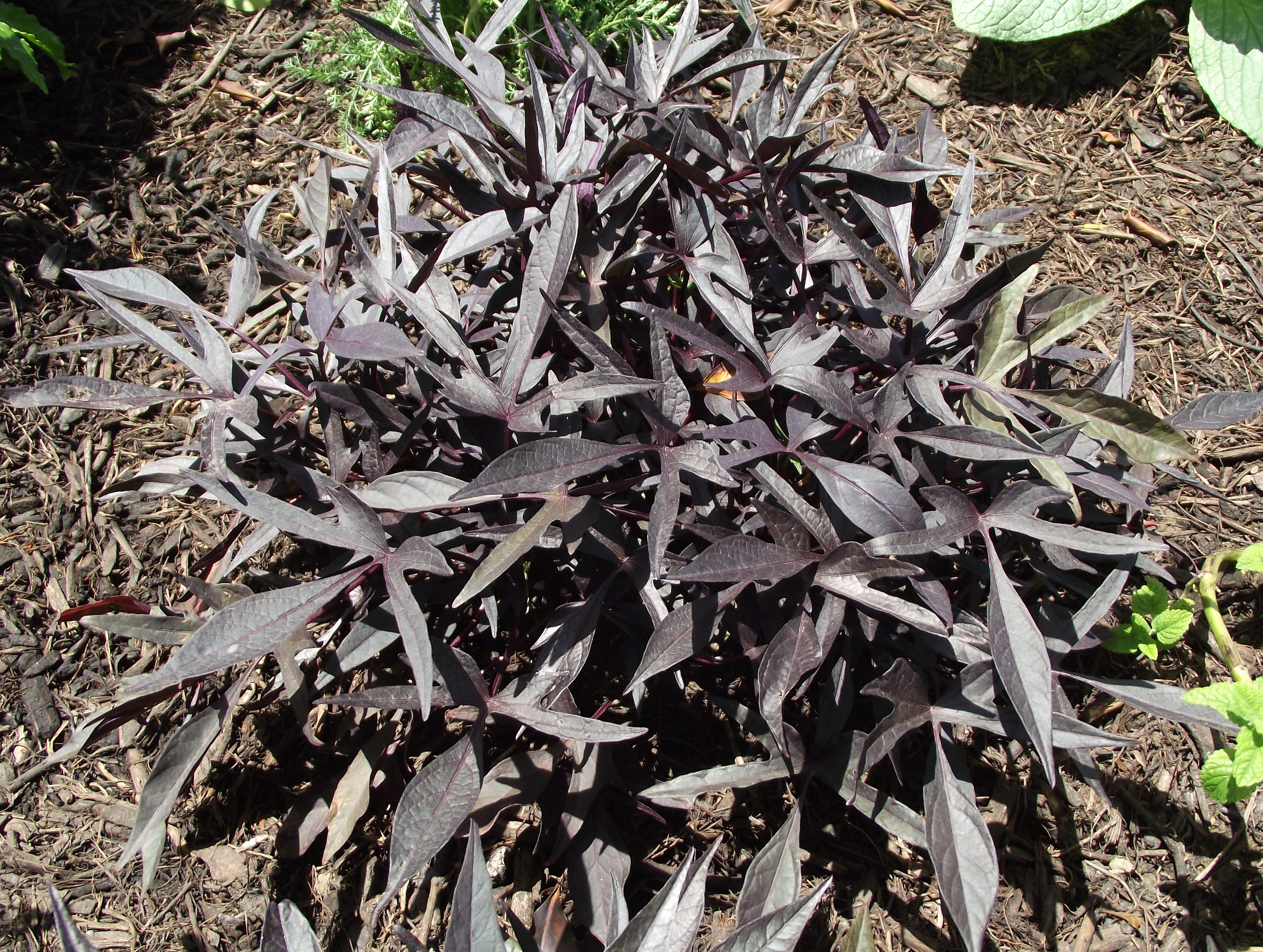
'Illusion Midnight Lace'.
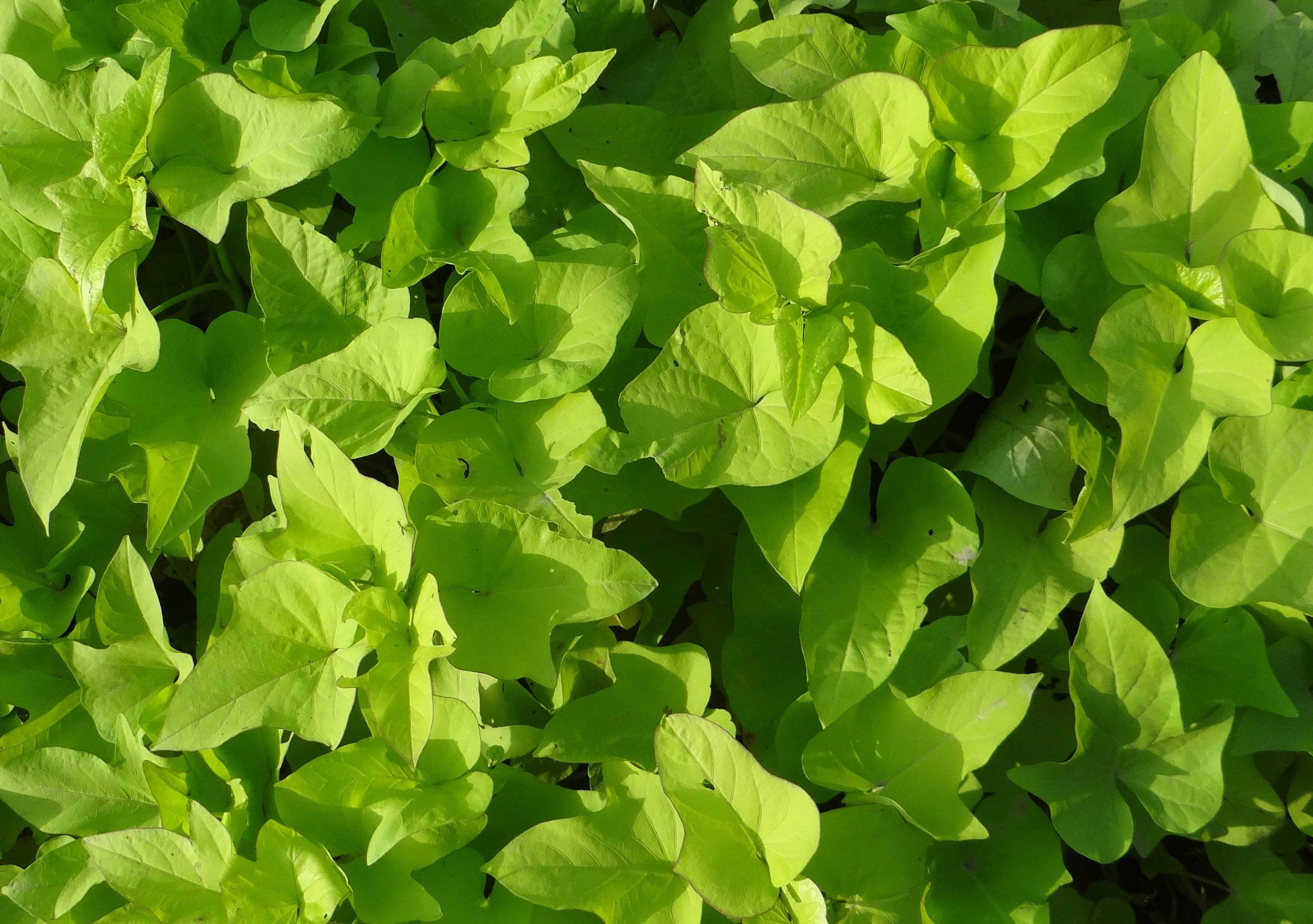
'Sweet Caroline'.
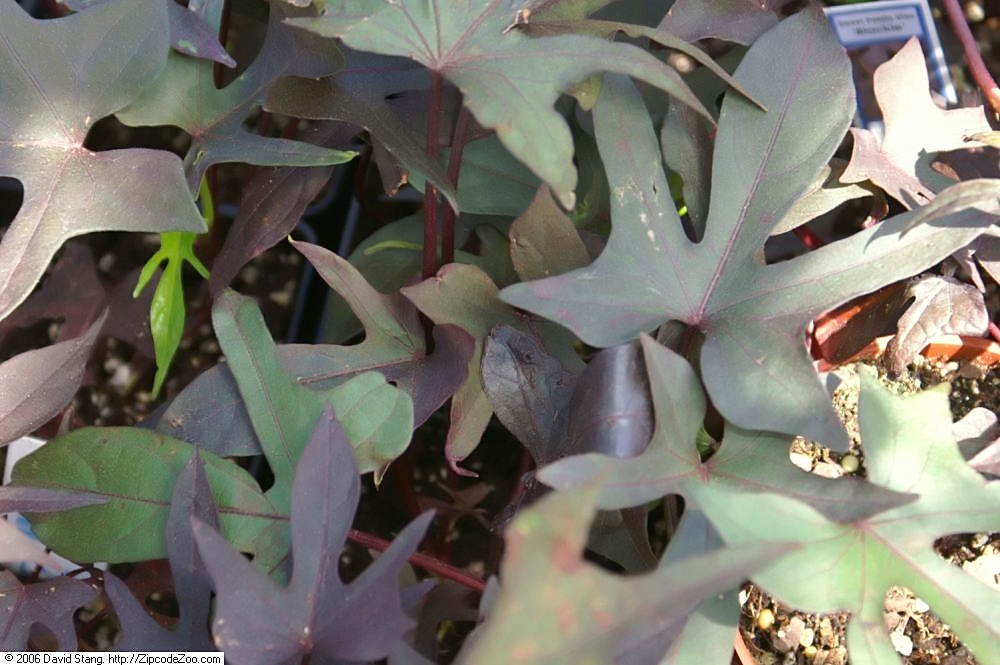
'Blackie'.

#### Variétés cultivées
Aux États-Unis, il existe six grands types de patates douces ornementales cultivées comme plantes ornementales annuelles d'extérieur :
- 'Blackie', au feuillage pourpre foncé, aux fleurs lavande et aux tubercules comestibles ;
- 'Terrace Lime' et 'Margarita', à croissance très vigoureuse, connue également sous le nom de 'Sulfur', aux grandes feuilles vert chartreuse, brillantes, et aux fleurs lavande ;
- ‘Black Heart', connue également sous le nom d''Ace of Spades', aux feuilles cordiformes de couleur pourpre bordeaux ;
- ‘Tricolor', également connue sous le nom de 'Pink Frost ', aux feuilles panachées, de couleur vert pâle, blanche et bordée de rose ;
- 'Lady Fingers', aux feuilles vertes, délicates, divisées en lobes longs et minces ressemblant à des doigts, et aux tiges et nervures de couleur bordeaux.

## Économie

### Production

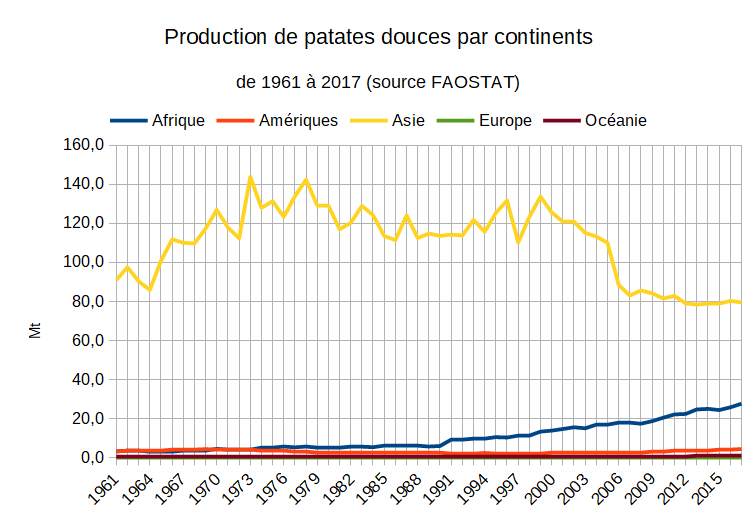
Évolution de la production de 1961 à 2017.

La production mondiale de patate douce était de 120 à 145 millions de tonnes de 1990 à 2006 et est descendue aux environs de 100 millions de tonnes (Mt) par an depuis 2006, date à laquelle la Chine a réduit sa production de 20 %. Sur la période 2014-2016, la Chine reste le premier producteur avec plus de 71 Mt (source FAOSTAT) soit 68 % de la production mondiale estimée à 104 Mt. Le second et le troisième producteur sont africains, avec respectivement 3,7 % (Nigeria) et 3,4 % (Tanzanie) de la production mondiale. (cf tableau1 ci-dessous); 50 % de l'offre mondiale est destinée à la consommation alimentaire humaine, 30 % à l'alimentation animale (une demande en forte hausse), le reste servant de semences et autres aspects culturaux.
La Chine a un rendement moyen de 21,5 t/ha, l'Indonésie de 16,0 t/ha, l'Inde de 11,0 t/ha, le Vietnam de 10,6 t/ha et les États-Unis de 23,0 t/ha tandis que la Tanzanie se situe à 4,8 t/ha, le Nigeria à 2,6 t/ha et la Tanzanie à 4,8 t/ha. (tableau 2).

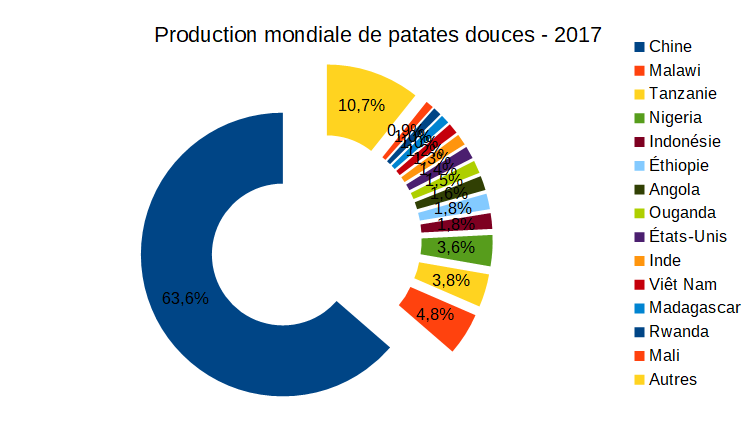

| Pays      | Production (tonnes) | Surface cultivée (ha) | Rendement (q/ha) |
| --------- | ------------------- | --------------------- | ---------------- |
| Afrique   | 27 720 784          | 4 715 295             | 5,88             |
| Amériques | 4 506 829           | 348 093               | 12,95            |
| Asie      | 79 600 417          | 3 973 206             | 20,03            |
| Europe    | 85 652              | 3 461                 | 24,75            |
| Océanie   | 921 633             | 162 721               | 5,66             |
| Monde     | 112 835 316         | 9 202 777             | 12,26            |

| Pays       | Production (tonnes) | Surface cultivée (ha) | Rendement (q/ha) |
| ---------- | ------------------- | --------------------- | ---------------- |
| Chine      | 71 796 500          | 3 362 871             | 21,35            |
| Malawi     | 5 472 013           | 271 449               | 20,16            |
| Tanzanie   | 4 244 370           | 800 057               | 5,31             |
| Nigeria    | 4 013 786           | 1 619 876             | 2,48             |
| Indonésie  | 2 023 000           | 113 000               | 17,90            |
| Éthiopie   | 2 008 293           | 246 503               | 8,15             |
| Angola     | 1 857 797           | 206 727               | 8,99             |
| Ouganda    | 1 656 981           | 391 974               | 4,23             |
| États-Unis | 1 616 880           | 64 470                | 25,08            |
| Inde       | 1 460 000           | 128 000               | 11,41            |
| Viêt Nam   | 1 352 516           | 121 634               | 11,12            |
| Madagascar | 1 140 947           | 139 646               | 8,17             |
| Rwanda     | 1 078 973           | 184 609               | 5,84             |
| Mali       | 1 020 878           | 59 172                | 17,25            |
| Monde      | 112 835 316         | 9 202 777             | 12,26            |

### Échanges
Le commerce international de patates douces est très limité, la production étant essentiellement destinée à la consommation locale. Les exportations ne portant que sur 0,6 % de la production mondiale, mais elles sont en progression. Les États-Unis, avec près de 300 000 tonnes, sont le principal pays exportateur. Les importations se dirigent principalement, pour environ 425 000 tonnes (soit 70 % du total), vers l'Europe, d'abord vers le Royaume-Uni et vers les Pays-Bas. Ces derniers, pays de transit portuaire, en réexportent environ les 2/3 vers le reste de l'Europe.
| Pays        | tonnes  | valeur (1000 $ US) |
| ----------- | ------- | ------------------ |
| États-Unis  | 292 350 | 183 999            |
| Pays-Bas    | 71 160  | 92 786             |
| Chine       | 44 230  | 55 606             |
| Viêt Nam    | 42 953  | 85 699             |
| Espagne     | 37 788  | 32 303             |
| Canada      | 30 291  | 16 893             |
| Mali        | 25 532  | 1 090              |
| Honduras    | 14 816  | 10 125             |
| Royaume-Uni | 14 583  | 14 980             |
| Égypte      | 13 593  | 16 838             |
| Belgique    | 11 262  | 8 547              |
| Laos        | 10 868  | 4 494              |
| Indonésie   | 10 588  | 10 285             |
| Monde       | 688 458 | 596 598            |

| Pays            | tonnes  | valeur (1000 $ US) |
| --------------- | ------- | ------------------ |
| Royaume-Uni     | 156 825 | 106 519            |
| Pays-Bas        | 110 245 | 87 444             |
| Canada          | 66 226  | 46 504             |
| France          | 47 339  | 39 933             |
| Belgique        | 33 995  | 25 981             |
| Allemagne       | 32 152  | 42 324             |
| Thaïlande       | 18 796  | 14 090             |
| Japon           | 18 411  | 22 599             |
| États-Unis      | 12 171  | 15 067             |
| Malaisie        | 11 500  | 7 605              |
| Arabie saoudite | 10 167  | 4 694              |
| Singapour       | 9 257   | 10 071             |
| Irlande         | 7 451   | 6 062              |
| Monde           | 617 338 | 510 401            |

Pour ce qui concerne la France métropolitaine, les importations nettes (import - réexportation) sont en croissance rapide. Avec plus de 40 000 tonnes en 2017, elles ont augmenté de +344 % depuis 2011. La France est en 2017 le 2e importateur net européen derrière le Royaume-Uni (142 200 t) mais devant les Pays-Bas (39 100 t), l'Allemagne (29 100 t) et la Belgique (22 700 t). Au niveau européen (UE28) les importations nettes atteignaient 27 100 t en 2017. Quatre pays de l'Union européenne produisent des patates douces (dans l'ordre : Espagne, Portugal, Italie, Grèce) pour un total de 85 652 t en 2017.
La production des Dom/Tom est d'environ 2500 t, principalement à la Guadeloupe et à la Réunion.

### Productivité
La patate douce est une culture très productive, dont le rendement en matière sèche est supérieur à celui des principales cultures de céréales et tubercules alimentaires.
| Culture        | Matière sèche (kg /ha /j) | Apport énergétique (10³ kcal /ha /j) |
| -------------- | ------------------------- | ------------------------------------ |
| Patate douce   | 22                        | 70                                   |
| Pomme de terre | 18                        | 54                                   |
| Igname         | 14                        | 47                                   |
| Manioc         | 13                        | 27                                   |
| Riz            | 18                        | 49                                   |
| Blé            | 14                        | 40                                   |

### Consommation
La consommation moyenne de patates douces dans le monde est estimée en 2013 à 8,5 kg par habitant et par an, avec des valeurs contrastées selon les continents : 14,6 kg en Afrique, 23,3 kg dans les Caraïbes, 9,3 kg en Asie, 5,3 kg en Océanie, 2,7 kg en Amérique du Nord, 2,3 kg en Amérique du Sud, et seulement 0,07 kg en Europe. La patate douce, devancée sur le critère de la consommation moyenne par habitant par les principales céréales : blé (66 kg), riz (53,3 kg) et maïs (17,1 kg), et par les autres tubercules et racines féculents : pomme de terre (32,6 kg) et manioc (14,3 kg), n'est en général pas un aliment de base, sauf dans un nombre limité de territoires : la Papouasie-Nouvelle-Guinée (260 kg/personne/an en 2009), les îles Salomon (180 kg), le sud de la Chine, la Papouasie occidentale, la côte centrale du Viêt Nam et les îles du nord des Philippines. Les autres grands consommateurs de patate douce par habitant comprennent le Rwanda (73 kg), le Burundi (89 kg) et l'Ouganda (73 kg). Aux États-Unis, la consommation de patates douces a augmenté d'environ 80 % entre 2000 et 2014, passant de 1,9 à 3,4 kg par habitant. Cela s'explique notamment par le développement de la production de frites surgelées de patates douces,.
La consommation de patates douces devrait globalement augmenter dans les années à venir, mais la consommation des tubercules frais devrait continuer à baisser dans les pays en développement, notamment en Chine. En effet, à mesure que les revenus par habitant augmentent, la demande se porte plutôt vers les céréales et la pomme de terre (celle-ci a tendance à coûter cher et est parfois un légume de luxe dans les pays en développement alors qu'elle est généralement considérée comme un féculent de base bon marché dans les pays développés). En revanche, l'utilisation de la patate douce comme aliment du bétail, principalement des porcs, soutenue par la croissance de la demande en viande, devrait augmenter, comme c'est le cas déjà en Chine,.

## Symbolique

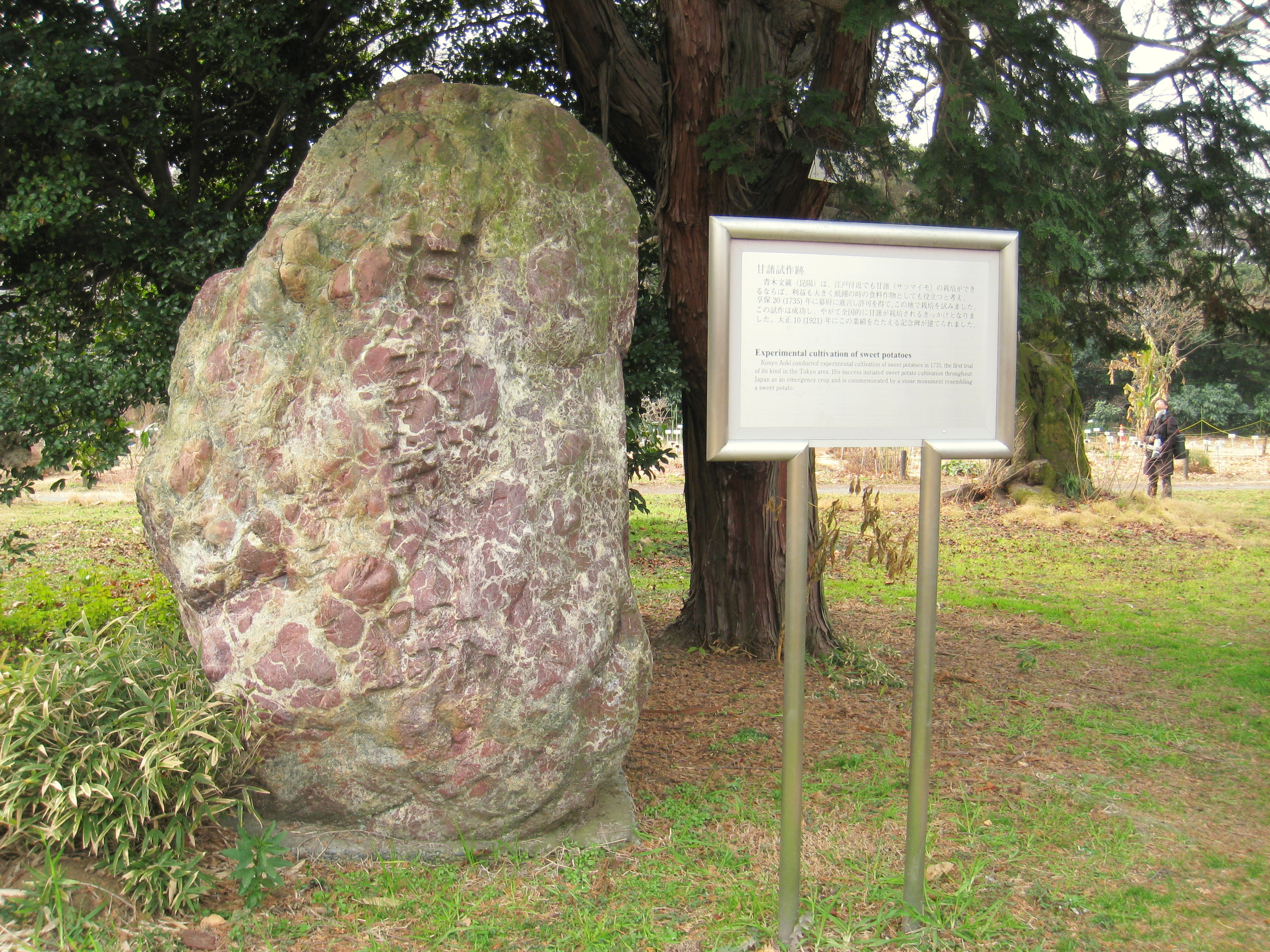
Monument à la patate douce dans les jardins botaniques de Koishikawa, en hommage au botaniste Aoki Konyō (1698-1769) qui introduisit cette plante au Japon.

Aux États-Unis, la patate douce a été choisie comme « légume officiel de l'État » (State vegetable) d'une part en Caroline du Nord, premier État américain producteur de patates douces, en 1995 et d'autre part en Louisiane depuis 2003.